# Saint-Germain-en-Laye
Vous lisez un « bon article » labellisé en 2007.
Pour les articles homonymes, voir Saint-Germain.
Saint-Germain-en-Laye (prononcé : [sɛ̃.ʒɛʁ.mɛ̃.ɑ̃.lɛ]) est une commune française située à 19 km à l'ouest de Paris dans le département des Yvelines en région Île-de-France.
Elle a depuis le 1er janvier 2019 le statut de commune nouvelle à la suite de l’absorption à cette date de la commune de Fourqueux.
L'histoire de la ville de Saint-Germain-en-Laye a été longtemps liée à la présence du château, qui fut une résidence régulière des rois de France dont l'importance diminua néanmoins par suite de l'installation de Louis XIV à Versailles, et à la forêt, ancien domaine de chasse royal. Au début du XXIe siècle, elle est le siège d'une sous-préfecture des Yvelines et est devenue une ville résidentielle recherchée, au caractère international marqué.
Ses habitants sont appelés les Saint-Germanois. Il s'agit de la 150e ville la plus peuplée de France métropolitaine.
Saint-Germain-en-Laye est célèbre pour ses châteaux (Château-Vieux, vestiges du Château-Neuf, château d'Hennemont), sa terrasse, sa forêt, ses écoles, ses commerces et ses musées (Musée d'Archéologie nationale, musée du Prieuré, musée Claude-Debussy).

## Géographie
La commune de Saint-Germain-en-Laye, située dans la banlieue ouest de Paris et dans le nord-est du département des Yvelines, est, avec sa forêt domaniale qui lui donne plus de 4 800 hectares, la plus vaste du département (la troisième d'Île-de-France après Fontainebleau et Paris). Elle occupe la majeure partie d'une boucle de la Seine en grande partie couverte par la forêt domaniale du même nom. Le site historique de la ville se trouve dans la partie sud-est de ce territoire, sur le rebord d'un plateau calcaire dominant la Seine de 60 mètres environ et d'où la vue s'étend sur une grande partie de l'ouest parisien.
| Achères                           | Achères                        | Achères, Maisons-Laffitte |
| Poissy                            | Saint-Germain-en-Laye          | Le Mesnil-le-Roi          |
| Saint-Nom-la-Bretèche, Chambourcy | Mareil-Marly, L'Étang-la-Ville | Le Pecq                   |

Le territoire communal s'étend sur un plateau limité de façon abrupte vers l'est, culminant à 90 mètres à l'emplacement du château. Le rebord du plateau, matérialisé partiellement par la Terrasse, correspond à la limite intercommunale séparant Saint-Germain du Pecq, située en contrebas en bord de Seine. Le plateau s'abaisse progressivement vers l'ouest à 50 à 60 mètres en limite de Poissy et vers le nord jusqu'à environ 25 mètres dans la plaine agricole d'Achères. Vers le sud, il est profondément entaillé par la vallée du ru de Buzot, empruntée partiellement par la RN 13 et franchie en viaduc par la ligne de grande ceinture, et remonte nettement en limite de Mareil-Marly et Fourqueux jusqu'à une altitude de 100 mètres environ à la colline d'Hennemont.

### Hydrographie

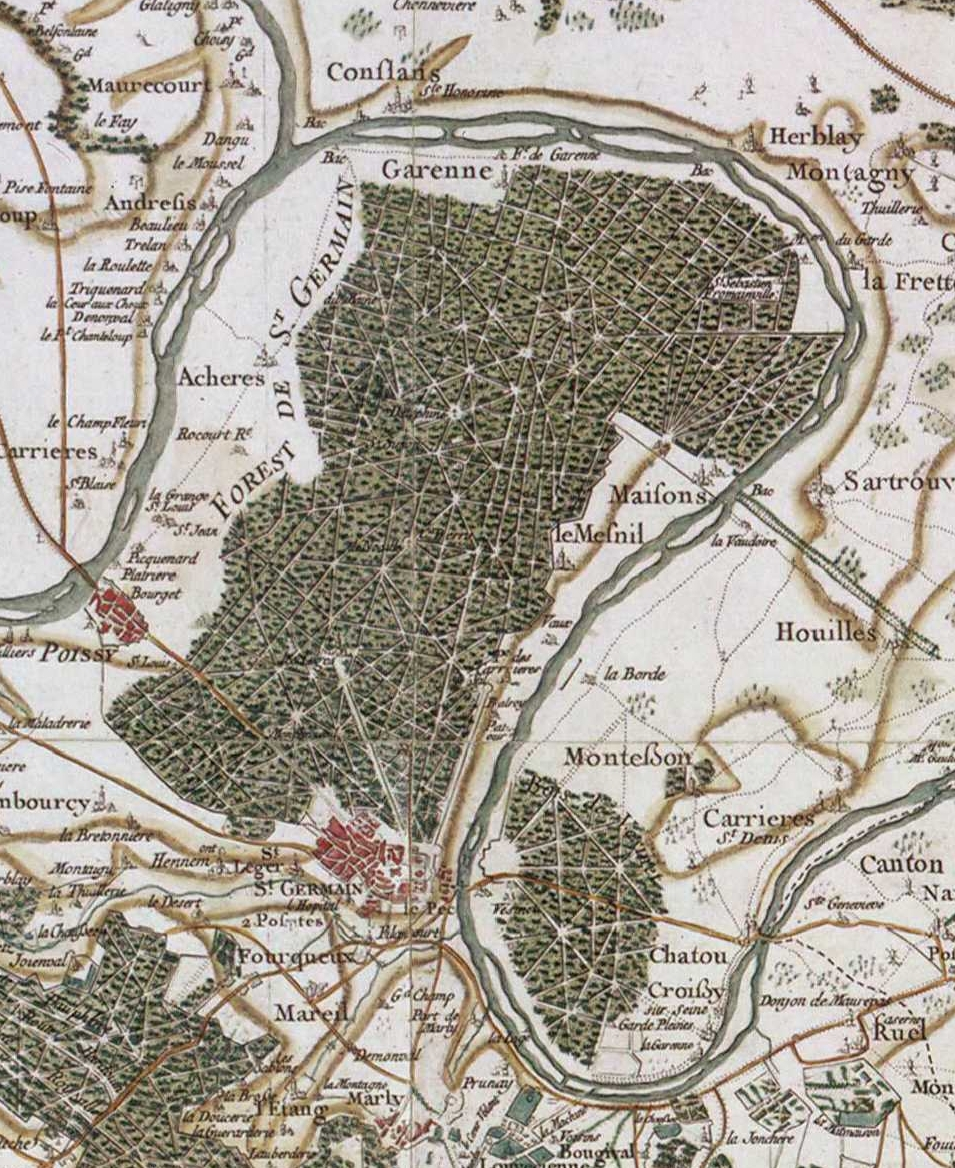
Saint-Germain-en-Laye et sa forêt dans une boucle de la Seine vers 1780 (carte de Cassini).

On compte un seul cours d'eau dans le territoire communal, il s'agit du ru de Buzot, ruisseau affluant de la Seine de 9 km de long dont le cours orienté ouest-est traverse la partie sud de la commune. Ce ru est en grande partie canalisé et enterré. Le fond du vallon est emprunté par la déviation de la RN 13.

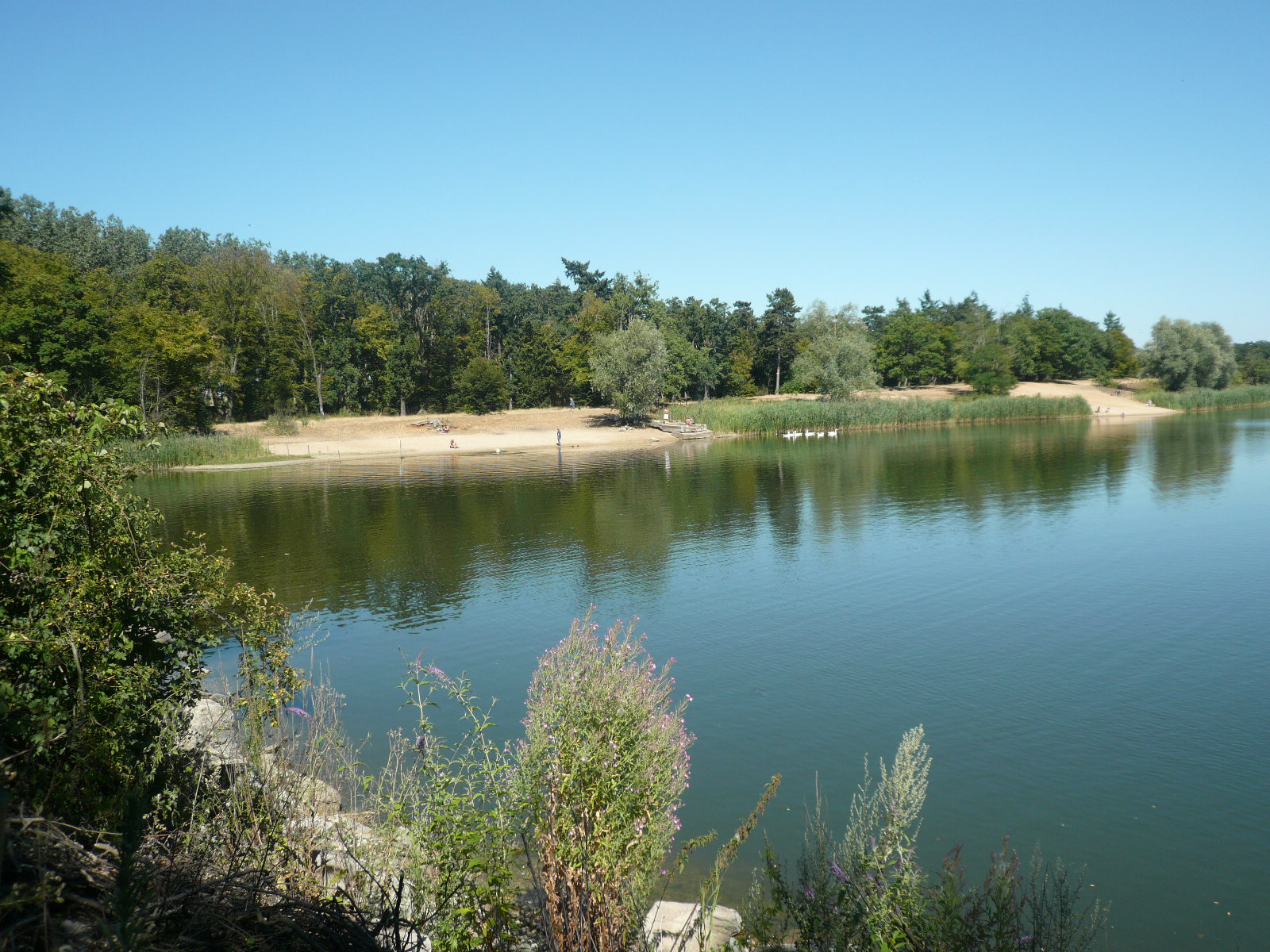
Vue sur l'étang du Corra.

La commune n'est pas directement riveraine de la Seine, mais dans sa partie nord nord-est, la limite communale s'approche très près du fleuve. La commune est séparée de ce dernier par une étroite bande rattachée à la commune d'Achères et parfois par d'anciennes îles rattachées administrativement aux communes de la rive droite (Conflans-Sainte-Honorine, Herblay, La Frette-sur-Seine).
Quelques étendues d'eau, issues d'anciennes exploitations sablières, se trouvent dans le nord de la commune, dont l'étang du Corra.

### Géologie
Saint-Germain-en-Laye est établi sur un plateau calcaire formant une terrasse surplombant la Seine, son sous-sol est constitué d'un empilement de couches sédimentaires de l'ère tertiaire, quasi horizontales, reposant sur une assise de craie de l'ère secondaire, couches entaillées par la vallée de la Seine et celle du ru de Buzot.
Les couches affleurant à Saint-Germain-en-Laye, au niveau de la ville, sont de haut en bas :
- le calcaire de Saint-Ouen du Bartonien inférieur (Marinésien), environ cinq mètres d'épaisseur, affleurant dans le centre de la ville ainsi que vers l'ouest en limite de Poissy,
- les sables de Beauchamp du Bartonien inférieur (Auversien), présents surtout sous le centre ancien de la ville et la partie nord de la forêt sur environ huit mètres d'épaisseur,
- le calcaire grossier du Lutétien (environ 45 millions d'années) d'environ quinze mètres d'épaisseur Cette couche calcaire, qui correspond à la plateforme structurale du Vexin, a été exploitée autrefois comme pierre de taille[5] dans de nombreuses carrières, notamment dans les communes limitrophes de Poissy et du Mesnil-le-Roi (Carrières-sous-Bois),
- une couche d'argile (Yprésien inférieur) surmontant des marnes du Montien,
- la craie blanche à silex du Campanien (70 à 80 millions d'années, Crétacé). Cette couche très épaisse, qui constitue l'assise géologique du secteur, n'est affleurante qu'à la base du coteau (Le Pecq), largement recouverte par des alluvions modernes.

L'assise de la forêt de Saint-Germain-en-Laye est formée principalement par des terrasses alluviales étagées formées au Quaternaire à l'intérieur d'un méandre de la Seine à la suite des variations du niveau de la Manche au cours des glaciations et déglaciations successives. Elles sont formées d'alluvions (sables et graviers) anciens au sud (terrasse supérieure), sauf vers l'ouest et le nord-ouest en limite de Poissy et Achères où ces alluvions disparaissent pour laisser affleurer les couches de calcaire sous-jacentes, et d'alluvions plus récentes au nord (terrasse inférieure).

### Occupation du territoire
| Type d'occupation           | Pourcentage | Superficie (en hectares) |
| --------------------------- | ----------- | ------------------------ |
| Espace urbain construit     | 19 %        | 914,16                   |
| Espace urbain non construit | 8 %         | 408,78                   |
| Espace rural ou forestier   | 73 %        | 3599,91                  |

Le territoire de la commune est très majoritairement rural (73 %). L'espace rural correspond en quasi-totalité à l'espace couvert par la forêt de Saint-Germain-en-Laye. S'y ajoute au nord de la forêt, une partie du « parc agricole d'Achères » (qui appartient à la ville de Paris).
L'espace urbain construit représente 19 % du total, soit 914 hectares. Il comprend les zones d'habitation, concentrées dans la partie sud de la commune, soit 340 ha (36 % de l'espace urbain construit), les divers équipements, soit 265 ha (20 %), incluant notamment des surfaces occupées par la station d'épuration « Seine-Aval » du SIAAP (syndicat interdépartemental pour l'assainissement de l'agglomération parisienne), située dans l'extrême nord du territoire communal, les surfaces affectées au transport, 186 ha (14 %), incluant entre autres les installations ferroviaires de l'ancien triage et du dépôt de locomotives d'Achères, les zones d'activités, 95 ha (7 %), constituée majoritairement de bureaux.
L'habitat occupe pratiquement tout l'espace situé entre la forêt et la limite sud de la commune. Il comprend d'une part le noyau historique dense qui s'est progressivement étendu à partir du château jusqu'au bord de la vallée du ru de Buzot. Celle-ci a été urbanisée plus récemment, notamment depuis la Seconde Guerre mondiale, par de grands immeubles collectifs, puis par des lotissements pavillonnaires. La zone urbanisée rejoint celles du Pecq, de Mareil-Marly et de Fourqueux sans discontinuité. On note également quelques cités isolées dans le nord de la commune, la cité du Grand-Cormier dans un triangle ferroviaire au milieu de la forêt, la cité de la Garenne en face de Conflans-Sainte-Honorine et la cité de Fromainville (au nord de Maisons-Laffitte) qui héberge du personnel de la station d'épuration.

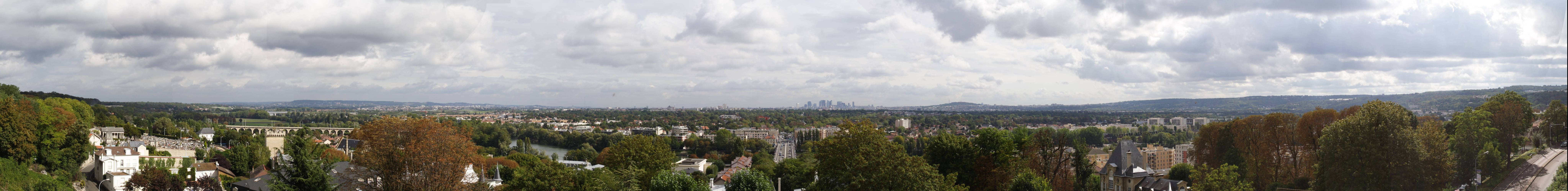
Vue panoramique depuis la terrasse du château, en direction de l'est :
à gauche, le viaduc de la ligne RER entre Saint-Germain-en-Laye et Le Vésinet - Le Pecq, plus loin, le pont sur la Seine de l'autoroute A14 et dans le fond la butte-témoin boisée de Cormeilles-en-Parisis ; au centre, le pont Georges-Pompidou au Pecq et, à l'horizon, La Défense ; à droite, à l'horizon, le mont Valérien et les hauteurs de Rueil-Malmaison, La Celle-Saint-Cloud, Louveciennes et Marly-le-Roi dans la forêt de Marly.

### Transports et voies de communication

#### Transports en commun
Les communications avec Paris sont assurées par la ligne de RER A dont la gare de Saint-Germain-en-Laye est le terminus ouest. Elle traverse Paris en passant par Le Vésinet, l'université de Nanterre, le centre d'affaires de la Défense, la place de l'Étoile, les grands magasins, le quartier des Halles, la gare de Lyon, la place de la Nation, puis continue vers Torcy et Marne-la-Vallée - Chessy où est implanté Disneyland Paris. Grâce à une interconnexion, l'autre branche du RER permet de rejoindre Boissy-Saint-Léger (94).

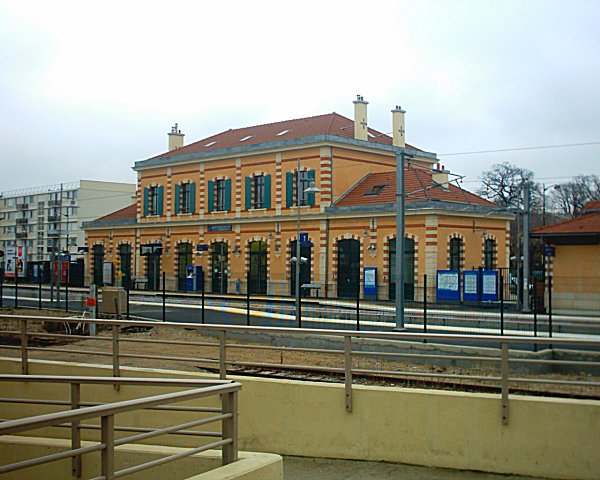
La gare de Saint-Germain - Grande-Ceinture.

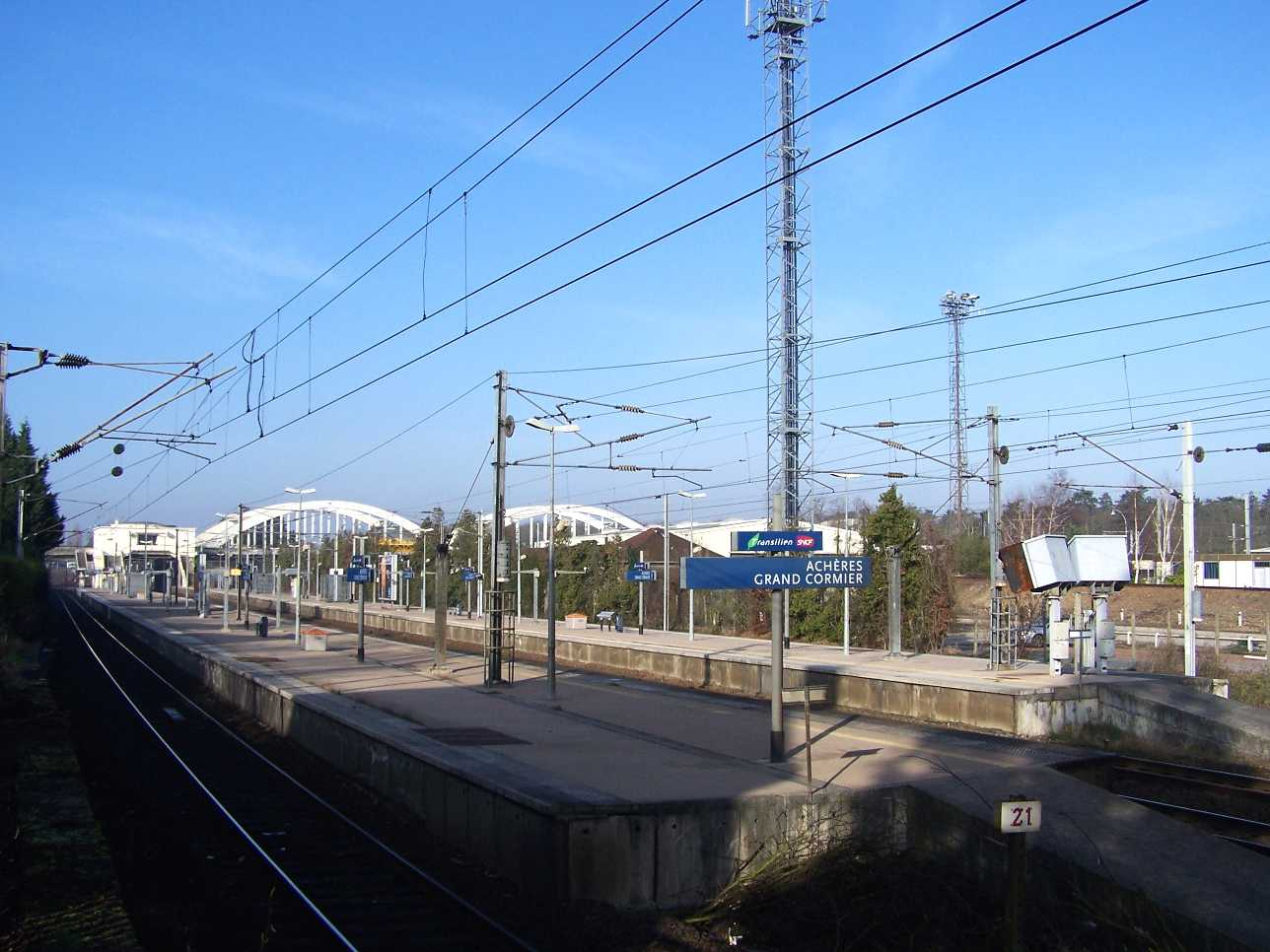
La gare d'Achères-Grand Cormier.

La commune est également traversée d'est en ouest, en plein milieu de la forêt, par la ligne Paris - Rouen - Le Havre qui dessert la gare voyageurs d'Achères - Grand Cormier ainsi que le dépôt d'Achères et les faisceaux de l'ancien triage d'Achères. Cette ligne compte deux embranchements, l'un vers le nord en direction de Pontoise et Cergy, l'autre vers le sud en direction de la gare de Poissy-Grande-Ceinture, désaffectée depuis 1936.
Parmi ces différentes infrastructures terrestres, plusieurs sont classées au regard de la pollution sonore des infrastructures de transports terrestres. C'est notamment le cas de l'autoroute A14 (classée en catégorie 1, la plus élevée, mais l'impact réel est relativement limité pour les riverains, cette autoroute étant souterraine dans la plus grande partie de son trajet dans la commune), des routes nationales N 184 et N 13 (catégorie 2) ainsi que de la ligne ferroviaire Paris-Rouen (catégorie 1),. La RN 13 est isolée par des murs antibruit continus dans le vallon du ru de Buzot.

#### RER
La ligne de Paris à Saint-Germain-en-Laye, inaugurée en 1837, est la plus ancienne ligne de chemin de fer ouverte aux voyageurs en France.
Jusqu'en 1838, la ville est desservie grâce à des diligences ("pataches") qui prennent en charge les voyageurs arrivant à la gare du Pecq (au pied du pont du Pecq rive droite), terminus de la ligne Saint-Lazare-Le Pecq, car les trains ne peuvent pas franchir le dénivelé entre Le Pecq et la Terrasse de Saint-Germain.
En 1838, la construction d'une deuxième voie avec un pont ferroviaire et la création d'un train dit « atmosphérique » (abandonné en 1858) permet le prolongement de la ligne jusqu'à Saint-Germain-en-Laye.
Inaugurée en 1972, la ligne  est exploitée par la RATP. Elle permet de joindre le centre de la capitale (gare de Châtelet - Les Halles) en 30 minutes, depuis la gare de Saint-Germain-en-Laye, dont elle est le terminus, via La Défense (17 min), avec une fréquence aussi élevée que celle d'une ligne de métro. Cette ligne succède à la ligne Paris - Saint-Germain-en-Laye, dont le tronçon Paris - Le Pecq. La gare d'Achères - Grand-Cormier de la même ligne - mais sur la branche en direction de Poissy au lieu de celle en direction de Saint-Germain-en-Laye - est également située sur le territoire de la ville.

#### Tram Express Ouest
Rouverte partiellement en 2004, la ligne de la Grande ceinture Ouest (Noisy-le-Roi à Saint-Germain-Grande Ceinture) est peu utilisée car elle constitue un tronçon isolé, la correspondance vers la gare Saint-Lazare à Saint-Nom-la Bretèche apportant peu d'avantages aux voyageurs. À partir du 6 juillet 2022, ce tronçon s’est transformé en une ligne de tram-train, la ligne 13 du tramway d'Île-de-France. Cette ligne de banlieue à banlieue, sans passer par Paris intra-muros, ouvre le 6 juillet 2022 et relie la gare de Saint-Germain-en-Laye (RER A) au Sud jusqu'à la gare de Saint-Cyr, en correspondance avec le RER C, le Transilien N et le Transilien U. Il est aussi envisagé des travaux pour construire une branche qui reliera la ligne au Nord, passant par Saint-Germaine-Grande Ceinture, à travers Poissy jusqu'à la gare d'Achères-Ville, en correspondance avec le RER A et le Transilien L.

#### Bus

##### Réseau urbain
La commune de Saint-Germain-en-Laye est desservie par le réseau de bus Saint-Germain Boucles de Seine depuis le 1er août 2022.

##### Réseau interurbain
La commune de Saint-Germain-en-Laye est desservie par de nombreuses lignes de bus permettant de se rendre dans de nombreuses villes et pôles régionaux important tels que Cergy-Pontoise, Conflans-Sainte-Honorine, Mantes-la-Jolie, Poissy, Versailles... .
- Les lignes 1, 42, 59, 67 et 70 du réseau de bus Poissy - Les Mureaux,
- Les lignes 14, 23, 27, 511 et 512 du réseau de bus Centre et Sud Yvelines,
- Les lignes Express 1, 10 et 15 du réseau de bus Saint-Germain Boucles de Seine,
- Les lignes 1 et 2 du réseau de bus Argenteuil - Boucles de Seine,
- La ligne 259 du réseau de bus RATP,
- La ligne 4 du réseau de bus Cergy-Pontoise Confluence,
- La ligne Express 27 du réseau de bus Île-de-France Ouest,
- La ligne 6281 du réseau de bus Grand Versailles,
- La ligne 22 du réseau de bus du Mantois.

La nuit, la ligne N153 du réseau Noctilien permet de se rendre à la gare de Paris-Saint-Lazare à raison d'un départ par heure dans chaque sens de circulation de 00 h 30 à 6 h 30.

#### Infrastructures routières
L'accès routier à Saint-Germain-en-Laye et la circulation dans la ville sont assez difficiles du fait de l'encombrement, notamment en semaine aux heures de pointe, du réseau constitué de rues au tracé étroit et très ancien. Des parcs de stationnement ont été aménagés dans le centre-ville, notamment le parc souterrain du château et celui de la place du Marché-Neuf (mis en service en 2007).
La commune est desservie par deux routes nationales, la RN 13, orientée est-ouest, empruntant une déviation à quatre voies au sud de la ville, qui la relie à Paris d'une part et à Mantes-la-Jolie d'autre part, et la RN 184, orientée nord-sud, qui relie Saint-Germain-en-Laye à Conflans-Sainte-Honorine et à Cergy-Pontoise en traversant la forêt de Saint-Germain-en-Laye. Ces deux axes se croisent par un carrefour dénivelé au Bel-Air.
Pour désengorger la RN 13, un nouvel échangeur sur l'autoroute A14 à Chambourcy est mis en service en avril 2009. Il est accompagné de la mise à 2 × 2 voies de la RN 13 entre Saint-Germain-en-Laye (Le Bel-Air) et le nouvel échangeur.
Les autoroutes les plus proches sont respectivement l'A 13 accessible par l'échangeur d'Orgeval situé à huit kilomètres environ à l'ouest de la ville et l'A 14 accessible par l'échangeur de Chambourcy situé à un kilomètre environ à l'ouest. L'autoroute A 14 traverse la commune en totalité par un souterrain, situé sous la forêt au nord de l'agglomération, l'échangeur initialement prévu en forêt ayant été supprimé sur décision du président François Mitterrand.
Le tracé retenu pour le bouclage de la Francilienne à l'ouest de Paris écorne légèrement le territoire communal dans sa lisière nord mais évite la traversée de la forêt.
Plusieurs routes départementales relient Saint-Germain-en-Laye aux communes voisines. Ce sont :
- la RD 308 qui relie Maisons-Laffitte à Poissy en traversant la forêt dans le sens est-ouest et qui croise la RN 184 au carrefour de la croix de Noailles ;
- RD 157 qui la relie au Mesnil-le-Roi et Maisons-Laffitte vers le nord-est ;
- la RD 190, traversant le centre-ville, qui la relie au Pecq vers l'ouest et à Poissy vers l'est ;
- la RD 98 qui la relie à Saint-Nom-la-Bretèche et Les Clayes-sous-Bois vers le sud.

Certaines de ces routes départementales sont exclusivement saint-germanoises : c'est le cas de la RD 284 qui relie le carrefour des Loges (RN 184 au nord) à l'échangeur avec la RN 13 au sud de la commune et de la RD 99 qui relie cet échangeur avec la RN 13 à l'entrée de Mareil-Marly.

### Climat
Pour des articles plus généraux, voir Climat de l'Île-de-France et Climat des Yvelines.
En 2010, le climat de la commune est de type climat océanique dégradé des plaines du Centre et du Nord, selon une étude du CNRS s'appuyant sur une série de données couvrant la période 1971-2000. En 2020, Météo-France publie une typologie des climats de la France métropolitaine dans laquelle la commune est dans une zone de transition entre le climat océanique et le climat océanique altéré et est dans la région climatique Sud-ouest du bassin Parisien, caractérisée par une faible pluviométrie, notamment au printemps (120 à 150 mm) et un hiver froid (3,5 °C).
Pour la période 1971-2000, la température annuelle moyenne est de 11,5 °C, avec une amplitude thermique annuelle de 14,7 °C. Le cumul annuel moyen de précipitations est de 661 mm, avec 10,8 jours de précipitations en janvier et 7,8 jours en juillet. Pour la période 1991-2020, la température moyenne annuelle observée sur la station météorologique la plus proche, située sur le territoire de la commune de Trappes à 15 km à vol d'oiseau, est de 11,6 °C et le cumul annuel moyen de précipitations est de 686,3 mm,. Pour l'avenir, les paramètres climatiques de la commune estimés pour 2050 selon différents scénarios d'émission de gaz à effet de serre sont consultables sur un site dédié publié par Météo-France en novembre 2022.

## Urbanisme

### Typologie
Au 1er janvier 2024, Saint-Germain-en-Laye est catégorisée grand centre urbain, selon la nouvelle grille communale de densité à sept niveaux définie par l'Insee en 2022.
Elle appartient à l'unité urbaine de Paris, une agglomération inter-départementale regroupant 407  communes, dont elle est une commune de la banlieue,,. Par ailleurs la commune fait partie de l'aire d'attraction de Paris, dont elle est une commune du pôle principal,. Cette aire regroupe 1 929 communes,.

### Morphologie urbaine

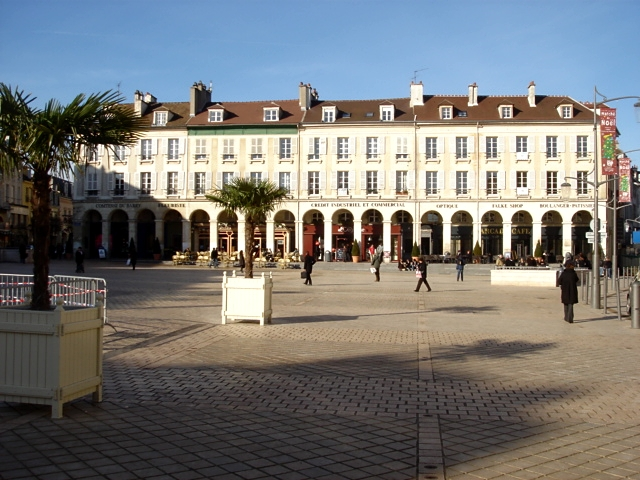
Place du Marché-Neuf.

La ville primitive, actuellement le centre-ville, est formée de quatre quartiers délimités par deux grandes rues perpendiculaires se croisant au centre :
- la rue de Poissy - rue du Vieux-Marché - rue de Paris, qui comme son nom l'indique rejoint d'un côté la route de Poissy traversant la forêt, et de l'autre la route du Pecq et de Paris longeant la Seine ;
- la rue au Pain - rue Bonnenfant - rue de Mareil qui, comme son nom l'indique, se prolonge par la route de Mareil-Marly.

En 1776, le Vieux Marché a été déplacé le long de la rue de Poissy sur une grande place créée sur l'ancien cimetière : la place du Marché-Neuf.

### Logements

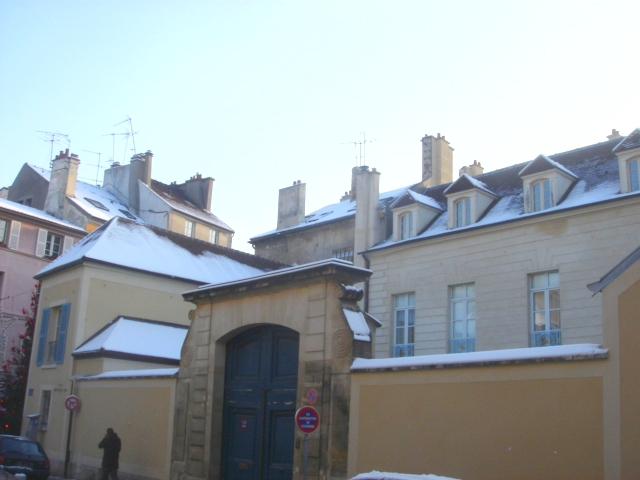
Immeuble d'habitation dans le centre.

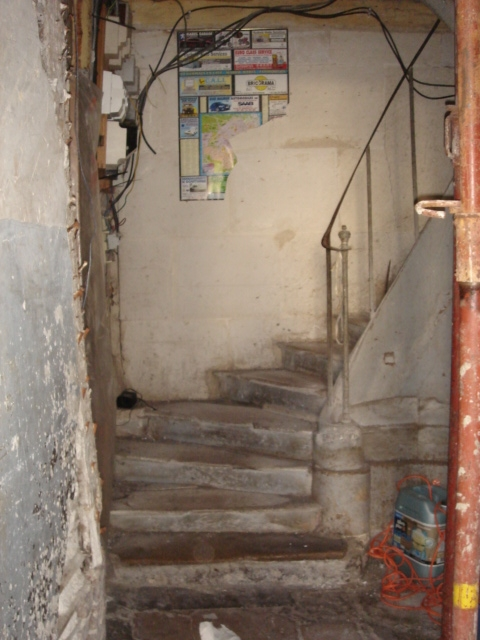
Intérieur d'un immeuble d'habitation non rénové dans le centre historique (en 2009).

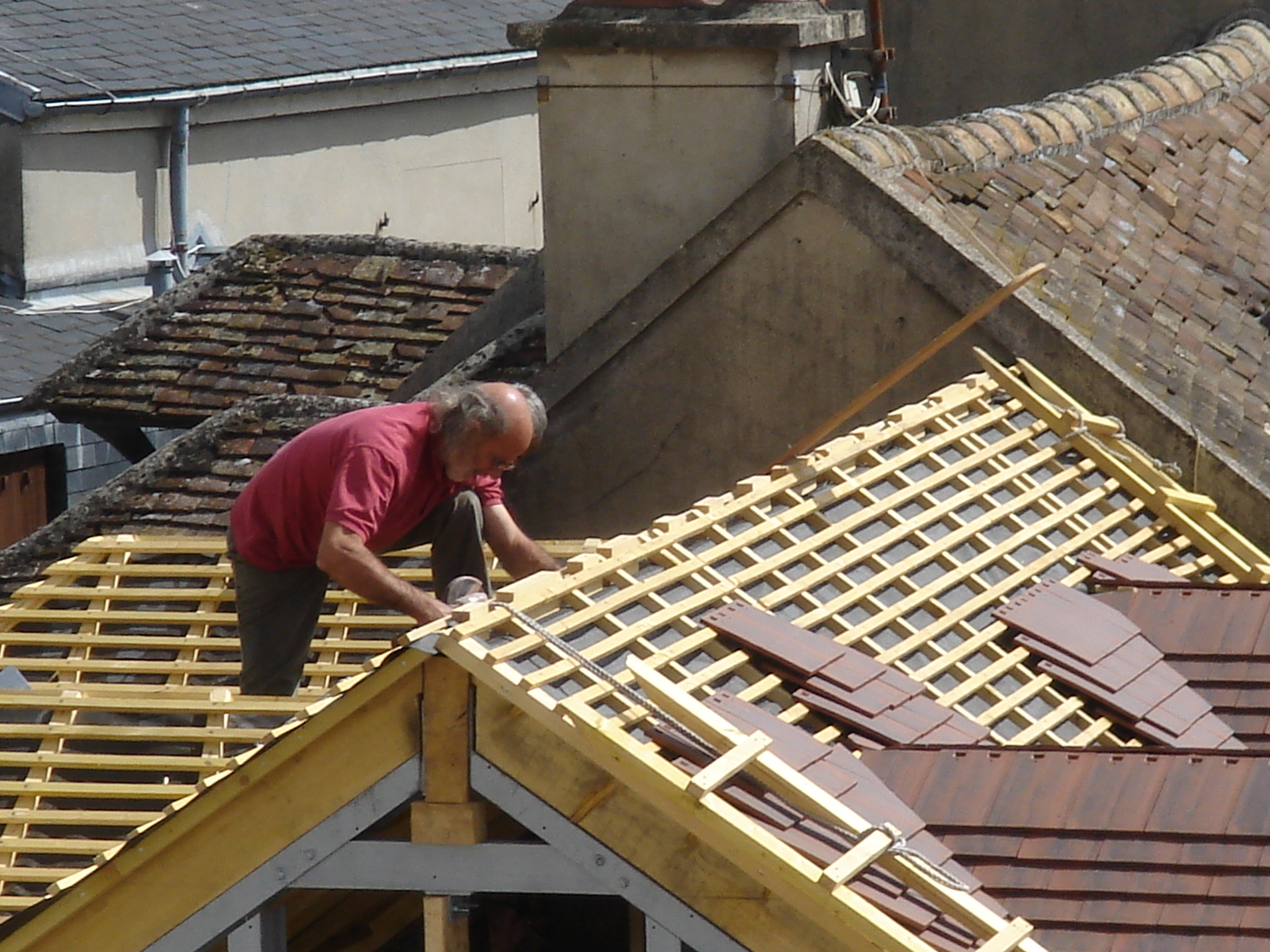
Construction d'une maison en bois dans le centre historique (en 2011).

Au recensement de 1999, la ville comptait 18 050 logements dont 15 830 résidences principales, soit 87,7 %. Le solde est constitué essentiellement de logements vacants (10,3 %), taux supérieur à la moyenne régionale (8,1 %), la part des résidences secondaires étant infime (0,6 %),.
Près des deux tiers (64,9 %) du parc immobilier datent des années 1949-1989, taux un peu supérieur à la moyenne régionale (57,2 %). Cela reflète le fort développement de la ville dans les années 1960-1980. En revanche, les constructions récentes (de 1990 à 1999) sont moins présentes que dans la moyenne régionale. En 1999, 3,2 % des résidences principales dataient de 1990 ou après contre 9,1 % en Île-de-France, démontrant un fléchissement des constructions depuis 1990.
Les maisons individuelles représentaient seulement 23,4 % contre 76,6 % pour les appartements, répartition sensiblement différente de la moyenne régionale (26,9 % et 73,1 % respectivement), reflétant une forte densification urbaine.
Les habitations se caractérisent par leur surface importante : les logements de quatre pièces et plus dominent (44,6 %). Suivent les logements de trois pièces (25,8 %), puis 2 pièces (18,6 %). Les petits logements restent assez minoritaires (studios : 11,6 %). Cette structure a peu évolué entre 1990 et 1999, avec toutefois une légère augmentation (+3,3 %) des logements de quatre pièces et plus, principalement au détriment des trois pièces (-4,6 %).
39,3 % des habitants sont propriétaires de leur logement, contre 54,7 % de locataires (respectivement 44,3 % et 51,1 % dans la région),.
Avec 3 395 logements HLM, soit 17,4 % du parc en 2018 (contre 26,3 % en moyenne régionale), la ville est en dessous du seuil de 25 % de logements sociaux imposé par loi no 2000-1208 du 13 décembre 2000 relative à la solidarité et au renouvellement urbains (Loi SRU) et modifiée par la «loi Duflot I», mais est exonérée de prélèvement grâce à son statut comme commune nouvelle (après la fusion avec Fourqueux),. La plupart des logements sociaux résultent de l'urbanisation dans les années 1960 du plateau du Bel-Air qui fut l'objet d'une ZUP (zone à urbaniser en priorité).
Le prix de l'immobilier à Saint-Germain-en-Laye est parmi les plus élevés de France, au 71e rang des villes les plus chères. Malgré un ralentissement de la hausse des prix constaté depuis 2006, le prix moyen atteint environ 4 500 € le m2 en 2007 et peut dépasser les 6 000 € pour les biens les mieux placés à proximité du château et de la forêt.
Les quartiers moins prisés connaissent toutefois des prix sensiblement inférieurs (à partir de 2 500 € le m2 dans le quartier du Bel-Air).

## Toponymie
Saint-Germain est un hagiotoponyme qui trouve son origine dans la construction, par le roi des Francs Robert II le Pieux (972-1031), d'un monastère dédié à saint Germain, probablement saint Germain de Paris, fondateur de l'abbaye de Saint-Germain-des-Prés qui vivait dans les parages au VIe siècle.
La localité de Saint-Germain est attestée sous la forme locus beati Germani en 1073, puis Sanctus Germanus en 1124, Sanctus Germanus in Leia dès 1161.
L'origine du déterminant complémentaire -en-Laye tient à sa situation dans l'ancienne forêt de Lida qui couvrait toute la région. Le nom complet de Saint-Germain-en-Laye peut donc se comprendre comme « Saint-Germain-dans-la-forêt-de-Lida ».
La forêt de Laye, qui est dans le prolongement de celle d'Yveline, commence à être attestée au IXe siècle sous la forme Lida silva dans le Polyptyque d'Irminon, puis silva cognominata Ledia (« la forêt surnommée Laye ») au XIe siècle, chez Helgaud.
Au cours de la Révolution française, la commune porte provisoirement le nom de Montagne-bon-air.

## Histoire

### Des origines à la fin du Moyen Âge
Peu de vestiges préhistoriques en dehors de quelques silex taillés trouvés sur le plateau d'Hennemont, dans la forêt de Laye, anciennement Lida, partie nord de la forêt d'Yveline, qui elle-même était la partie nord de l'ancienne forêt des Carnutes ou du diocèse de Chartres.
Une voie gauloise suivait le ru de Buzot et dans la forêt a été trouvé en 1999 une monnaie gauloise intitulée « le cheval solaire et le loup mangeur de lune ».
Une voie romaine montait sur le plateau sur le tracé des rues Schnapper, Bergette et Galliéni, Président-Roosevelt.
Une tradition associe le roi Thierry III au martyre de l'évêque Léger dans la forêt d'Yveline, et à la fondation par celui-ci d'une ou plusieurs chapelles sous le vocable de Saint-Léger en Yveline ou saint Léger en Laye édifiée en 668 par Childéric et dédiée en 678 à Saint-Léger en réparation du martyre.
Les premiers lieux de peuplement francs attestés se trouvent à Saint-Léger et Feuillancourt. Au VIIe siècle, dans le vallon du ru de Buzot, apparaît le domaine de Feuillancourt (Viliolicors, Filioli curtis), lieu de naissance de saint Érembert, futur évêque de Toulouse, qui participe à la christianisation de la région. Un cimetière mérovingien y a été découvert en 1925.

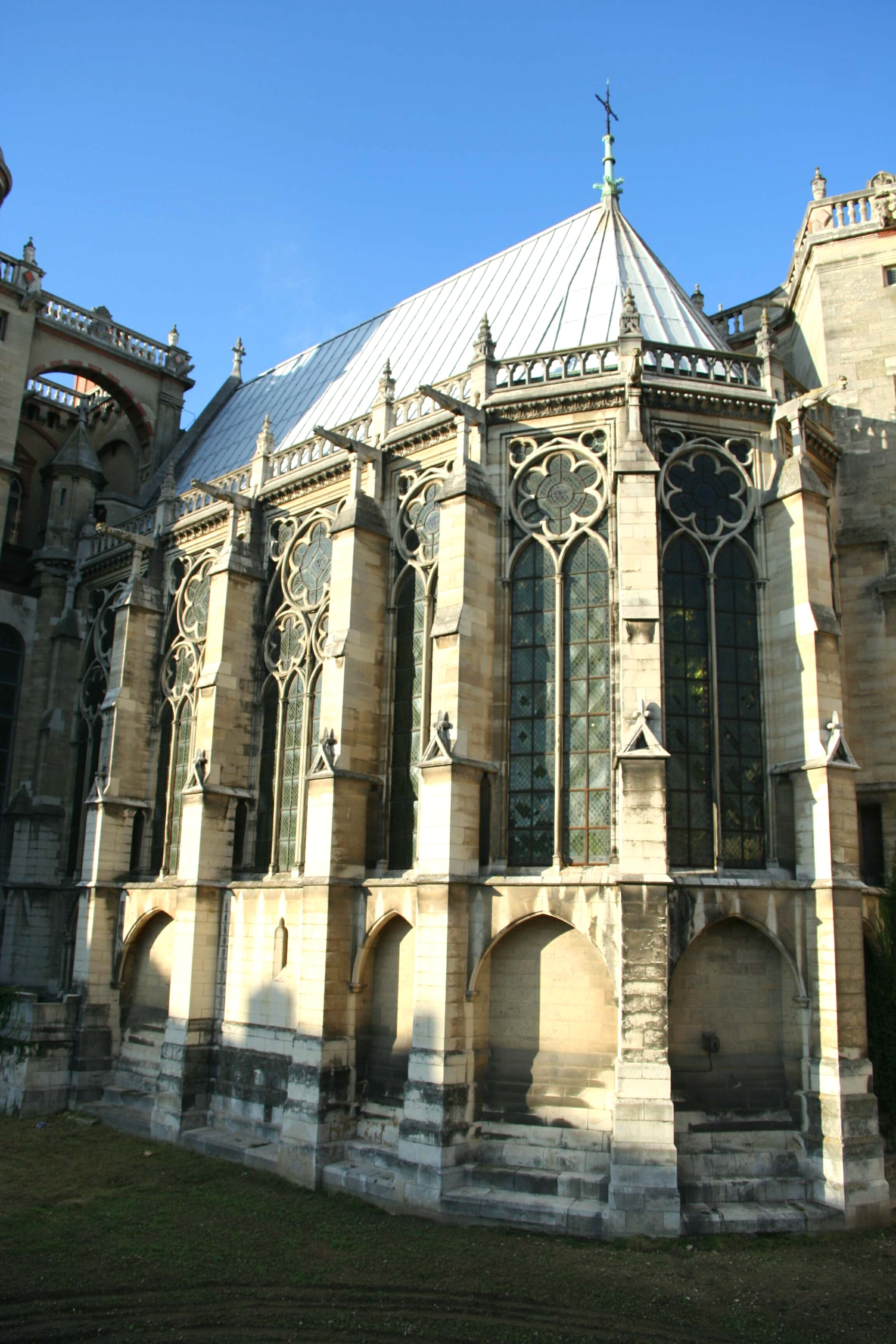
La Sainte-Chapelle de saint Louis.

En 845, l'expédition des Vikings menés par Ragnar « aux braies velues » pille les environs avant d'assiéger Paris.
Selon son biographe Helgaud, et selon la charte de son fils Henri Ier, le roi Robert le Pieux (996-1031) a fondé entre 996 et 1031 une abbaye (monasterium, abbatiola) dédiée à saint Vincent (patron des vignerons) et à saint Germain de Paris « in silva cognominata Ledia » (« dans la forêt appelée Laye »). Cette fondation a été confirmée et augmentée plusieurs fois,, notamment des dîmes de Triel, des droits sur les vins de Poissy, et de la seigneurie de Charlevanne située entre Rueil et Aupecq, avec sa chaussée qui allait jusqu'à la hauteur où a été construite par la suite le château-neuf et la terrasse de Saint-Germain.
Entre 1031 et 1060, Imbert, évêque de Paris obtient du roi Henri Ier des lettres patentes où toute l'origine et les possessions de cette « petite abbaye » (abbatiola) sont rapportées et qui confient son gouvernement spirituel aussi bien que temporel au Chapitre de l'église Notre-Dame; mais celui-ci n'est pas intéressé et la donne avant 1060 à l'abbaye bénédictine de Coulombs (près de Nogent-le-Roi) qui en fait un prieuré et y envoie peu avant 1090 un premier prieur du nom d'Ulric. Le prieur Robert obtient du roi Louis le Gros (1081-1137) une charte datée de 1124 dans laquelle il donne au prieuré les terres du village près de l'église, et confirme toutes les donations et privilèges antérieurs, notamment la seigneurie temporelle avec haute justice criminelle. Il fit dresser des fourches patibulaires au lieu où la route de Paris bifurque vers Mantes et vers Poissy, près de Saint-Léger où elles resteront jusqu'au XVIIe siècle, époque de leur déplacement un peu plus loin.
Vers 1124, le roi Louis VI le Gros fait construire un palatium, sur l'emplacement de la cour du château actuel, face au prieuré Saint-Germain. Le village commence à se développer au XIIe siècle à côté du prieuré. On connaît le nom des premiers syndics ou procureurs des habitants qui sont nommés par Roger, abbé de Coulombs, entre 1119 et 1174 : Aubry puis son fils Rahier (Racherius). Le procureur fiscal était un sergent de justice, un percepteur domanial qui devait prêter l'hommage lige à l'abbé.
Le roi Philippe-Auguste (1179-1223) fait de nombreux séjour à Saint-Germain. En 1180 il nomme le premier concierge du château, et en 1209, il soutient Regnault L'Archer, échanson et écuyer, pour la fondation d'une " Maison Dieu ", c'est-à-dire d'un hôpital, qui sera achevé vers 1225. Il commence, peu avant de mourir en 1223, la construction d'une chapelle castrale dédiée à Notre-Dame.
Blanche de Castille, qui gouverne comme régente de 1226 à 1236, fait ouvrir la route qui traverse en ligne droite la forêt entre Saint-Germain et Poissy où elle donne naissance à son fils, le futur Saint Louis. Arrivée à Saint-Germain, la route bifurque pour devenir la rue principale de la ville, appelée d'un côté rue de Poissy, et de l'autre rue du Pecq, après avoir été la rue du Vieux-Marché.
Louis IX dit Saint Louis (1226-1270) agrandit le château et fait reconstruire la Sainte Chapelle qui est consacrée en 1238. Cet édifice qui est le premier construit dans le style ogival rayonnant, est attribué à l'architecte de la basilique Saint-Denis ou à Pierre de Montreuil, maître d'œuvre de la Sainte-Chapelle de Paris.
En 1286, sous Philippe IV le Bel (1285-1314), le village devient une prévôté, premier degré de la justice royale. Par une charte datée du mois de novembre 1305, Robert de Meudon se voit donner par le roi un mas (manse, maison) à Saint-Germain-en-Laye ; il y est qualifié de pannetier du roi Philippe, titre qui lui était déjà donné avec celui de chevalier dans une charte de 1294. Dans une autre charte de l'an 1307, outre la qualité de grand panetier du roi, Robert de Meudon est dit concierge (conservateur) du château de Saint-Germain et de la forêt de Laye. On sait par leurs tombes au prieuré d'Hennemont qu'il eut comme successeurs comme concierge son fils Henri de Meudon († 1344) marié à Pernelle de Maussigny, son petit fils Jean de Meudon († 1381) marié à Mahaut Flotte de Revel, son arrière petit-fils Jean II de Meudon, dit Bureau († 1395), dont le fils Charles Bureau fut grand-maître des eaux-et-forêts de France. En 1308, dame Pernelle de Géry, qui avait été demoiselle d'honneur de la reine Isabelle d'Aragon épouse de Philippe le Hardy, puis de la reine Jeanne de Navarre épouse de Philippe VI le Bel, donne la maison à Hennemont qui lui avait été donnée avec des terres par Philippe III, afin de fonder un prieuré confié à l'Ordre du Val-des-Écoliers, c'est la plus ancienne institution scolaire publique connue Saint-Germain. Elle fait construire en 1304 sur la terre d'Hennemont qu'elle conservait, une église dédiée à la Vierge et à Saint Louis. La chapelle du château d'Hennemont dédiée à Saint Thibault de Marly, abbé des Vaux de Cernay, membre de la famille de Montmorency, fut incorporée à la nouvelle église, et placée par la suite sous le vocable de Notre-Dame-des-Victoires, en souvenir de la bataille remportée en 1304 par Philippe-le-Bel sur les Flamands à Mons-en-Pévèle. Elle avait trois frères bénédictins : Robert abbé de l'abbaye de Saint-Benoît-sur-Loire, Simon prieur de Sainte-Céline de Meaux, et Jean qui devint religieux du nouveau prieuré.
Le 15 août 1346, lors de la chevauchée d’Édouard III, pendant la guerre de Cent Ans, le « Prince Noir », fils du roi d'Angleterre Édouard III qui occupe alors Poissy, prend la ville, la pille et la brûle et incendie le château de Saint-Germain-en-Laye qui est détruit, à l'exception de la Sainte Chapelle. Vingt ans plus tard, sous Charles V, il sera reconstruit et transformé en forteresse par l'architecte Raymond du Temple. C'est une époque charnière : jusqu'au milieu du XIVe siècle, la résidence royale de Saint-Germain était appelée domus (en latin), hostel (en français) ; avec les travaux de Charles V, elle est qualifiée de chastel.
En 1390, la forêt, le château et le village sont dévastés par une tempête. « Le ciel qui était serein, s'obscurcit en peu de temps, l'espace d'une lieue seulement, qui faisait le tour du château et il survint une infinité d'éclairs et de coups de tonnerre. Le vent brisa toutes les fenêtres et mit en morceaux tout le vitrage de la chapelle de la reine qu'il porta jusqu'au pied de l'autel. On fut obligé de cesser le chant pour finir plus tôt la messe, de crainte que le vent n'emportât la Sainte Hostie. Tout le monde se jeta par terre. Le Conseil même cessa. Les plus grands arbres de la forêt furent arrachés, et on rapporta à la cour que le tonnerre était tombé entre Saint-Germain et Poissy, sur quatre officiers du roi, dont il avait consumé les os et le dedans du corps, en sorte qu'il ne leur restât que la peau, qui était noire comme du charbon ».
En 1415, le pays est de nouveau pillé ainsi que le château, qui sera finalement occupé par les Anglais de 1417 à 1440.
Louis XI, qui n'aimait guère la campagne et qui avait installé la cour au château de Plessis-lèz-Tours, fait don, en 1482, à Jacques Coitier, son premier médecin, des « place, château, prévôté et seigneurie de Saint-Germain-en-Laye ». À la mort du roi, le parlement cassa la donation faite par celui-ci, et rendit à la couronne la propriété aliénée.

### De la Renaissance auXVIIIesiècle

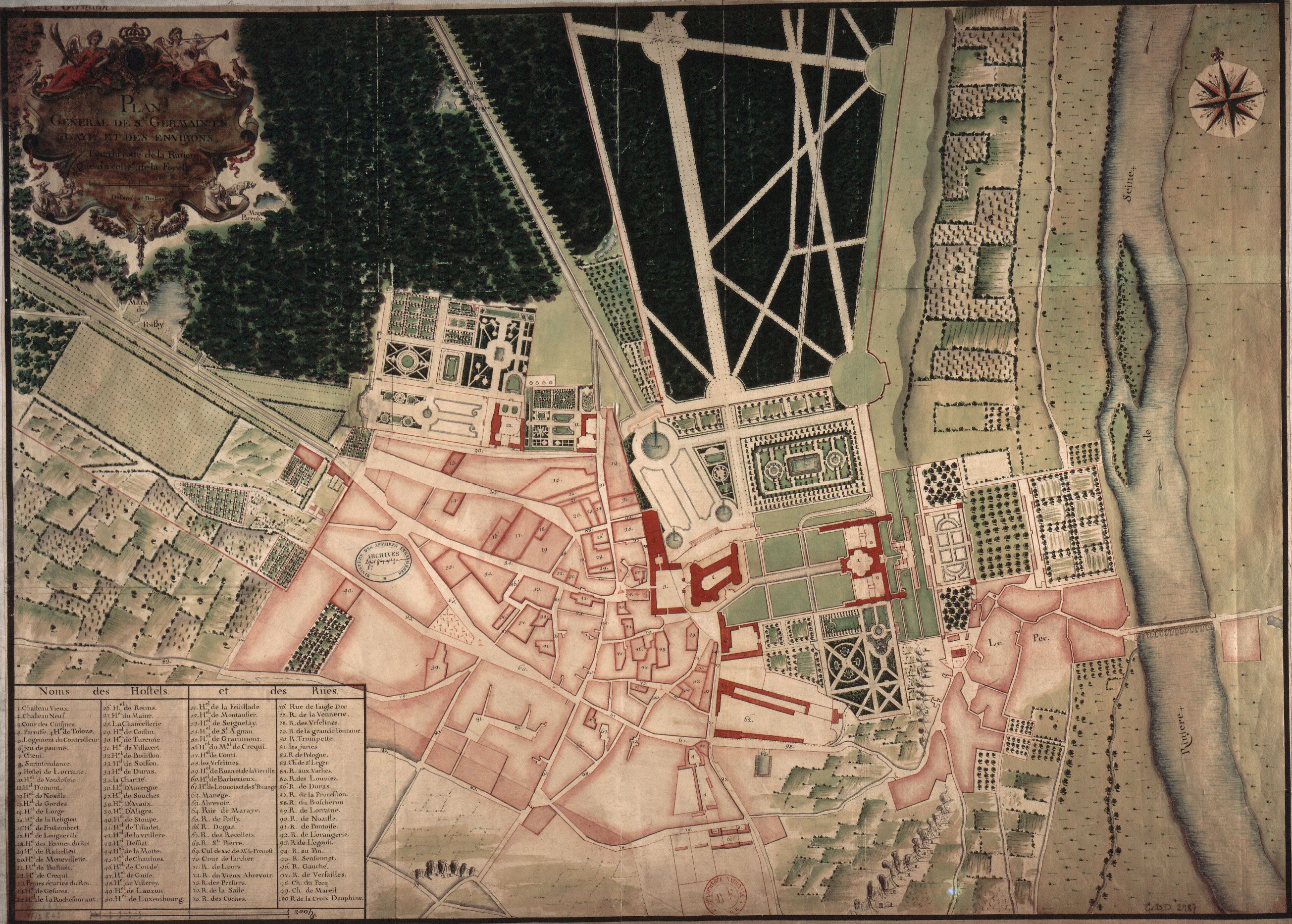
Plan général de Saint-Germain-en-Laye au XVIIe siècle,
par Georges Boissaye du Bocage (Gallica).

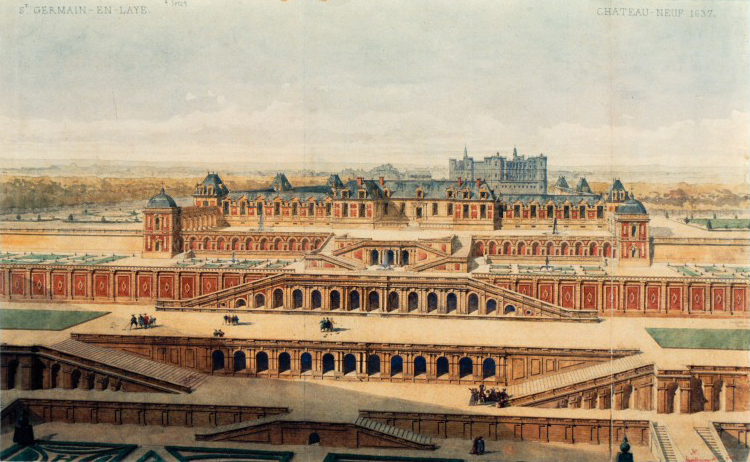
Le Château Neuf en 1637,
par Auguste Alexandre Guillaumot (Gallica).

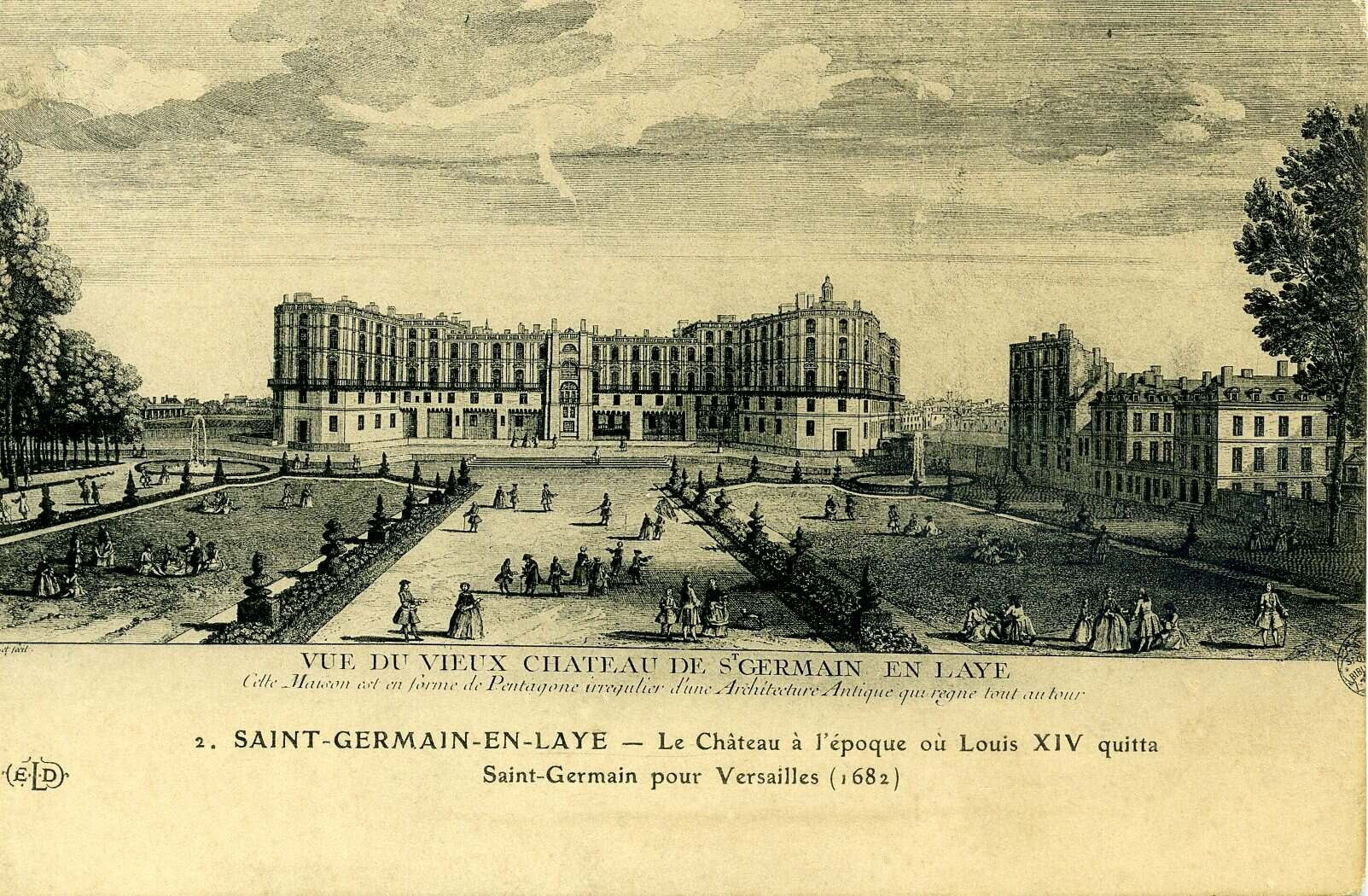
Le Château-Vieux vers 1682.

Avec François Ier, qui épouse Claude de France dans la chapelle le 18 mai 1514, ce furent selon les mémoires de Flaurange « les noces les plus belles que vis jamais, car il y avait dix mille hommes aussi richement vêtus que le Roy », et le château de Saint-Germain-en-Laye devient la résidence favorite du roi. Le 24 janvier 1527, c'est le mariage de Marguerite d'Angoulême et d'Henri d'Albret, puis le 16 novembre la naissance de leur fille Jeanne d'Albret.
En 1539, François Ier confie à l'architecte Pierre Chambiges la transformation du château et sa reconstruction dans le style Renaissance tel qu'on le connaît actuellement depuis sa restauration au XIXe siècle. Pierre Chambiges édifie également le château de la Muette dans la forêt. Le village, encore très rural, profitant du développement du commerce lié à la cour, s'agrandit et atteint environ 2 500 habitants à la fin de son règne.
Henri II, né à Saint-Germain-en-Laye le 31 mars, devient roi en 1547. C'est cette même année que se situe l'épisode du coup de Jarnac au cours d'un duel qui se déroule sur l’esplanade du château, le 10 juillet 1547. Le nouveau roi entreprend la construction de la « Maison du théâtre de la baignerie », connu par la suite sous le nom « château neuf », dont il charge le 11 février 1550 l'architecte Philibert Delorme. Les travaux sont commencés en 1559, mais la construction ne sera terminée que sous le règne d'Henri IV, vers 1600. Henri II installe une verrerie dans une maison située à l'angle des actuelles rues Henri IV et Saint-Louis, sur une partie de la caserne Grammont, qu'il donne à l'italien Thesco Mutio, avec privilège de produire pour tout le royaume du verre Venise, c'est-à-dire du miroir ; en 1558 il le naturalise, l'anoblit avec ses enfants, et l'agrège à la communauté des gentilshommes verriers. Le monopole de la manufacture de glace sera donné en 1665 par Colbert à Saint-Gobain, mais la verrerie de Saint-Germain est toujours en activité en 1672 et 1776 et donne son nom à la rue de la Verrerie, devenue rue Saint-Louis.
Né à Saint-Germain, Charles IX donne l'Édit de Saint-Germain qui accorde le 17 janvier 1562 aux protestants la liberté de conscience et une certaine liberté de culte.
Le 8 août 1570, le traité de paix de Saint-Germain-en-Laye met fin à la troisième guerre de religion.
Charles IX est né le 27 juin 1550 à Saint-Germain-en-Laye. En 1574, ne se croyant plus en sûreté à Paris, il s'y retire avec sa cour, mais sans sa mère Catherine de Médicis qui ne veut plus y séjourner ; en effet, un devin lui avait prédit en 1571 qu'elle mourrait près de Saint-Germain ; il part alors s'installer à Vincennes où il meurt le 30 mai d'une pleurésie.
En novembre 1583, Henri III convoque à Saint-Germain-en-Laye une assemblée des notables chargée de vérifier les titres d'exemption et de réprimer les abus dans toutes les élections des pays de taille.
En mars 1587, alors qu'il est en visite à Saint-Germain, Henri III faillit être enlevé par la faction de la Ligue catholique et du roi d'Espagne. Cette conspiration fut découverte et échoua,.
En 1599, Henri IV exempta les habitants de toutes charges, privilège qui dura jusqu'en 1789.
Le roi Louis XIII passe son enfance au Château-Vieux de Saint-Germain.
Plus tard, c'est au cours d'une partie de chasse, le 23 septembre 1617, qu'il découvre le site de Versailles où il se fait construire rapidement un rendez-vous de chasse.
Le 21 mars 1624, le cardinal de Richelieu, premier ministre, loue à Jehan Bachellier une maison rue de la Verrerie (actuelle rue Saint-Louis), où il séjournera aussi en 1630 et 1642. Il possède ensuite l'Hôtel de Richelieu qui figure en 1702 sur le plan gravé par Harmanus Van Loon, et en 1704 sur celui de Nicolas de Fer entre les rues de Lorraine et Aux Vaches (rue de la République).
Le 10 février 1638, Louis XIII signe à Saint-Germain-en-Laye les lettres patents plaçant le royaume de France sous la protection de la « très sainte et glorieuse Vierge Marie » (Vœu de Louis XIII).
Le dimanche 5 septembre 1638, c'est la naissance très attendue de Louis Dieudonné, futur Louis XIV. Louis XIII s'éteint au Château-Vieux le 14 mai 1643.
Lors de la Fronde, dans la nuit du 5 au 6 janvier 1649, la reine-mère, Anne d'Autriche, régente et le jeune Louis XIV qui n'a que onze ans se réfugient précipitamment au Château-Vieux de Saint-Germain. Il fait très froid, les fenêtres sont vétustes, le château délabré, la reine a beaucoup de mal à obtenir quelques réparations et du bois pour se chauffer, car le trésor est vide.
Le duc de La Vieuville avait été nommé surintendant des finances en 1623, « mais il abusa de sa situation pour se gorger d'or et se mit tout le monde à dos par ses maladresses » et fut révoqué par le roi, puis emprisonné par Richelieu en 1624. Tallemant des Réaux raconte que lorsque La Vieuville sortit de Saint-Germain, on lui fit faire un charivari épouvantable par tous les marmitons pour lui jouer, disait-on, un branle de sortie. Redevenu surintendant des finances, il meurt en 1653, et son successeur Fouquet se constitue une fortune immense lui permettant de construire le somptueux château de Vaux.

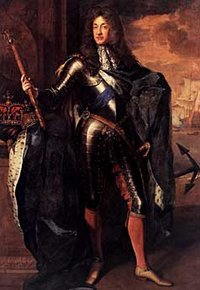
Le roi d'Angleterre.

De 1661 à 1682, le roi Louis XIV passe une partie importante de son temps à Saint-Germain-en-Laye. Il fait aménager par André Le Nôtre des jardins à la française et la Grande Terrasse entre 1663 et 1680. Il fit également remodeler ses appartements dans le Château-Vieux par Le Brun et Le Vau. En 1680 commencent les travaux d'agrandissement du château, menés par Jules Hardouin-Mansart, par la construction de cinq pavillons d'angle qui lui donnent, selon certains historiens, un « aspect bizarre et déplaisant ». Le bourg se développe à cette époque et sa population atteint 12 000 habitants en 1680. Madame de Montespan y fait construire l'« hôpital général royal » ainsi que le couvent des Ursulines. Les nobles font bâtir de nombreux hôtels particuliers dont beaucoup existent encore de nos jours. Il fait également construire le camp militaire Saint-Sébastien dans la plaine alluviale d'Achères.
L'église, brûlée en 1346, rebâtie depuis, réparée par Charles IX, en 1562, agrandie en 1677, s'écroula en 1681. Louis XIV ordonna d'en rebâtir une nouvelle, qui fut achevée en 1683.
Le 20 avril 1682, avant même que les travaux d'agrandissement du château de Saint-Germain soient terminés, la Cour part définitivement pour Versailles. Saint-Germain-en-Laye connaît alors une phase de déclin prolongé malgré le séjour du roi de Grande-Bretagne Jacques II, cousin germain de Louis XIV, qui vit en exil au château, de 1689 à sa mort en 1701. Sa veuve, Marie de Modène continue à y vivre tandis que son fils, Jacques-Edouard rejoint la Lorraine au décès du Roi-Soleil en 1715. C'est de là qu'il lancera sa première tentative de restauration du trône des Stuart avant de se réfugier en Avignon avec ses partisans, les Jacobites.
En 1698, une tempête s'abat sur Saint Germain et sa région.

### XVIIIesiècle

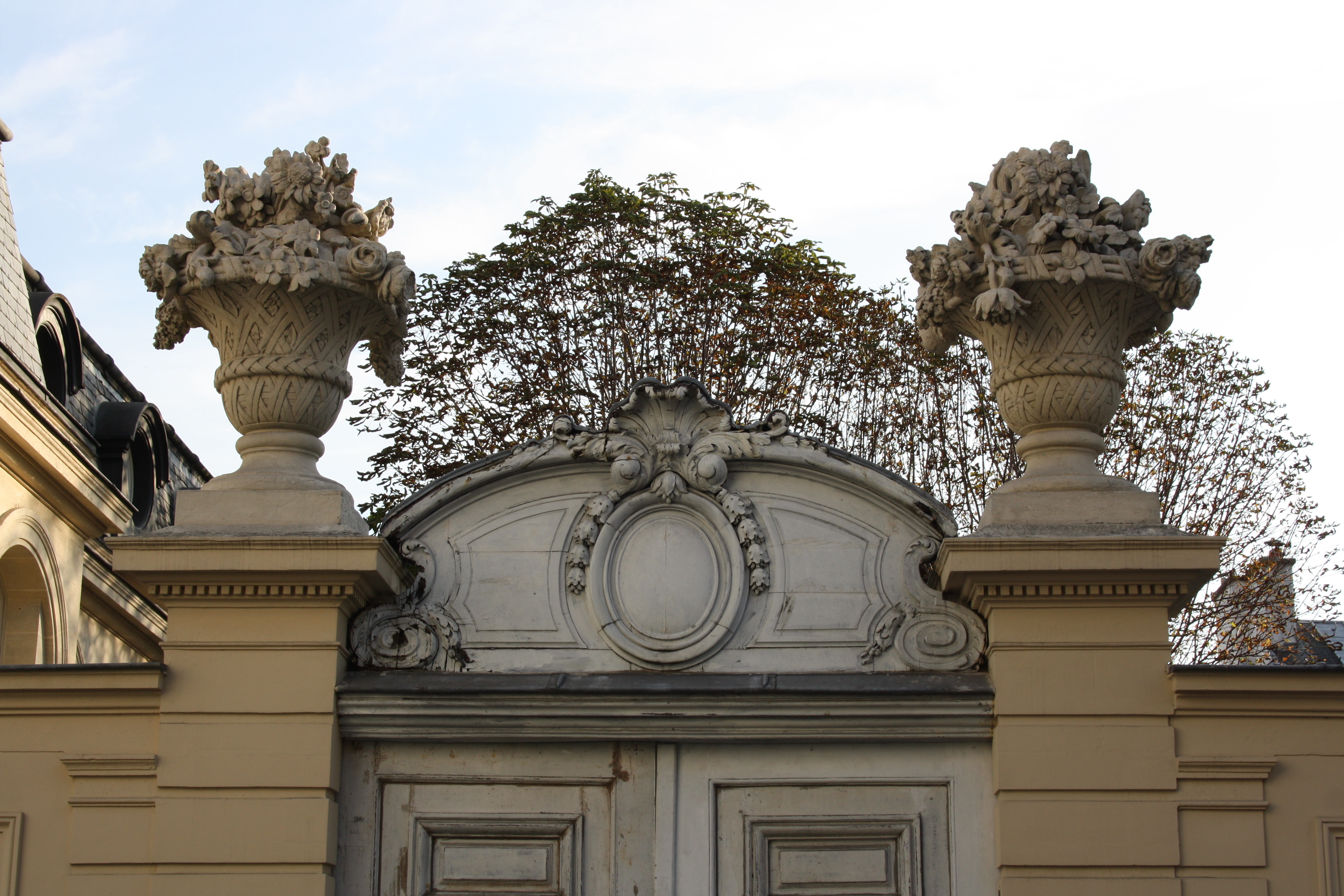
Hôtel de Noailles, porte.

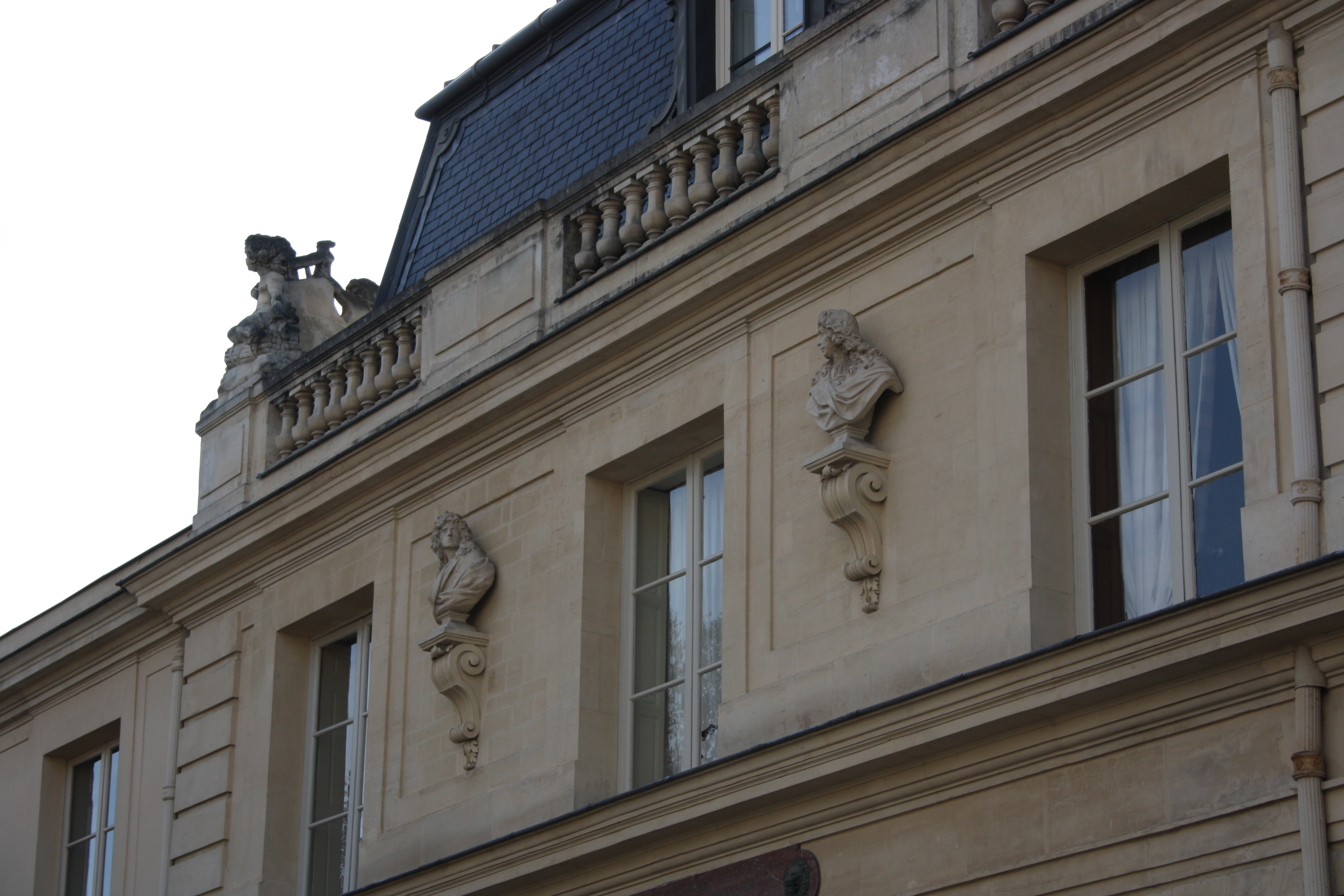
Hôtel de Noailles, façade.

Au XVIIIe siècle, les ducs de Noailles sous gouverneurs de Saint-Germain-en-Laye. De 1701 à 1793, successivement, Annes-Jules, puis Adrien-Morice, son fils et Louis, duc d'Ayen son petit-fils, sont gouverneurs de Saint-Germain. Leur demeure, l'hôtel de Noailles, œuvre de Jules Hardouin-Mansart, avec son parc de 42 hectares, est somptueuse.
En 1713, une nouvelle tempête s'abat sur Saint Germain et sa région.
En 1739, une autre tempête dévaste Saint Germain et sa région.
En 1770, le roi crée un Bureau de recommandaresse pour s'occuper de placer les enfants chez des nourrices. La Recommandaresse est nommée par le gouverneur sur proposition du Prévôt après enquête et examen du juge. Elle doit tenir quatre registres.
En 1777, le roi Louis XVI fait don du Château-Neuf, en mauvais état, à son frère Charles, comte d'Artois, le futur Charles X. Celui-ci le fait démolir avec l'intention de le reconstruire entièrement.
En mars 1787, un édit de Louis XVI qui crée les municipalités, dirigées par un syndic, scinde l'élection de Paris en deux départements ayant pour chefs-lieux Corbeil et Saint-Germain-en-Laye, qui est aussi le siège d'un arrondissement.

### La Révolution française
Sous la Révolution, la commune connaît un net déclin démographique, perdant un tiers de sa population, tant du fait d'un solde naturel négatif que du départ de nombreux habitants. Au recensement de 1800 la ville ne compte plus que 8 954 habitants.
En janvier 1790, création des quatre-vingt-trois départements. Versailles, qui offre l'avantage de disposer de vastes bâtiments inoccupés, est choisie comme chef-lieu du nouveau département de Seine-et-Oise nouvellement créé, comportant les actuels départements de Seine-Saint-Denis (93), des Hauts-de-Seine (92), du Val-d'Oise (95) et des Yvelines (78). Saint-Germain est le chef-lieu d'un « district » composé de sept cantons et 265 communes et le siège d'un tribunal de première instance (loi du 26 février 1791). Les districts sont supprimés en 1795 et lors de la création des arrondissements (loi du 28 pluviôse an VIII), Saint-Germain est ramenée au rôle d'un chef-lieu de canton, ce qu'elle restera jusqu'en 1962.
En février 1790, les élections municipales deviennent doublement censitaires: les femmes ne peuvent plus être électeurs, ni les hommes âgés de moins de vingt-cinq ans qui ne paient pas au moins une contribution d'au moins trois jours de salaire; pour être éligible il faut être imposé au moins de cinquante livres ou un marc d'argent.
Le premier maire, Georges Laurent Caillet, ancien officier de la reine, est élu avec 599 voix sur 891 votants.
En 1793, le maire élu est destitué et remplacé sans élection par Charles Hurand. Le 24 octobre devient le Ier jour du second mois de la République, le mot bourgeois est remplacé par celui de citoyen, le port d'un bonnet rouge (bonnet phrygien) devient obligatoire pour siéger au Conseil, le 24 frimaire les conseillers doivent se tutoyer.
Le 11 brumaire an II (1er novembre 1793), un décret de la Convention rebaptise la ville qui prend le nom de Montagne-du-Bon-Air ; Le 18 nivôse an II (7 janvier 1794), la commune de Saint-Léger-en-Laye, qui s'étend dans la vallée du ru de Buzot, au sud de la ville, est absorbée par celle de Saint-Germain-en-Laye.
Le couvent des Récollets, puis le premier étage du château sont transformés en prison où sont enfermés une soixantaine d'accusés en vertu de la loi des suspects, parmi lesquels Rouget de Lisle ; Les instituteurs et les institutrices reçoivent un Catéchisme républicain avec dix commandements, et avec leurs élèves ils doivent prêter serment: " pour la conservation des Lumières, au Progrès de la morale et de la Philosophie (...) de se tenir prêt à combattre les ennemis de la Constitution de l'An II de la République". Les noms sont changés: la rue Saint-Christophe devient rue de la Liberté, la rue des Ursulines devient rue de l'Égalité, la Place royale devient Place de la Révolution, les noms des jours de la semaine sont remplacés, la Halle ouvre désormais le Primidi et le Sextidi au lieu du Lundi et du Jeudi, la semaine de dix jours et la suppression des fêtes religieuses fait perdre aux travailleurs 30 jours de repos payés par an. Les églises sont fermées le 5 frimaire (26 novembre 1793) et tout l'or et l'argent de leurs ornements est envoyé à Paris, le 19 brumaire les statues des saints et de la Vierge doivent être enlevées des façades des immeubles. Les officiers de l'état-civil arrivent à convaincre 14% des parents à faire preuve de civisme en donnant à leurs enfants des noms de fleurs, de vertus, de héros (Marat, Voltaire, Jean-Jacques, Platon).
La disette s'accroît, tout manque: le blé, la viande, le vin, la chandelle, le bois de chauffage, le savon. La vente des biens nationaux s'accélère, tout est bradé par des fonctionnaires corrompus à des bourgeois spéculateurs et accapareurs, ceux des églises Saint-Léger et des Récollets les démolissent pour revendre les matériaux, Charles Guy, ancien concierge du château, achète le terrain du Boulingrin qu'il revend par lots, Pierre-Antoine Bézuchet, mercier de Paris, achète la totalité du domaine de Noailles, une partie du Château Neuf, l'hôtel d'Harcourt, et l'hospice des vieillards qui sont contraints de vider les lieux; il meurt en 1823 en laissant une fortune de 1 800 000 Francs.
1795 : Ouverture par Madame Campan de l'Institut National de Saint-Germain, maison d'éducation pour jeunes filles.
Le 17 juillet 1793, une tempête dévaste Saint-Germain et sa région.

### XIXesiècle

#### Les quatre quartiers

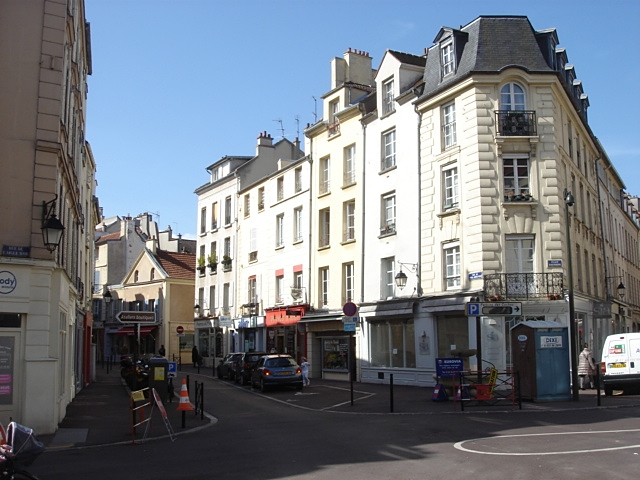
Rue du Vieil-Abreuvoir. Quartier II.

Saint-Germain était une ville fermée, on y entrait par sept barrières d'octroi. La ville reste divisée en quatre quartiers séparés par les axes formés d'une part par les rues de Paris et de Poissy, d'autre part les rues de Mareil, au Pain et de Pontoise.
- Quartier I. Rue de Paris (côté impair) x rue de Mareil (impairs), place Mareil, rue Voltaire - rue des Ursulines, Cour Larcher, rue Saint-Pierre, …
- Quartier II. Rue de Paris (côté pair) x rue au Pain (côté pair) de Pontoise (pair); rue des Coches, rue de la Salle, rue de Pontoise, rue de la Surintendance, place du château, rue du Vieil Abreuvoir, caserne Gramont, place Royale, …
- Quartier III. Rue au Pain (impair) - de Pontoise (impair) x rue de Poissy (pair) - de Pontoise (impair ); rue des Écuyers, rue des Louviers, passage des Louviers, place du Marché, rue de Noailles, …
- Quartier IV. Rue de Mareil (pairs) x rue de Poissy (impair) - rue de Pontoise (impairs) ; rue Dans, rue Grande-Fonaine, cour des Syrènes, du Lion d'Argent, des Trois rois.

Il y a en outre plusieurs faubourgs : Saint-Léger, les Feuillantines.

#### L'école spéciale militaire

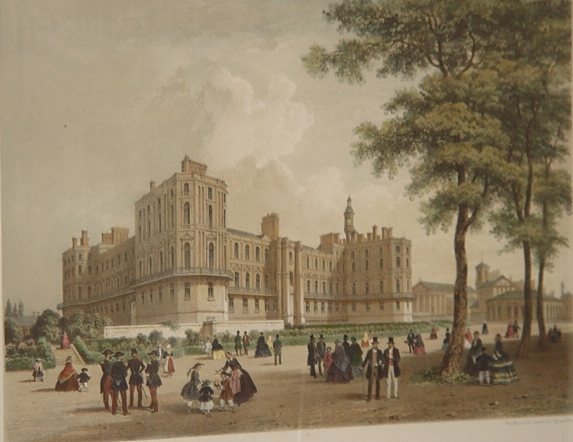
Le château à l'époque de l'École spéciale militaire.

Sous l'Empire, le Château-Vieux est réparé pour y former une école de cavalerie. Il accueille l'« école spéciale militaire de cavalerie » qui est ouverte le 15 octobre 1809 et fusionnée en 1914 avec l'école spéciale militaire de Saint-Cyr. En 1811, c'est la création de la Maison d'éducation de la Légion d'honneur des Loges voulue par Napoléon.

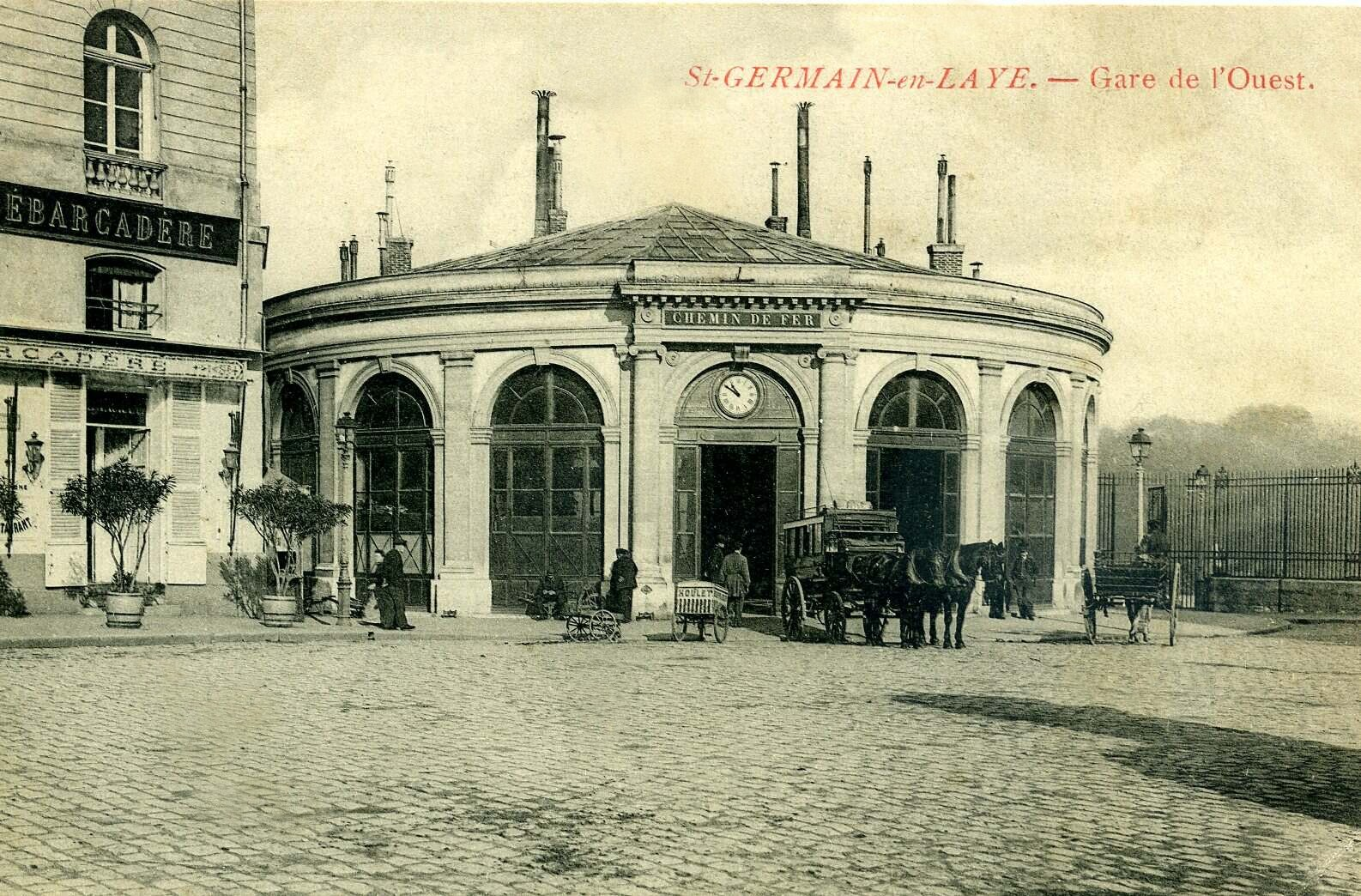
La gare vers 1900.

La ville est occupée en 1814 et 1815 par les troupes alliées (russes, prussiennes et britanniques) qui ont vaincu Napoléon. Elle est soumise à des réquisitions et des contributions de guerre et doit loger près de dix mille soldats.

#### Le chemin de fer
Le 24 août 1837, première circulation sur la ligne de chemin de fer Paris - Saint-Germain, première ligne ouverte au service des voyageurs en France, qui est en fait limitée au débarcadère du Pecq près du pont sur la Seine. Son prolongement jusqu'à Saint-Germain-en-Laye n'est réalisé qu'en avril 1847  Pour vaincre la dénivellation entre Le Pecq et Saint-Germain, qui impose une rampe atteignant 35 mm/m, on fait appel au chemin de fer atmosphérique. Le vide est fait dans un tube dans lequel se déplace un piston solidaire du wagon directeur, ce qui permet littéralement d'aspirer le train en haut de la côte. La descente se fait par gravité. L'implantation de la gare sur la place du château bouleverse le jardin créé par Le Notre.

#### Prison militaire
De 1836 à 1855, le château est transformé en pénitencier militaire.

#### Musée des Antiquités gauloises et romaines
Le 8 mars 1862 un décret impérial acte la création dans le château d'un « musée des antiquités celtiques et gallo-romaines » (renommé plus tard « Musée des antiquités nationales », puis récemment « musée d'Archéologie nationale »). À cet effet, le château est classé monument historique le 8 avril 1863 et les premiers travaux de rénovation sont engagés par l’architecte Eugène Millet, élève de Viollet-le-Duc. Les premières salles du musée sont inaugurées par Napoléon III le 18 mai 1867. La restauration entreprise par Millet, outre une profonde restructuration des espaces intérieurs, restitue le château dans son état Renaissance, en détruisant les pavillons ajoutés par Mansart à la fin du XVIIe siècle. Les travaux ne s'achèvent qu'au début du XXe siècle.

#### Guerre de 1870
Lors de la guerre franco-allemande de 1870, la ville de Saint-Germain-en-Laye est occupée par une partie de la brigade des uhlans de la garde prussienne durant 175 jours, du 20 septembre 1870 au 12 mars 1871. La ville et la population sont à nouveau soumises à de lourdes réquisitions. Saint-Germain a son martyr : le facteur Armand Brare, pris par les Prussiens alors qu'il transportait des dépêches à travers leurs lignes, supplicié à coups de fouet dans la forêt de Saint-Germain, incarcéré à Versailles, il s'évade et est fusillé en février 1871 alors qu'il tentait de traverser la Seine à la nage.

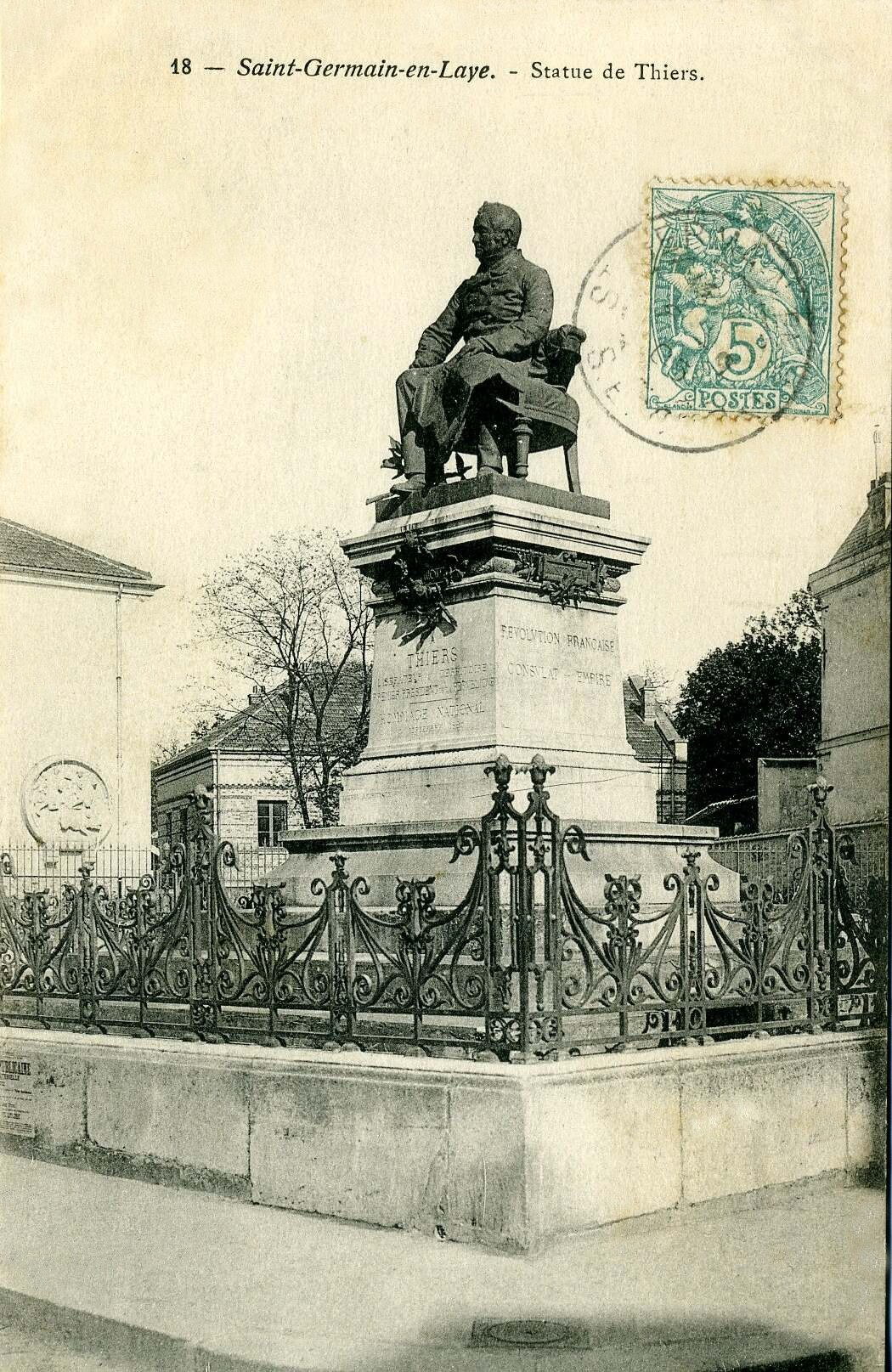
Statue de Thiers.

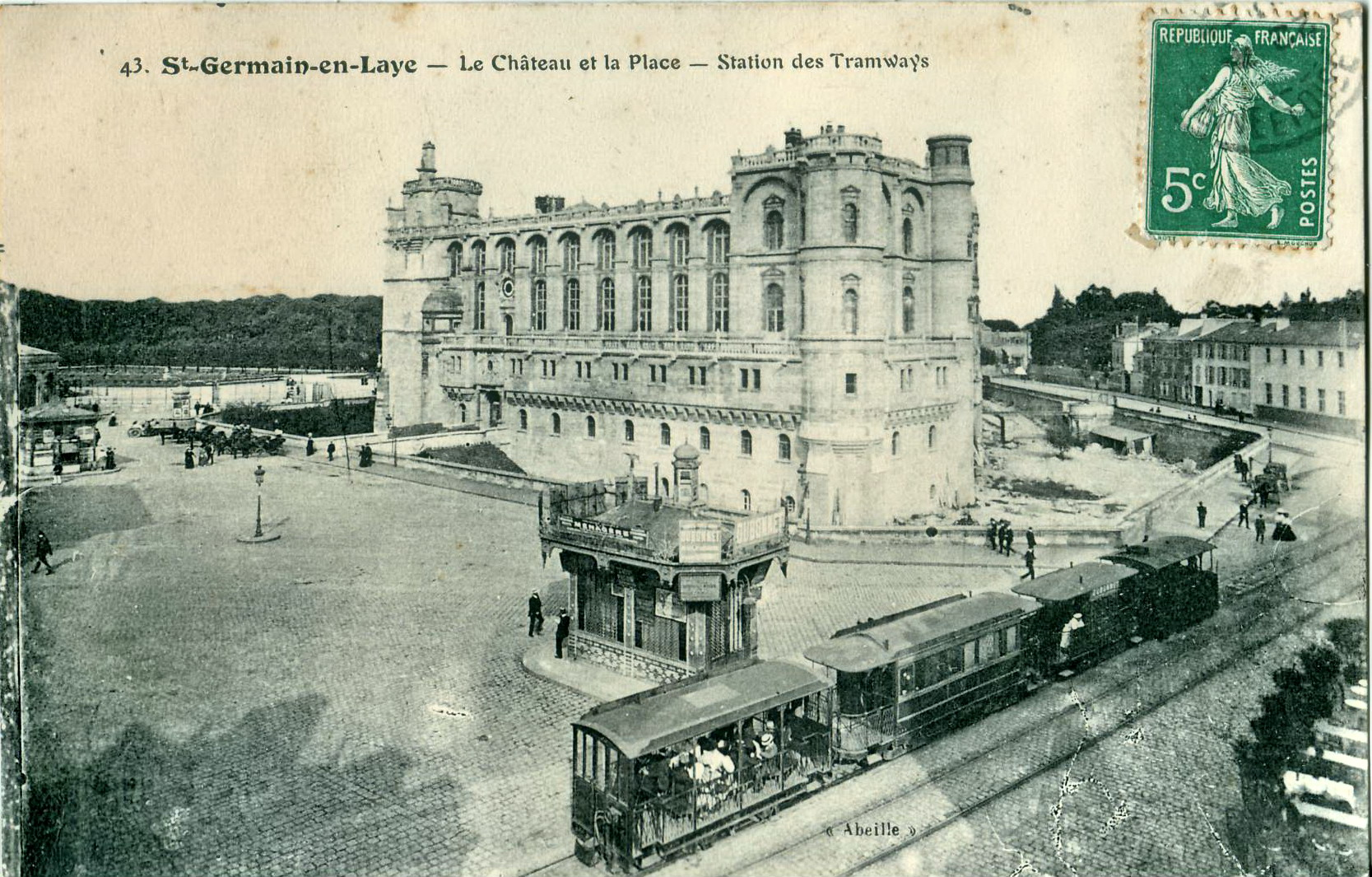
Le tramway au début du XXe siècle, alors qu'il était tracté par de petites locomotives à vapeur.

En 1871, lors de la Commune de Paris, de nombreux Parisiens viennent se réfugier à Saint-Germain dont la population augmente sensiblement.

#### Thiers, statue et début des attentats anarchistes
En 1877, Adolphe Thiers, premier président de la Troisième République, dont la santé déclinait et qui avait l'habitude de fréquenter Saint-Germain-en-Laye, s'installe à l'hôtel du Pavillon Henri IV le 22 août pour se reposer. Son état de santé s'aggrave brusquement le 3 septembre et il meurt le jour même. Une statue de Thiers est érigée en 1880 sur la place du château. Elle est visée l'année suivante par l'attentat de Saint-Germain-en-Laye, où un groupe anarchiste nommé le Comité révolutionnaire français essaie de la faire exploser, mais échoue. Il s'agit de la première attaque de propagande par le fait en France.
Elle est détruite sous l'Occupation, en 1941.

#### Le Tramway
Le 16 mai 1890, la ligne du tramway Paris - Saint-Germain (PSG) est mise en service. Cette ligne de 18,7 kilomètres, à traction à vapeur, relie le château à la place de l'Étoile via Rueil-Malmaison et le pont de Neuilly en 1 h 30 environ. La ligne est électrifiée en 1912, avant d'être incorporée en 1921 dans le réseau des STCRP (Société des transports en commun de la région parisienne) dont elle devient la ligne no 58. Ce tramway sera finalement remplacé par des autobus à partir du 21 janvier 1935.
En 1896 une nouvelle ligne de tramway relie Saint-Germain à Poissy (5,7 km), ligne transférée en 1911 à la Compagnie des chemins de fer de grande banlieue (CGB), puis affermée en 1927 à la SRCRP. Cédée à la Société générale des chemins de fer économiques le 1er janvier 1933, la ligne est finalement fermée à l'exploitation le 31 décembre de la même année.

### XXesiècle
En 1904 est fondé le Stade saint-germanois, club omnisports dont la section football sera à l'origine en 1970 du Paris Saint-Germain Football Club.
Le 1er janvier 1912, est mise en service la ligne de la CGB entre Saint-Germain et Meulan. Cette ligne à écartement de 1,44 m a fonctionné jusqu'au 30 juin 1948.

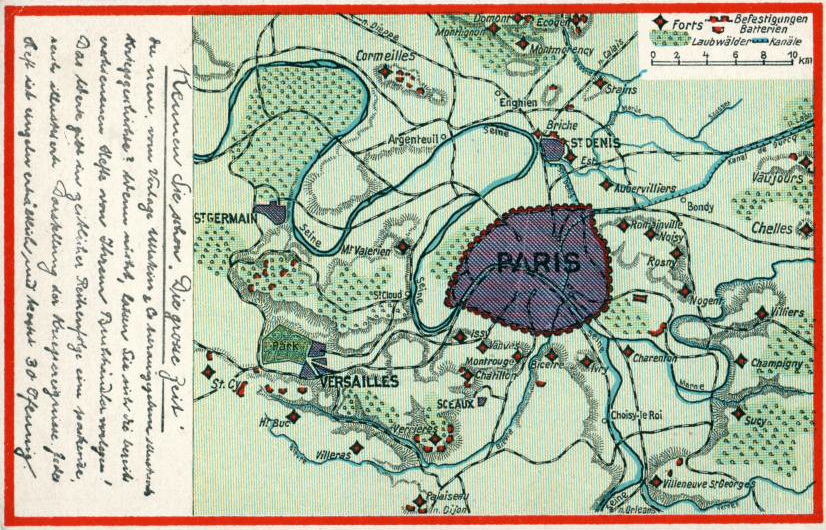
Les défenses du camp retranché de Paris en 1914 (carte postale ancienne allemande).

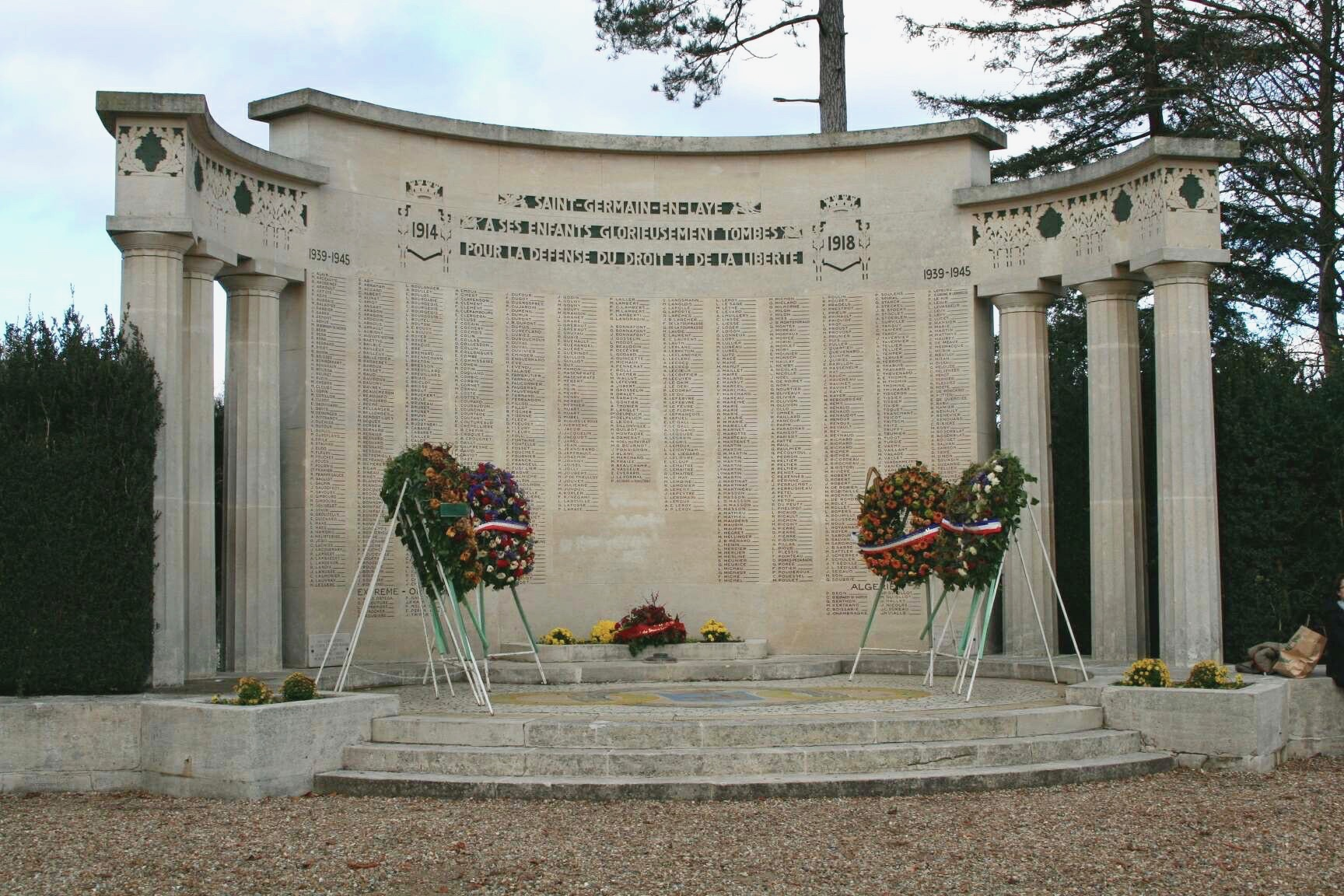
Le monument aux morts.

Pendant la Première Guerre mondiale, Saint-Germain-en-Laye, bien qu'incluse dans le périmètre du camp retranché de Paris, n'est pas affectée directement par les combats. Le 21 mars 1915, quelques bombes, lancées par des Zeppelins, visant le viaduc de la ligne de Grande ceinture tombent sans provoquer de victimes.
Dès 1914, des trains militaires venant directement du front sont reçus en gare de Saint-Germain-Grande-Ceinture. En 1917, la gare de triage d'Achères est agrandie pour recevoir les trains de permissionnaires ou de blessés.
La ville est très affectée par la guerre comme la plupart de communes françaises. Elle perd 720 soldats dont les noms sont inscrits sur le monument aux morts, soit 3,9 % de sa population de 1914. Le monument aux morts, œuvre de l'architecte saint-germanois Jacques Carlu, est inauguré le 24 septembre 1922. Financé grâce à une souscription publique, il remplace un premier cénotaphe érigé en 1919.
Le 10 septembre 1919, le Traité de Saint-Germain (pendant du traité de Versailles avec l'Allemagne) est signé dans une salle du château. Ce traité établit la paix entre les alliés et l'Autriche et consacre l'effondrement de la monarchie austro-hongroise.
Dans l'Entre-deux-Guerres, de 1922 à 1936, Saint-Germain-en-Laye accueille les courses automobile et motocycliste du « Bol d'or auto » et du « Bol d'or » sur le circuit des Loges, en forêt. En 1926, un accident provoque deux morts. L'année suivante les épreuves sont transférées à Fontainebleau avant de revenir en 1928 sur le circuit dit "de la ville". Les deux courses reprennent après-guerre à Saint-Germain en 1947, 1948 et 1951. Les autres éditions sont organisées -sur trois jours toujours - à l'autodrome de Linas-Montlhéry (jusqu'en 1955 pour les autos et 1960 pour les motos, avant reprise pour ces seules dernières en 1969).
Dans les années 1930, la ville est frappée par la crise économique, le nombre de chômeurs s'accroît sensiblement passant d'une centaine à cinq cents environ en 1932. Cette crise se produit dans un contexte de crise démographique. Le solde naturel est négatif pendant la première moitié du XXe siècle et la population stagne, autour de 20 000 / 22 000 habitants de 1920 à 1940.

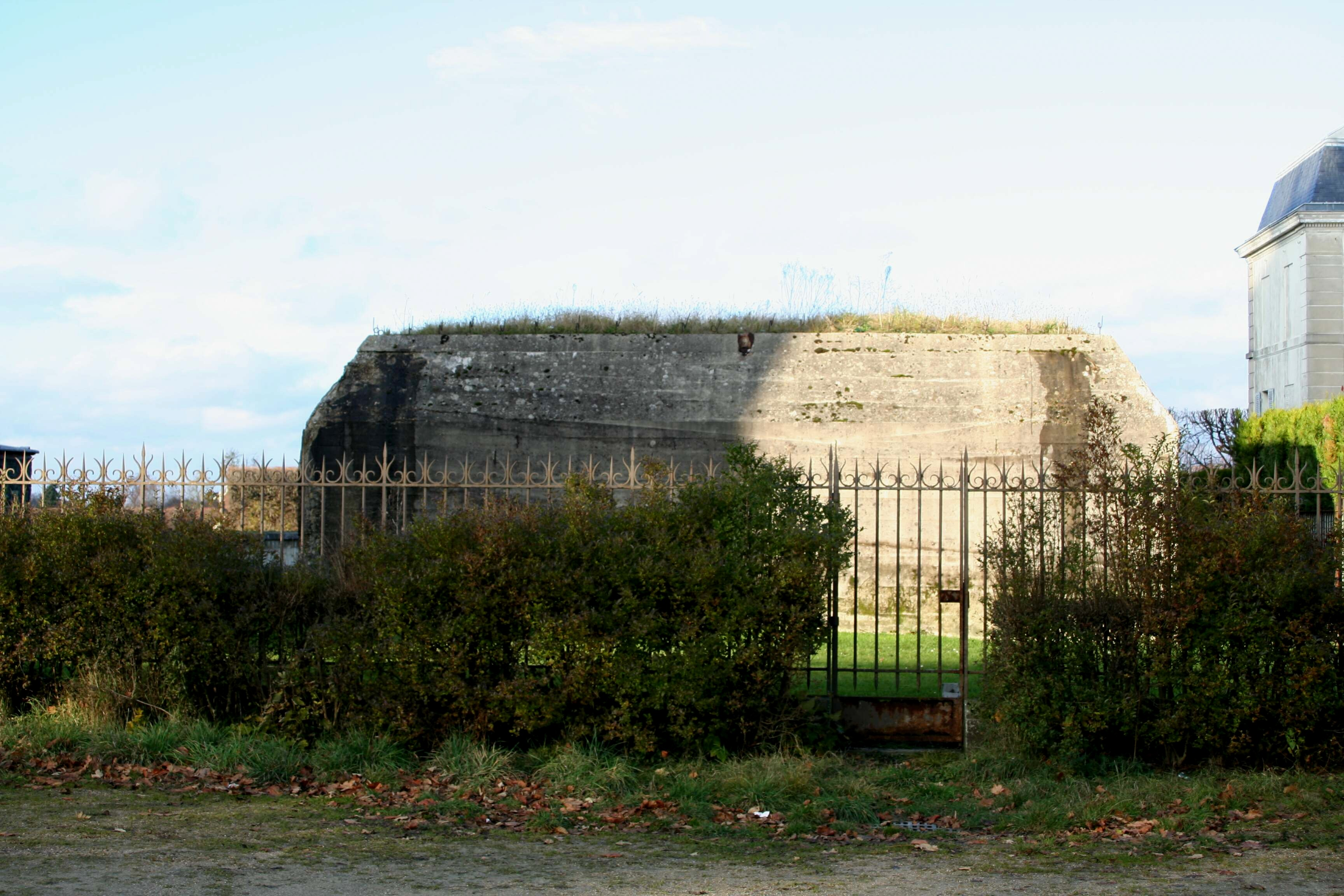
Blockhaus allemand près du château.

Lors de la Seconde Guerre mondiale, la ville est à nouveau occupée par l'armée allemande, du 14 juin 1940 au 25 août 1944. Au début du mois de juin 1940, c'est l'exode qui vide littéralement la ville : le 15 juin, il ne reste plus que 5 000 habitants. Cependant la plupart des fuyards reviennent au cours de l'été. L'état-major du grand quartier général allemand pour la zone occupée s'installe au Pavillon Henri IV, tandis que de nombreux autres services de l'armée d'occupation s'installent en ville. L'emplacement est en effet idéal : proche de Paris, en hauteur, agréable et disposant de nombreuses résidences, dont le quart (500 maisons et immeubles, 276 logements chez des particuliers) seront réquisitionnées pour l'occasion (hôtel Geoffre-de-Chabrignac, lycée de jeunes filles, école Saint-Érembert, école normale de jeunes filles, hôpital, châteaux d'Hennemont et Saint-Léger). Le château est cependant négligé car trop exposé. Mission confiée à son état-major par le colonel général von Rundstedt : préparer l'opération Seelöwe, c'est-à-dire le débarquement allemand en Grande-Bretagne. Saint-Germain-en-Laye devient ensuite le siège de l'Ob West, commandement des forces allemandes de la Norvège à Biarritz.
Les alliés ayant tenté de bombarder le Pavillon Henri IV le 3 mars 1942 et détruit à cette occasion tout un quartier du Pecq, l'Occupant lance la construction d'une douzaine bunkers par des ouvriers réquisitionnés pour l'Organisation Todt, en particulier des bunkers enterrés destinés au commandement. C'est de là que le feld-maréchal Gerd von Rundstedt tente, le 6 juin 1944, de s'opposer au Débarquement.
Le plus visible, d'une surface de 135 m2 est celui situé dans les jardins du château. Le plus vaste, non visible, se trouve en retrait de la rue Félicien-David : sous deux mètres de béton, comptant 60 pièces sur 1 200 mètres carrés et trois étages, il était le plus moderne et le mieux équipé et ses alentours sécurisés ; von Rundstedt y avait une chambre lambrisée. Les autres bunkers se trouvent au centre de la cité Médicis, 4 et 12 rue Félicien-David, rue Saint-Louis (quartier Gramont), dans le jardin du collège Marcel-Roby (31 rue Alexandre-Dumas), villa David (25 bis rue Alexandre Dumas), au mur des Lion, en contrebas du pavillon Henri IV, au 13 rue des Monts-Grevets (une tourelle de tir) et aux 6 bis, 10 ter et 13 boulevard Victor-Hugo, à l'école Saint-Érembert et dans la forêt. Seize des vingt-deux bunkers sont toujours debout, au milieu d'espaces verts, de bâtiments publics de propriétés privées ; ils sont pour la plupart délabrés et fermés au public, bien que sur l'un d'eux une maison ait été construite.
En mai et juin 1944, la commune subit de nombreux bombardements alliés. Sont particulièrement visées les infrastructures de transport, le pont du Pecq, tout proche, le viaduc Saint-Léger sur la Grande Ceinture, la gare de Saint-Germain-Grande-Ceinture et surtout les installations du triage d'Achères dans la forêt. Les Alliés ne semblent pas avoir visé le réseau de bunkers du commandement allemand. Les Allemands se replient sans utiliser les nombreuses fortifications qu'ils avaient construites pour se défendre d'une éventuelle attaque et Saint-Germain-en-Laye est libérée le 25 août 1944.
Après guerre, le 13 septembre 1947, le Bol d'Or s'y court pour la première fois depuis 1939. Durant 24 heures, voitures et motos tournent sur un circuit de 5 790 m.
En 1954, le Grand quartier général des forces américaines en Europe (United States European Command, USEUCOM) s'installe au Camp des Loges. À cette occasion, un ensemble de 261 logements, appelé « village SHAPE », est construit dans le domaine du château d'Hennemont par l'architecte Jean Dubuisson. Le Grand quartier général quitte Saint-Germain le 5 février 1967 lorsque le général de Gaulle décide de quitter le commandement intégré de l'OTAN.
Dans les années 1950, la route nationale 13 reliant Paris à la Normandie, qui traversait le centre-ville, est déviée par le sud dans le vallon du ru de Buzot. Cette déviation, qui soulève beaucoup de critiques car elle est accusée de séparer la ville en deux, est achevée en 1959.
Le 7 novembre 1962 est créé l'arrondissement de Saint-Germain-en-Laye qui regroupe 45 communes pour 341 km2, soit environ 15 % de la superficie du département et 528 000 habitants (1999), soit 42 % de sa population.
Dans les années 1960, le musée des Antiquités nationales est totalement rénové à l'initiative d'André Malraux, ministre de la culture.
Le 25 mars 1965, Malraux fait visiter les nouvelles salles au général de Gaulle au cours d'une visite privée et la rénovation complète sera achevée en 1984.
Le 1er octobre 1972, c'est la mise en service du RER qui relie directement Saint-Germain-en-Laye au centre de Paris et au-delà à la banlieue sud-est en court-circuitant la gare Saint-Lazare, et en même temps donne un accès direct et rapide, moins de vingt minutes, au pôle d'emplois de La Défense. Ce nouveau service induit une forte augmentation du trafic au cours des années suivantes ainsi que le début d'une mutation démographique de la ville, assortie d'une augmentation des prix de l'immobilier.
L'autoroute A14, inaugurée le 6 novembre 1996, traverse la commune en souterrain grâce à un tunnel long de 2 810 m (long de 1 855 m, le tunnel est complété par des tranchées couvertes de près d'un kilomètre) passant sous la Terrasse et la forêt. Ce tracé, qui respecte l'environnement naturel et culturel, est le résultat d'un long combat du maire, Michel Péricard, qui convainc le Président de la République, François Mitterrand. Celui-ci décide à l'occasion d'un déplacement sur les lieux le 2 mai 1990 de supprimer l'échangeur prévu initialement dans la forêt, et en juillet 1993, le tracé est abaissé pour éloigner de la Terrasse le débouché du tunnel.
Le 27 décembre 1999, une violente tempête "Lothar" balaye la France. Le parc du château et la forêt sont gravement touchés.
Le 4 août 2007, un accident de manège à la Fête des Loges, faisant deux morts et deux blessés graves, endeuille la commune.

### Fusion avec Fourqueux en 2019
La municipalité annonce fin 2017 le lancement d'une réflexion en vue d'une fusion de Saint-Germain-en-Laye, Fourqueux, Mareil-Marly et l'Étang-la-Ville, qui prendrait la forme d'une commune nouvelle en janvier 2019,. Cela permettrait selon la municipalité de mieux influer et répondre aux enjeux induits par la métropole du Grand Paris tout en accentuant la représentativité des communes regroupées au sein de la communauté d'agglomération Saint Germain Boucles de Seine.
Ce projet, lancé par le maire de la commune de Saint-Germain en décembre 2017, suscite la mobilisation d'habitants et associations des autres communes, lesquels réclament l'organisation d'un référendum local. Le 12 septembre 2018, la commune de l'Etang-la-Ville décide de se retirer du processus de fusion. Il en est de même à Mareil-Marly, où, après des élections municipales partielles organisées en septembre 2018 à la suite de l'explosion de l'équipe municipale élue en 2014, la nouvelle équipe décide de se retirer elle aussi de ce projet de fusion.
Fourqueux reste donc la seule commune envisageant ce projet de fusion.
La tenue simultanée dans les deux villes des conseils municipaux chargés de formaliser la demande de création d'une commune nouvelle qui conserverait la dénomination de Saint-Germain-en-Laye a lieu le 19 novembre 2018. Le conseil municipal de Fourqueux se tient dans une ambiance houleuse et la fusion est votée par 17 voix "Pour", 9 "Contre" et 1 abstention à Fourqueux et à l'unanimité moins trois voix à Saint-Germain-en-Laye.
C'est ainsi qu'est créée le 1er janvier 2019 une commune nouvelle absorbant Fourqueux sous le seul nom de Saint-Germain-en-Laye. Fourqueux devient "commune déléguée".
L'arrêté de fusion mentionne en annexe le projet de territoire, la charte des services publics et la charte de gouvernance de la commune nouvelle que se sont données les deux communes qui ont décidé de fonctionner sur ces bases.

### Les grands événements politiques de Saint-Germain-en-Laye
- L'édit de tolérance de Saint-Germain du 17 janvier 1562, concluant le colloque de Poissy, accorde aux protestants le droit de pratiquer leur culte dans certaines conditions ;
- la paix de Saint-Germain-en-Laye du 5 août 1570 met fin à la troisième guerre de religion ;
- le traité de Saint-Germain-en-Laye, signé le 29 mars 1632, entre la France et l'Angleterre ;
- le traité de Saint-Germain-en-Laye, signé les 26 et 27 octobre 1635, entre la France et le duc de Saxe-Weimar ;
- le traité de Saint-Germain-en-Laye, signé le 29 juin 1679, entre la France et le prince-Électeur de Brandebourg ;
- le traité de Saint-Germain-en-Laye, signé le 25 octobre 1679, entre la France et le prince-Électeur de Brandebourg ;
- le traité de Saint-Germain-en-Laye, signé le 10 septembre 1919, à l'issue de la Première Guerre mondiale, par les puissances alliées d'un côté, et la nouvelle République autrichienne de l'autre.

### Les Loges et sa fête
Le nom vient de cabanes de bûcherons ou de charbonniers.
Il y a eu une ancienne chapelle dédiée à Saint-Fiacre qui fut habité par un ermite en 1624. Louis XIII en fit don, en 1685, à des religieux de Saint Augustin qui y demeurèrent jusqu'à la Révolution, avec le privilège d'une foire annuelle qui s'est continuée jusqu'à nos jours dans la fête des Loges.
Napoléon Ier y fonda une Maison d'éducation de la maison d'éducation de demoiselles, succursale d'Écouen. Louis XVIII, en 1825 la décréta succursale de celle de Saint-Denis.

## Politique et administration
La municipalité de Saint-Germain est de création très tardive. Jusqu'en 1758, les habitants étaient administrés par un syndic qu'ils élisaient pour deux ans, comme dans un village de campagne. À la suite d'une contestation qui parvint jusqu'au Conseil du roi, une décision prise en forme d'arrêt de règlement établit un conseil de ville de vingt-cinq membres présidé par un prévôt. L'Édit de 1771 impose à Saint-Germain l'organisation uniforme d'un corps municipal composé d'un maire, de quatre échevins, du procureur du roi, d'un secrétaire greffier et d'un receveur. En 1789 nouvelle organisation, et en 1790 Saint-Germain devient une commune.

### Rattachements administratifs et électoraux
Jusqu’à la loi du 10 juillet 1964, la commune faisait partie du département de Seine-et-Oise et de son arrondissement de Versailles, puis devient en 1962 chef-lieu de l'arrondissement de Saint-Germain-en-Laye. Le redécoupage des anciens départements de la Seine et de Seine-et-Oise fait que la commune appartient désormais au département des Yvelines après un transfert administratif effectif le 1er janvier 1968. La ville demeure le chef-lieu de l'arrondissement. Pour l'élection des députés, la ville fait partie depuis 1988 de la sixième circonscription des Yvelines.
La commune était historiquement le chef-lieu de 1793 à 1967 du canton de Saint-Germain-en-Laye de la Seine-et-Oise. Lors de la mise en place des Yvelines, elle devient chef-lieu des cantons de Saint-Germain-en-Laye-Nord et Sud jusqu'en 2014. Dans le cadre du redécoupage cantonal de 2014 en France, la commune est désormais le bureau centralisateur d'un nouveau canton de Saint-Germain-en-Laye.
Saint-Germain-en-Laye appartient à l'aire urbaine de Paris.

### Intercommunalité
La commune était le siège de la communauté d'agglomération Saint-Germain Seine et Forêts créée en 2014 sous le statut de communauté de communes avant de se transformer, l'année suivante, en communauté d'agglomération.
Conformément à la volonté gouvernementale de voir créer des intercommunalités importantes en grande banlieue afin de pouvoir dialoguer avec la métropole du Grand Paris, cette intercommunalité fusionne avec d'autres pour former, le 1er janvier 2016, la communauté d'agglomération Saint Germain Boucles de Seine, dont la ville est désormais membre.
Celle-ci participe également à différents syndicats de communes, tels le SIVOM (syndicat intercommunal à vocation multiple), créé en 1964 et qui, en 2017, regroupe 35 communes ou deux syndicats d'assainissement.

### Tendances politiques et résultats
Saint-Germain-en-Laye est une ville qui a une longue tradition politique bien ancrée à droite. Le maire Emmanuel Lamy (RPR puis UMP) a succédé à Michel Péricard (RPR) en 1999, au décès de ce dernier, puis il a été élu pour la première fois comme tête de liste en 2001. Il est réélu au premier tour en 2008 avec 52,34 % des voix contre 27,66 % pour la liste d'Arnaud Péricard (UMP dissident) et 20 % pour la liste de Pascal Lévêque (PS).
À l’élection présidentielle de 2002, le premier tour a vu arriver en tête Jacques Chirac avec 27,7 %, suivi de Lionel Jospin avec 13,3 %, Jean-Marie Le Pen avec 11,6 %, puis François Bayrou avec 11,5 %, Jean-Pierre Chevènement avec 6,8 %, Alain Madelin avec 6,7 %, Noël Mamère avec 4,8 %, aucun autre candidat ne dépassant le seuil des 4 %. Au second tour, les électeurs ont voté à 87,9 % pour Jacques Chirac contre 12,1 % pour Jean-Marie Le Pen avec un taux d’abstention de 18,6 %, résultat plus contrasté qu'au niveau national (respectivement 82,21 % et 17,79 % ; abstention 20,29 %).
Au référendum sur le traité constitutionnel pour l’Europe du 29 mai 2005, les Saint-Germanois ont très nettement approuvé la Constitution européenne, avec une majorité de 71,32 % de oui contre 28,68 % de non et un taux d’abstention de 27,57 % (France entière : non à 54,67 % ; oui à 45,33 %). Ces chiffres amplifient la tendance départementale des Yvelines (oui à 59,53 % ; non à 40,47 %) et celle de la région Île-de-France (oui 53,99 % ; non 46,01 %).
À l’élection présidentielle de 2007, le premier tour a vu Nicolas Sarkozy arriver en tête avec 45,93 %, suivi par François Bayrou avec 22,80 %, Ségolène Royal avec 18,29 % et Jean-Marie Le Pen avec 6,00 %, aucun autre candidat ne dépassant le seuil des 2 %. Le second tour a vu Nicolas Sarkozy arriver en tête à une très large majorité de 66,95 % contre 33,05 % pour Ségolène Royal (résultat national : respectivement 53,06 et 46,94 %).
Lors de l'élection présidentielle de 2012, le premier tour voit Nicolas Sarkozy arriver nettement en tête avec 44,78 %, suivi par François Hollande avec 22,52 %, François Bayrou avec 12,12 %, Marine Le Pen avec 9 % et Jean-Luc Mélenchon avec 6,53 %. Les autres candidats ne dépassent pas le seuil des 3 %. Au second tour, Nicolas Sarkozy obtient 62,96 % des voix contre 37,04 % à François Hollande.
À l'élection présidentielle de 2017, François Fillon arrive en tête au premier tour avec 36,87 % des voix, suivi par Emmanuel Macron avec 32,05 %, Jean-Luc Mélenchon avec 11,49 %, Marine Le Pen avec 8,31 % et Benoît Hamon avec 5,65 % des voix. Les autres candidats ne dépassent pas les 4 % des voix. Au second tour, Emmanuel Macron obtient 82,93 % des voix contre 17,07 % pour Marine Le Pen.

### Liste des maires
| Période         | Période            | Identité                                | Étiquette                 | Qualité |
| --------------- | ------------------ | --------------------------------------- | ------------------------- | --- |
| 1944            | 1944               | Alcide Barillot                         |                           | Professeur - Président du Comité de Libération |
| 1944            | 1945               | Jean-Paul Lamarre                       |                           | Chirurgien |
| 1945            | 1947               | Raymond Vidal                           |                           | |
| 1947            | 1949               | Marcel Aubert                           |                           | |
| 1949            | 1950               | Jacques Mollard                         |                           | Négociant en fer et charbon |
| 1950            | 1950               | Maurice Petit                           |                           | Président de la délégation spéciale |
| 1950            | 1959               | Jacques Mollard                         | RPF puis RS puis UNR      | Négociant en fer et charbon Conseiller général de Saint-Germain-en-Laye (1951 → 1954) |
| 1959            | mars 1965          | René Béon                               | UNR                       | |
| mars 1965       | mars 1977          | Jean Chastang                           | RI puis UDF-PR            | Directeur de société Conseiller général de Saint-Germain-en-Laye (1964 → 1967) puis de Saint-Germain-Nord (1976 → 1988) Chevalier de la Légion d'honneur                                                           |
| mars 1977       | 2 février 1999     | Michel Péricard                         | RPR                       | Journaliste Député des Yvelines (2e puis 6e circ.) (1978 → 1999) Conseiller général de Saint-Germain-en-Laye-Sud (1976 → 1989) Décédé en fonction                                                                  |
| 12 février 1999 | 24 mai 2017,       | Emmanuel Lamy                           | RPR puis UMP-LR           | Énarque, haut fonctionnaire VP de la CA Saint Germain Boucles de Seine (2016 → 2017) VP de l'Association des maires d'Île-de-France (2014 → 2017) Décédé en fonction                                               |
| 7 juin 2017,    | En cours (au 2026) | Arnaud Péricard Fils de Michel Péricard | LR puis DVD puis Horizons | Avocat Conseiller départemental de Saint-Germain-en-Laye (2021 → ) VP de la CA Saint Germain Boucles de Seine (2017 → ) Réélu maire de la commune nouvelle pour le mandat 2019-2020 Réélu pour le mandat 2020-2026 |

### Outils de démocratie participative
Sept conseils de quartier sont constitués par la municipalité : Cœur de ville et quartiers forestiers, Alsace/Péreire, Lycée international, Rotondes-Saint Léger, Sous-préfecture/Pontel, Hôpital, Debussy/Schnapper.
La commune s'est également dotée d'un conseil municipal junior (CMJ) composé de vingt-quatre élèves de CM1 issus des écoles publiques et privées de la ville.

### Labellisations
En 2012, la commune a reçu le label « Ville Internet @@@@@ », renouvelé en 2013.

## Population et société

### Démographie

#### Évolution démographique
L'évolution du nombre d'habitants est connue à travers les recensements de la population effectués dans la commune depuis 1790. Pour les communes de plus de 10 000 habitants les recensements ont lieu chaque année à la suite d'une enquête par sondage auprès d'un échantillon d'adresses représentant 8 % de leurs logements, contrairement aux autres communes qui ont un recensement réel tous les cinq ans,.

En 2022, la commune comptait 45 286 habitants, en évolution de +13,27 % par rapport à 2016 (Yvelines : +2,72 %, France hors Mayotte : +2,11 %).
| 1790   | 1793   | 1800  | 1806  | 1821   | 1831   | 1836   | 1841   | 1846   |
| ------ | ------ | ----- | ----- | ------ | ------ | ------ | ------ | ------ |
| 12 669 | 13 400 | 8 954 | 9 798 | 10 291 | 10 671 | 10 951 | 13 618 | 13 488 |

| 1851   | 1856   | 1861   | 1866   | 1872   | 1876   | 1881   | 1886   | 1891   |
| ------ | ------ | ------ | ------ | ------ | ------ | ------ | ------ | ------ |
| 12 527 | 14 283 | 15 708 | 17 478 | 22 862 | 17 199 | 15 790 | 16 312 | 14 262 |

| 1896   | 1901   | 1906   | 1911   | 1921   | 1926   | 1931   | 1936   | 1946   |
| ------ | ------ | ------ | ------ | ------ | ------ | ------ | ------ | ------ |
| 16 489 | 17 297 | 17 288 | 18 344 | 20 008 | 22 180 | 21 996 | 22 539 | 22 013 |

| 1954   | 1962   | 1968   | 1975   | 1982   | 1990   | 1999   | 2006   | 2011   |
| ------ | ------ | ------ | ------ | ------ | ------ | ------ | ------ | ------ |
| 29 429 | 34 621 | 38 308 | 37 509 | 38 499 | 39 926 | 38 423 | 41 312 | 40 653 |

| 2016   | 2021   | 2022   | - | - | - | - | - | - |
| ------ | ------ | ------ | - | - | - | - | - | - |
| 39 982 | 44 380 | 45 286 | - | - | - | - | - | - |

À noter que la commune de Saint-Germain-en-Laye a absorbé au 1er janvier 2019 celle de Fourqueux, qui comptait 4 026 habitants en 2016. Cette absorption explique en partie la hausse de population de la commune dans cette période.

#### Pyramide des âges
En 2018, le taux de personnes d'un âge inférieur à 30 ans s'élève à 37,1 %, soit en dessous de la moyenne départementale (38 %). À l'inverse, le taux de personnes d'âge supérieur à 60 ans est de 22,7 % la même année, alors qu'il est de 21,7 % au niveau départemental.
En 2018, la commune comptait 21 291 hommes pour 23 459 femmes, soit un taux de 52,42 % de femmes, légèrement supérieur au taux départemental (51,32 %).
Les pyramides des âges de la commune et du département s'établissent comme suit.
| Hommes | Classe d’âge | Femmes |
| ------ | ------------ | ------ |
| 0,7    | 90 ou +      | 1,7    |
| 6,4    | 75-89 ans    | 9,4    |
| 12,3   | 60-74 ans    | 14,5   |
| 20,4   | 45-59 ans    | 20,0   |
| 20,3   | 30-44 ans    | 20,0   |
| 17,3   | 15-29 ans    | 15,9   |
| 22,6   | 0-14 ans     | 18,5   |

| Hommes | Classe d’âge | Femmes |
| ------ | ------------ | ------ |
| 0,6    | 90 ou +      | 1,4    |
| 6      | 75-89 ans    | 7,8    |
| 13,5   | 60-74 ans    | 14,8   |
| 20,7   | 45-59 ans    | 20,1   |
| 19,6   | 30-44 ans    | 19,9   |
| 18,5   | 15-29 ans    | 16,8   |
| 21,2   | 0-14 ans     | 19,2   |

#### Niveau d'études en 2009
Le niveau d'éducation à Saint-Germain-en-Laye est élevé, nettement plus que dans le reste du département des Yvelines. En effet, la part dans la population totale des titulaires de diplômes de niveau Bac+2 ou supérieur est, dans la commune, de 43,2 %, contre 29,7 % en moyenne yvelinoise, tandis que seulement 10 % de la population n'est titulaire d'aucun diplôme (contre 13,6 % au niveau départemental). Entre 1990 et 1999, l'évolution a été très marquée avec une croissance de 20,7 % des titulaires de diplômes de niveau Bac+2 et de 38,1 % pour les titulaires de diplômes supérieurs. En 1999, la ville comptait 6240 personnes relevant de la catégorie « cadres et professions intellectuelles supérieures », soit 20 % de la population totale et plus de 37 % de la population active.

#### Nationalités en 1999
La population saint-germanoise compte 4,4 % de Français par acquisition et 8,2 % de personnes de nationalités étrangères (recensement 1999, proportions légèrement inférieures à la moyenne yvelinoise (respectivement 4,9 % et 8,9 %).
Parmi les étrangers on note, par rapport à la moyenne du département, une plus forte proportion de ressortissants de l'Union européenne, soit 4,6 % contre 4,0 % ainsi que des nationalités « autres » (hors Union européenne, hors Maghreb et Turquie), soit 2,2 % contre 1,8 %). Cela reflète la présence dans la commune de cadres internationaux dont les enfants fréquentent le lycée international de Saint-Germain-en-Laye.

### Enseignement
Saint-Germain est une ville scolaire avec au moins quarante établissements d'enseignement primaires et secondaire.
Ils relèvent de l'académie de Versailles. La circonscription fait partie du bassin d'éducation et de formation de Saint-Germain-en-Laye. Les enseignants sont surveillés par l’inspection académique des Yvelines.

#### Enseignement primaire
L'enseignement primaire est dispensé dans vingt-et-une écoles primaires (neuf écoles maternelles publiques, trois écoles primaires privées, six écoles élémentaires publiques, une école primaire publique, une école maternelle d'application et quatre écoles élémentaires d'application).

#### Enseignement secondaire

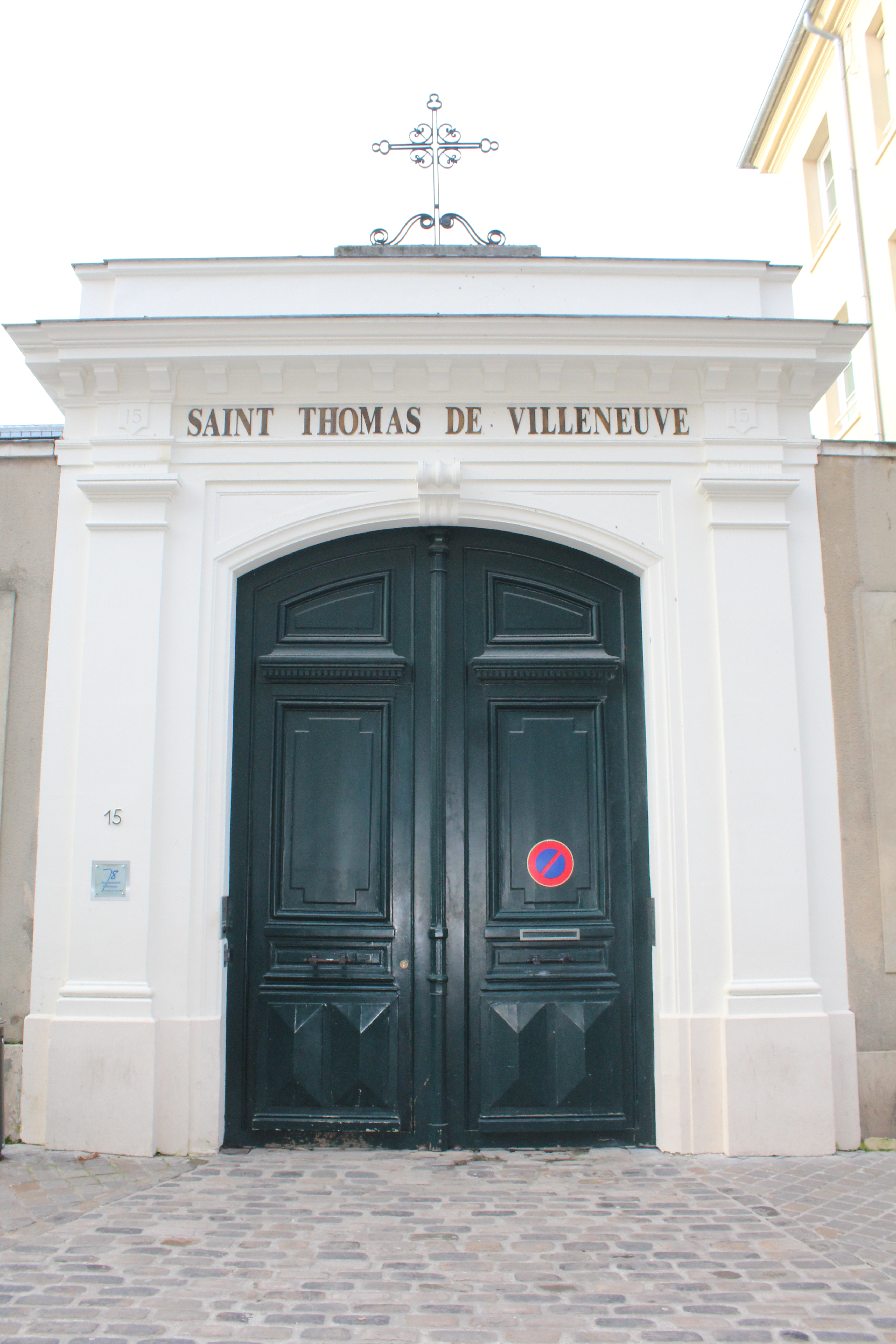
Entrée de l'Institut Saint-Thomas de Villeneuve.

La ville possède dix-neuf établissements secondaires, dont huit publics : trois collèges, Les Hauts-Grillets, Marcel-Roby et Claude-Debussy, un collège international, et cinq lycées : un lycée général et technique (lycée Jeanne-d'Albret, incluant des classes préparatoires littéraires, scientifiques et commerciales), deux lycées technologiques (Léonard-de-Vinci et Jean-Baptiste-Poquelin).
Le lycée international de Saint-Germain-en-Laye, est situé sur la colline d'Hennemont à l'extrémité ouest de la ville, dans un campus comprenant le château d'Hennemont.
Le collège de la Maison d'éducation de la Légion d'honneur est située aux Loges, en plein cœur de la forêt.
Le lycée agricole et horticole de Saint-Germain-Chambourcy est dans la Plaine de la Jonction.
La ville possède neuf établissements secondaires privés. Le plus ancien lycée est l'établissement catholique Saint-Thomas-de Villeneuve, créé en 1700 par Louis XIV pour l'instruction des jeunes filles de la cour de Jacques Stuart (1633-1701), réfugié à Saint-Germain ; géré par la Congrégation des Sœurs de Saint-Thomas de Villeneuve, il est situé à l'hôtel de Soissons, 15 rue des Louviers. Il porte alors le nom de « Pensionnat de la reine ». La chapelle ajoutée en 1786 est due à Antoine-François Peyre. Supprimé à la Révolution, rétabli sous l'Empire, exilé en Angleterre après la suppression des congrégations en 1904, transformé en hôpital militaire pendant la Grande Guerre, l'établissement rouvre en 1941 et devient après la Libération un collège puis un lycée. Il reste un établissement de la Congrégation des Sœurs,. Les autres plus importantes écoles privées sont l'Institut Notre-Dame, fondée par Madame Campan, et l’école Saint-Érembert ; ils sont à la fois école primaire, collège et lycée.

##### Enseignement supérieur
Elle accueille quelques établissements publics d'enseignement supérieur, tels que l'École supérieure du professorat et de l'éducation (ESPE) de l'académie de Versailles (ancienne école normale d'institutrices, créée en 1913) et les formations médicales au sein du centre hospitalier intercommunal (écoles d'infirmiers, d'aides-soignants, de sages-femmes…). Depuis septembre 2014, a ouvert Sciences Po Saint-Germain-en-Laye, Institut d'études politiques (IEP) interne aux universités de Cergy-Pontoise et Versailles Saint-Quentin-en-Yvelines. L'IEP de Saint-Germain-en-Laye est installé sur le site universitaire de la rue Pasteur, et partage les locaux avec l'ESPE de l'académie de Versailles.
La ville accueille également Sup de V, école consulaire de commerce de la CCI Paris Île-de-France, depuis sa création en 1991.

### Manifestations culturelles et festivités
La fête des Loges est une fête foraine importante, issue d'une tradition très ancienne, qui se déroule chaque été dans la forêt près de la maison d'éducation des Loges et attire un public important.
Chaque année depuis 1987 un festival de musique, « l'Estival », est organisé en septembre.
La « Maison des associations saint-germanoises », fondée en 1979 sous le régime de la loi du 1er juillet 1901, regroupe non moins de 260 associations locales œuvrant dans des domaines très divers. Elle organise chaque année une « Expo-Associations » sur la place du Marché-Neuf. Dans le domaine de l'histoire, l'association Les Amis du Vieux Saint-Germain, fondée en 1923 organise diverses activités consacrées à l'histoire locale, conférences, colloques… et publie un « bulletin des Amis du Vieux Saint-Germain ».

### Santé

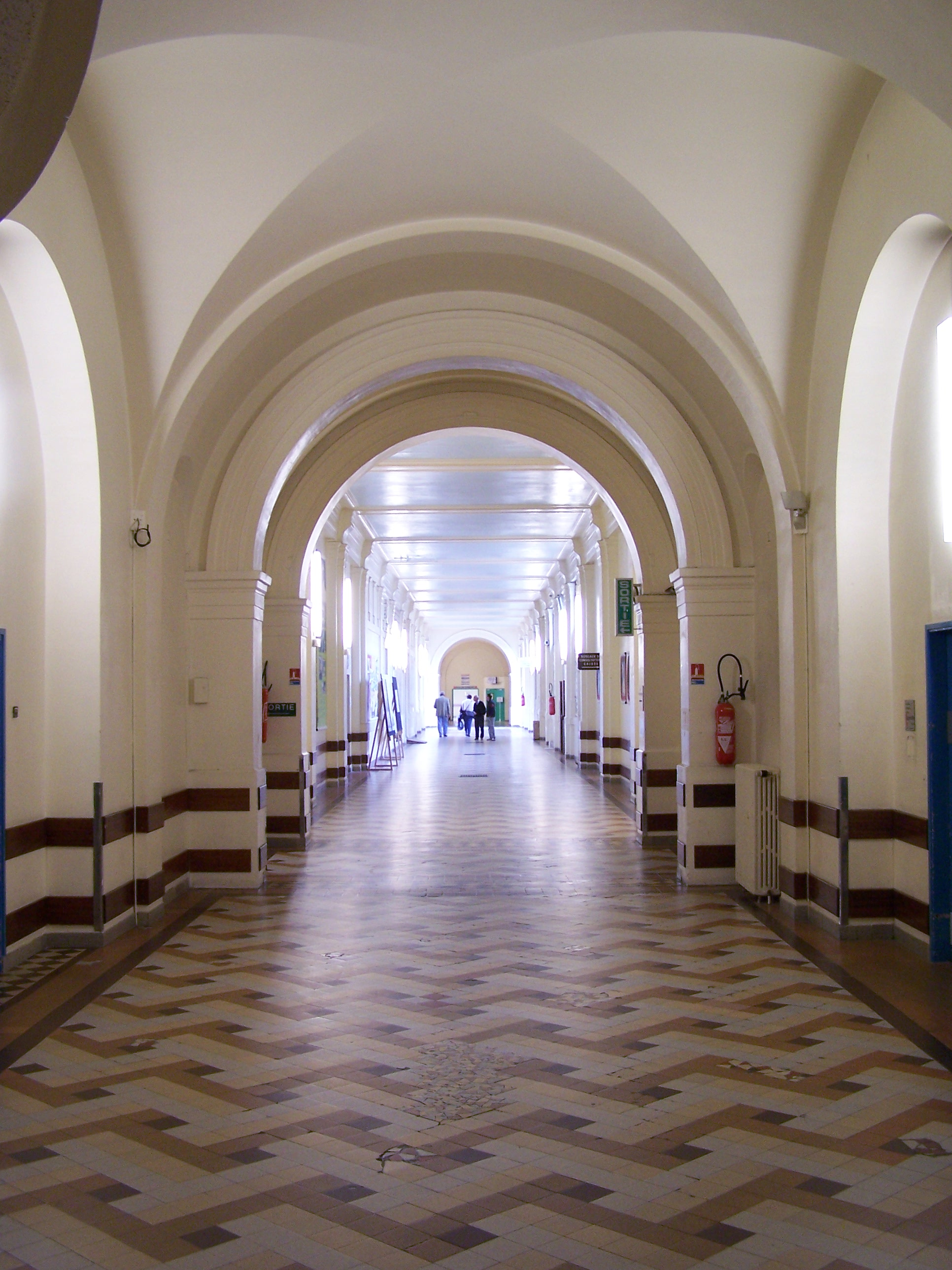
Galerie de l'hôpital de Saint-Germain.

L'hôpital de Saint-Germain-en-Laye est réuni depuis le 1er mai 1997 avec celui de Poissy pour former le centre hospitalier intercommunal de Poissy-Saint Germain. Cet ensemble fonctionne sur les deux sites avec 1200 lits et 3000 soignants. La restructuration de l'ensemble est prévue avec la construction d'un nouveau bâtiment à Poissy d'ici à 2019 ; le site de Poissy serait tourné vers les urgences, la chirurgie lourde, l'hospitalisation longue et accueillerait la maternité, tandis que celui de Saint-Germain serait destiné aux hospitalisations de moins d'une journée, aux consultations, à l'hôpital de jour, à la chirurgie ambulatoire et au pôle cancérologie. Une partie du site de Saint-Germain-en-Laye doit lors de cette restructuration être abandonné par les activités hospitalières et servir à un grand projet urbain mené par la municipalité.
La ville possède également une clinique privée La clinique Saint-Germain. Ce centre médico-chirurgical, également maternité, est issu du regroupement des cliniques Marie-Thérèse et Louis XIV ; il a été construit en plein centre-ville de Saint-Germain-en-Laye, à côté de l'hôpital. La clinique Saint-Germain est un établissement de santé pluridisciplinaire, un centre de cancérologie, une maternité et un laboratoire d'analyse médicale. L'établissement est accrédité par la Haute Autorité de santé et accueille l'unique maternité de la ville.

### Cultes

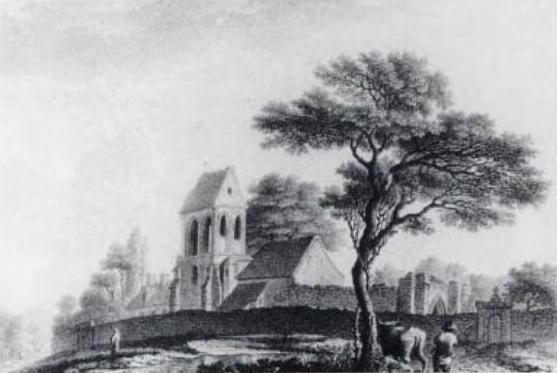
L'église Saint-Léger en 1776.

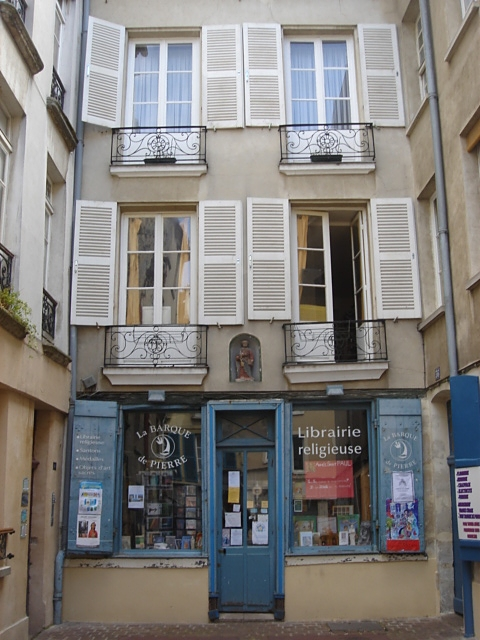
Vente d'objets, d'images et de livres religieux dans le centre.

La commune de Saint-Germain-en-Laye, dans le diocèse de Versailles, est desservie par deux paroisses catholiques et de nombreuses chapelles : la paroisse Saint-Germain, dont le siège est l'église Saint-Germain, près du château ; et la paroisse Saint-Léger, dont le siège est l'église Saint-Léger, de loin la paroisse la plus ancienne, et qui dispose d'une église récente construite en 1961 dans la vallée du ru de Buzot ou val Saint-Léger. Ces paroisses sont rattachées au doyenné de Saint-Germain-en-Laye dont dépend l'église Saint-Wandrille-du-Pecq. Les chapelles qui sont desservies sont celle des Franciscaines, la chapelle Sainte-Anne, la chapelle du Carmel, la chapelle des Augustines, la chapelle Saint-Louis de l'Hôpital, les chapelles des instituts (lycées) Saint-Thomas de Villeneuve et Notre-Dame, de l'école Saint-Érembert, de la Maison d'éducation de la légion d'honneur, etc. Dans la forêt il y a plusieurs lieux consacrés à la prière.
Le temple protestant de Saint-Germain-en-Laye est installé au début de l'avenue des Loges, en face de la sortie du Nord du Parc du château. D'abord desservie par le pasteur de Versailles, la communauté réformée de Saint-Germain construisit son temple en 1862, puis essaime des communautés dans les villes voisines. Les Églises réformées du Vésinet, Poissy, Marly-le-Roi, Houilles, Rueil-Malmaison et Mantes-la-Jolie sont ainsi le fruit de l'évangélisation protestante effectuée à partir de Saint-Germain-en-Laye. La paroisse est membre de l'Église protestante unie de France.
Une église évangélique du mouvement des Assemblées de Dieu est présente depuis les années 1960 à Saint-Germain-en-Laye. Elle est actuellement installée rue Bonnemain.
La communauté israélite ou juive dispose d'une synagogue qui a été construite impasse Saint-Léger et inaugurée en 1995.

### Médias
Le quotidien Le Parisien consacre, dans ses pages Yvelines, des informations sur la commune. L'hebdomadaire Le Courrier des Yvelines (Publihebdos groupe SIPA-Ouest-France), qui couvre Saint-Germain-en-Laye et tout le nord-est du département autour de la Seine, a son siège à Versailles (avenue de Sceaux). Il propose une édition chaque semaine pour l'arrondissement de Saint-Germain-en-Laye. Du côté des journaux gratuits, à noter l'hebdomadaire Côté Yvelines (Publihebdos groupe SIPA-Ouest-France!. La mairie édite également un bimensuel, Le Journal de Saint-Germain, lancé par Michel Péricard qui fut autrefois également hebdomadaire. Il est distribué dans toutes les boîtes aux lettres de la commune, de même que le mensuel Saint-Germain Magazine, qui est diffusé chaque mois à 35 000 exemplaires à Saint-Germain-en-Laye mais également dans les villes environnantes.

### Sports

#### Le Paris-Saint-Germain

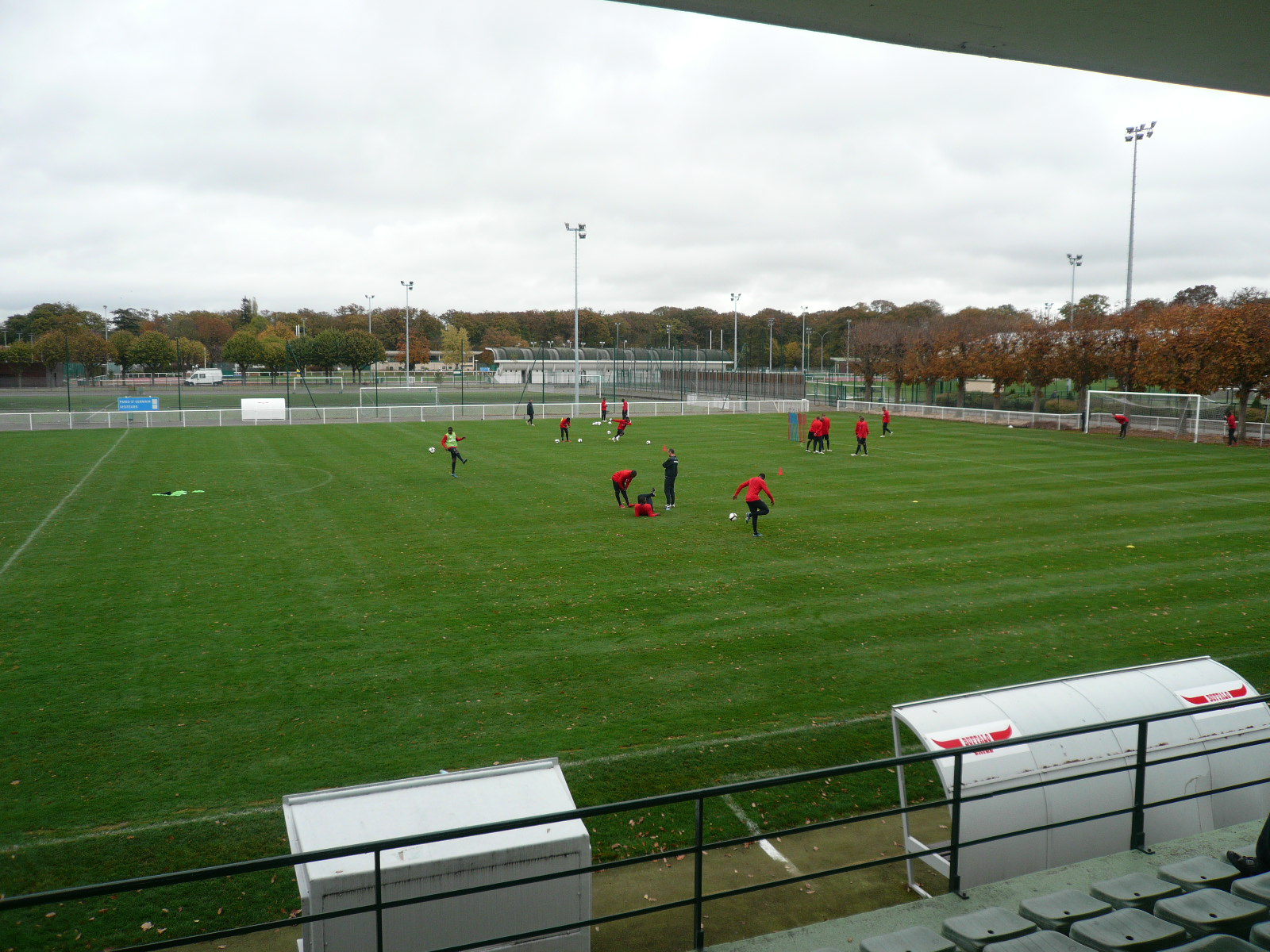
Le Stade Georges-Lefèvre et une partie du centre d'entraînement du Paris Saint-Germain.

Saint-Germain-en-Laye est connue pour avoir donné son nom au club de football professionnel du Paris Saint-Germain (PSG). Ce club a été créé en 1970 sur la base d'un club amateur saintgermanois plus ancien, qui avait obtenu à l'époque la montée en 2e Division.
Devenu un club professionnel, le PSG a obtenu depuis plusieurs championnats et coupes de France. Il s'entraîne au camp des Loges jusqu'en 2023.

#### Le hockey sur gazon
Le sport qui est vraiment typique de la ville est le hockey sur gazon, le SGHC a été fondé en 1927, et il a réalisé en 2006 le premier doublé championnat de France masculin - championnat de France féminin depuis plus de 70 ans. En 2007, l'équipe première est à nouveau championne de France, l'équipe féminine vice-championne de France, et les Cadets sont aussi champions de France. À noter que durant la saison 2006, l'équipe masculine a également remporté la Coupe de France. Sa réussite sportive s'étend aussi aux divisions inférieures, qui ont remporté plusieurs championnats de France Cadets et Minimes. Quelques-uns de ces enfants, devenus adultes, sont devenus membres de l'équipe de 1re Division et des équipes de France.

#### L'équitation
Avec la succursale de l'École militaire et l'annexe de la Garde républicaine qui sont établis au Quartier Goupil, la forêt domaniale et la proximité de Maisons-Laffitte, Saint-Germain est une ville de chevaux avec plusieurs clubs hippiques privés.

#### L'escrime
Saint-Germain-en-Laye est la ville du coup de Jarnac, son Cercle d'escrime a formé plusieurs champions de France.
Le collège Marcel-Roby et le lycée Jeanne-d'Albret ont des sections sportives dans des disciplines olympiques, ce qui permet aux futurs sportifs de haut niveau de suivre une scolarité tout en leur permettant de s'entraîner dans leurs équipes de France respectives.

#### Le golf
Saint-Germain-en-laye dispose d'un terrain de golf offrant deux parcours de 18 et 9 trous respectivement, implanté dans un terrain de 70 hectares dans la partie sud-ouest de la forêt.

#### Le tennis
Saint-Germain a eu pendant plusieurs siècles un jeu de paume qui est l'ancêtre du tennis. Il a été reconverti en théâtre dont s'est occupé Alexande Dumas.

#### La piscine et la natation
La ville dispose également d'une piscine couverte, avec un bassin olympique de 50 × 20 mètres, construite en lisière de forêt en 1970.
Cet équipement intercommunal, qui profite également à six communes voisines (Aigremont, Chambourcy, Mareil-Marly, Marly-le-Roi, Le Pecq, Le Vésinet) réalise 450 000 entrées par an. Cette piscine accueille des compétitions importantes telles la Coupe de France de natation.

#### La boxe française et les autres sports de combat
Le Stade Saint-Germanois Judo Club est le premier club de judo de Saint-Germain-en-Laye. Il forme sous la direction de la famille Villemagne, des sportifs qui chaque année sont sur les podiums des compétitions départementales, nationales et internationales.
Le club « Arts martiaux Saint-Germain » regroupe au sein du Ken Shin Kaï divers sports : le kendō et l'iaïdo, et a emmené certains pratiquants en championnats de France et d'Europe. Les autres disciplines du club sont : le kung-fu, le judo, le baby-judo, le karaté-jutsu (enfants), le nihon-tai-jitsu, le SARC (sorte de krav-Maga), l'aïkido et la self-défense.

## Économie

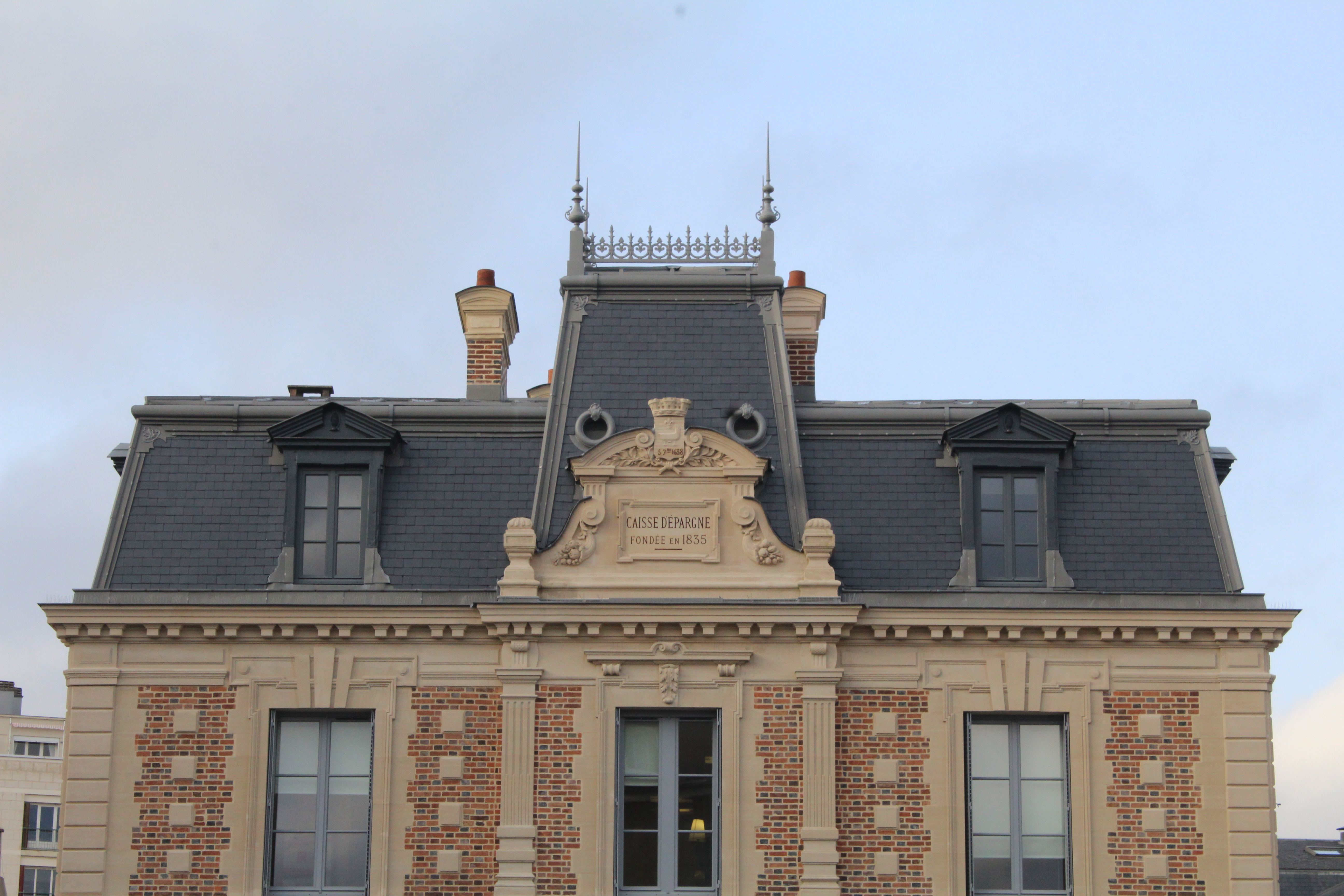
Immeuble de la Caisse d'Éparge de Saint-Germain fondée en 1855.

### Revenus de la population et fiscalité
En 2010, le revenu fiscal médian par ménage était de 42 021 €, ce qui plaçait Saint-Germain-en-Laye au 1 657e rang parmi les 31 525 communes de plus de 39 ménages en métropole.

### Activités et emploi
Saint-Germain-en-Laye est un pôle d'emploi important avec près de 19 000 emplois en 1999 pour une population de 38 000 habitants, soit un emploi pour deux habitants. C'est un pôle tertiaire consacré au commerce, à l'éducation et à l'administration. Le secteur tertiaire représente près de 94 % des emplois, soit 17 890 sur 18 885 (chiffre 1999). Les principales activités pourvoyeuses d'emplois sont les services aux entreprises et aux particuliers (20,7 %), l'administration (17,4 %), la santé (17,2 %), l'éducation (16 %) et le commerce (12,9 %).
Le taux de chômage en 2013 était de 9,3 %, un chiffre légèrement inférieur à la moyenne des Yvelines (9,9 %), et encore plus à la moyenne nationale (10,2 %).

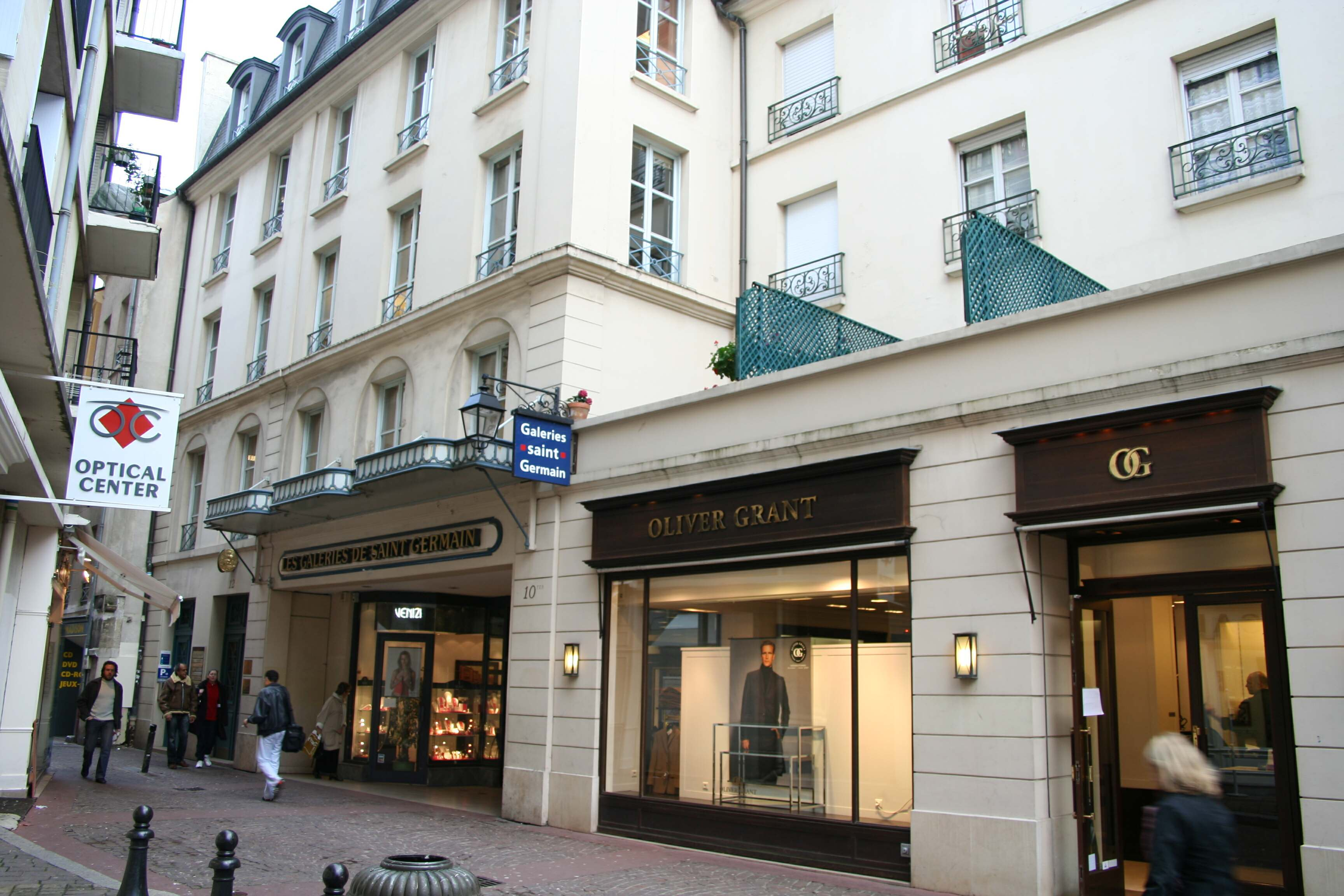
Entrée des Galeries Saint-Germain, rue de la Salle.

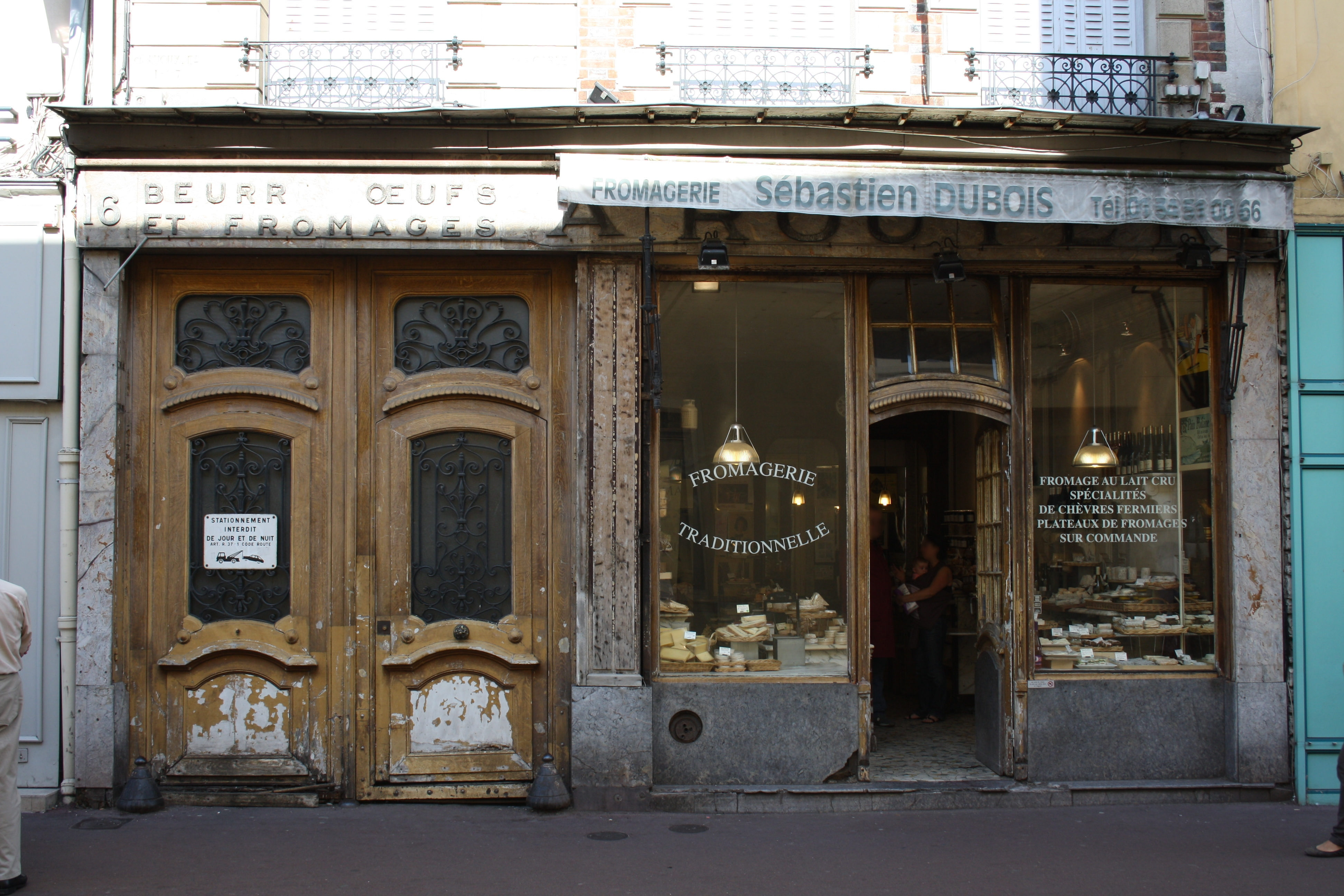
Fromagerie.

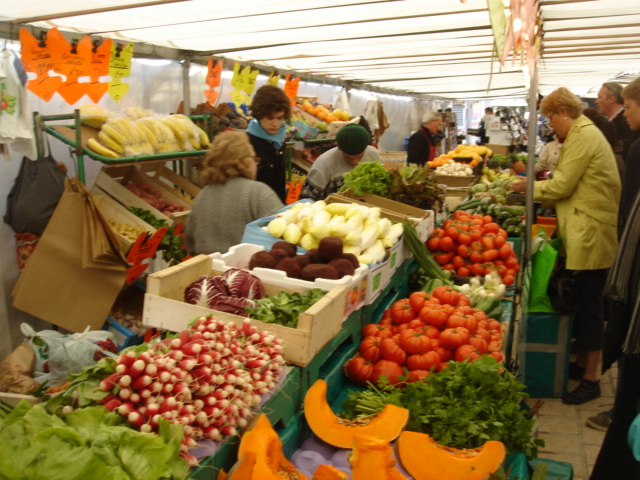
Un des deux marchés de Saint-Germain, celui du centre.

### Commerce
Saint-Germain-en-Laye est considéré comme le « plus grand centre commercial à ciel ouvert de l’ouest parisien » deux marchés, plus de 800 commerces implantés surtout en centre-ville. Il n'existe pas dans la commune de grand centre commercial, ni d'hypermarché. L'ancien maire, Michel Péricard, avait tenu à maintenir dans le centre ville dense deux supérettes, un Monoprix et un Supermarché Auchan, et à construire en 1987 une galerie commerçante couverte, les Galeries Saint-Germain.
C'est François Ier qui a créé en avril 1526 un marché deux jours par semaine (le lundi et le jeudi), et une foire quatre jours par an (le 28 mai pour la Saint-Germain, le 31 juillet devenu 25 août, le 25 devenu 1er dimanche de septembre pour la saint Fiacre, et le 1er décembre). Il a fait construire en 1543 une halle qui donnait place du Vieux-Marché, qui a été reconstruite en 1776 et qui a été démolie pour construire la Poste. La population du bourg s'élève en 1560 à 2 550 habitants habitants et à 3 540 habitants en 1600.
Situé actuellement au centre d'un bassin de population de 300 000 personnes à pouvoir d'achat élevé, et possédant une trentaine d'écoles et de lycées qui attirent chaque jour des milliers de mères de famille, Saint-Germain concentre un grand nombre de professions libérales (médecins, dentiste, avocats,..), de services et de commerces spécialisés.
Ces commerces subissent la concurrence des centres commerciaux extérieurs, notamment la zone commerciale d'Orgeval le long de la route nationale 13. Le projet d'un important centre commercial dénommé Les Terrasses de Poncy qui serait implanté dans la commune de Poissy, au carrefour des autoroutes A13, A14, et de la future A104, soulève quelques inquiétudes et l'opposition du conseil municipal de Saint-Germain-en-Laye.

### Principales entreprises

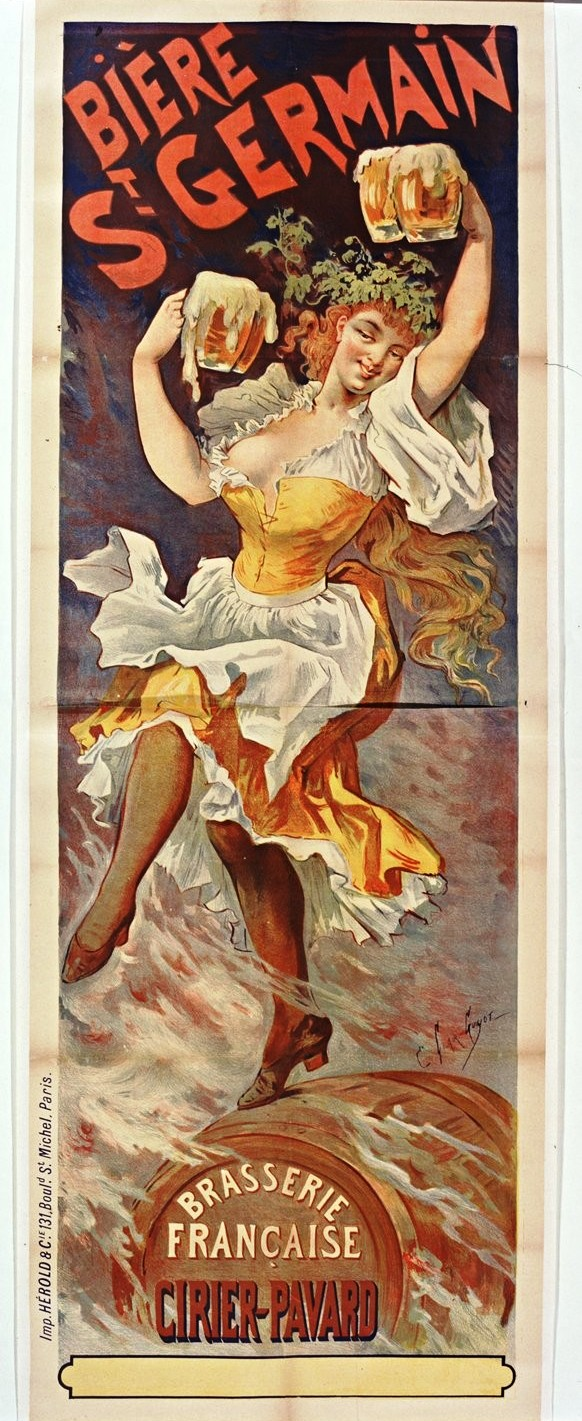
Affiche publicitaire de la brasserie Cirier-Pavard, en 1895.

Saint-Germain-en-Laye abrite, entre autres, le siège de Ford France, ceux de la filiale française du groupe Bose, de Pall France et de Cargill France. La société Ford-France s'est installée en juillet 2002 dans le château Saint-Léger (transformé en 1991 par l'architecte Dominique Perrault), ancien siège de l'Irsid, rue de la Croix-de-Fer, avant de fusionner avec Volvo-France et Land-Rover-France au sein de FMC Automobiles SAS.
La ville accueille également des services de la documentation nationale du cadastre. Ce service, qui emploie plus de deux cents salariés, assure la mise à jour des plans cadastraux, leur impression et leur numérisation.
L'usine Seine-Aval, exploitée par le Syndicat interdépartemental pour l’assainissement de l’agglomération parisienne (SIAAP), occupe 350 hectares dans le nord de la boucle de Saint-Germain-en-Laye, en majorité dans le territoire de la commune. Mise en service en 1940 agrandie et modernisée régulièrement, c'est la plus grande station d'épuration d'Europe (environ 2 100 000 mètres cubes par jour). Une importante unité de dénitrification a été mise en service en 2007. Un débat public a été ouvert au cours du dernier trimestre de 2007 dans le cadre d'un projet de refonte globale de la station destiné à la mettre en conformité avec la Directive européenne cadre sur l’eau.

### Associations

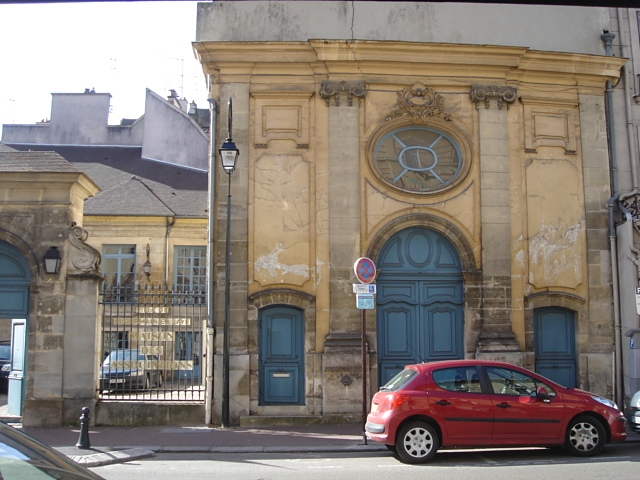
La Maison des associations établie dans l'ancien bailliage.

La ville est animée par un riche tissu associatif : 260 associations sont membres de la Maison des Associations Saint-Germanoises. Tous les types d'associations sont représentés : sportives comme le Cercle des Nageurs de l'Ouest, sociales comme Dons Solidaires, loisirs comme le Club de Bridge ou agissant contre les violences faites aux femmes comme Women Safe.

### Saint-Germain-en-Laye, ville de garnison
Historiquement, Saint-Germain-en-Laye a été une importante ville de garnison et elle compte actuellement plus de 600 militaires. Au Camp des Loges, elle héberge notamment l’état-major du commandement militaire de la Région Terre Île-de-France, la direction régionale du génie. Le 526e bataillon du train y tenait garnison jusqu'à sa dissolution, au 15 juillet 2011[réf. nécessaire].
S'y trouve aussi depuis 1966 au quartier Goupil, le centre d'instruction du régiment de cavalerie de la Garde républicaine.
Il est prévu, dans le cadre du plan de modernisation de la Défense, de transférer au Camp des Loges, le Commissariat de l’armée de terre de Paris en 2009, et la direction régionale du service d’infrastructure de défense Île-de-France (SGA) en 2014.

## Culture locale et patrimoine

### Lieux et monuments
Saint-Germain-en-Laye possède un grand nombre de monuments historiques classés ou inscrits,. Un secteur sauvegardé de 65 hectares a été défini en 1978 dans le centre historique de la ville, il a été un des deux premiers de France avec Sarlat.

### Patrimoine architectural

#### Le château, son parc et la terrasse
Le château de Saint-Germain-en-Laye fut l'une des principales résidences des rois de France à partir de Louis VI le Gros, jusqu'à Louis XIV. L'édifice actuel, de style Renaissance, fut reconstruit sous François Ier et restauré sous Napoléon III. Il conserve une très belle Sainte-Chapelle (XIIIe siècle) de style gothique et un donjon du XIVe siècle. Il abrite aujourd'hui le musée d'Archéologie nationale.
La terrasse du château construite par Le Nôtre de 1669 à 1674, s'étend en ligne droite sur 2 400 mètres de long sur 30 de large. Elle relie le centre de Saint-Germain au château du Val. Dominant la vallée de la Seine en direction du Pecq, elle offre une vue dégagée sur les tours de La Défense et Paris.
Du Château-Neuf d'Henri II et Henri IV, détruit à la fin du XVIIIe siècle, le seul vestige notable est l'ancien oratoire du roi, dans lequel serait né selon la tradition le roi Louis XIV, qui se trouve inclus aujourd'hui dans le Pavillon Henri IV.
À l'autre extrémité de la Terrasse, dans la forêt, le château du Val, œuvre de Jules Hardouin-Mansart, construit pour le roi Louis XIV au XVIIe siècle, abrite une résidence de famille de la société d'entraide des membres de la Légion d'honneur.

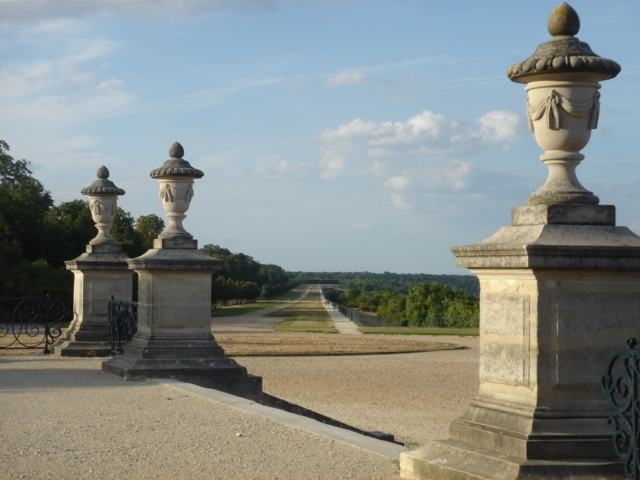
La Terrasse, vue en venant château.
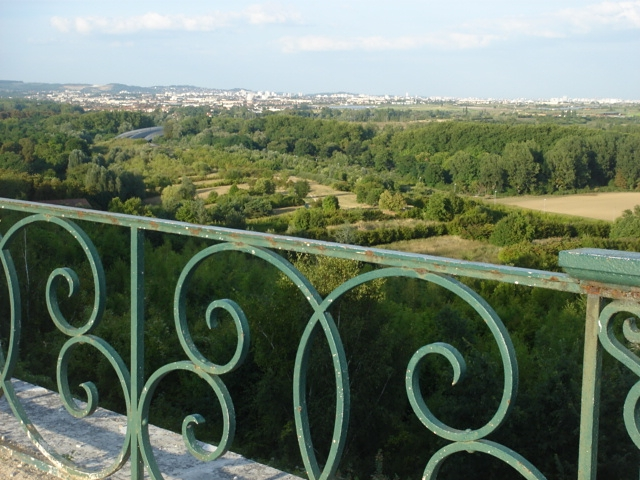
La Terrasse, vue vers la vallée de la Seine.
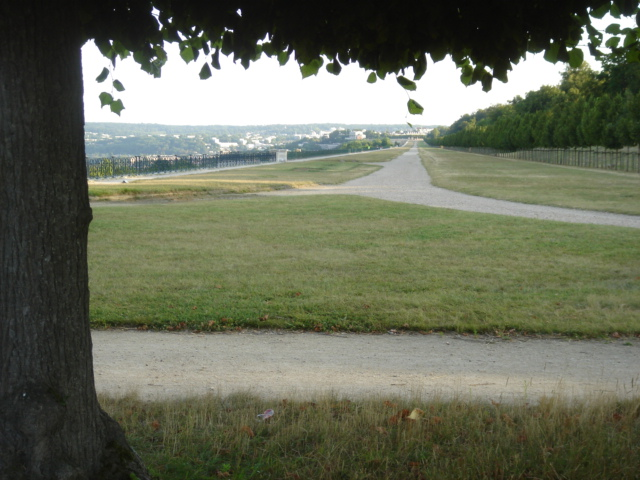
La Terrasse, vue depuis le bout (Rond-Royal).

#### Dans la ville
Édifices religieux
L'église paroissiale Saint-Germain, qui fait face au château, a été démolie et reconstruite en 1824 par l'architecte Potain, dans un style inspiré des basiliques paléochrétiennes, et fut restaurée par Joseph Nicolle de 1848 à 1854. Sa façade présente un fronton triangulaire supporté par six colonnes toscanes, dont quatre alignées en façade et deux en retour. Dans cette église se trouve le mausolée du roi de Grande-Bretagne, Jacques II Stuart, détrôné et exilé lors de la Glorieuse Révolution, qui résida jusqu'à sa mort au château de Saint-Germain.
L'hôpital Saint-Louis, de fondation royale, a été reconstruit en 1883 à l'initiative de la ville par l'architecte Alfred-Nicolas Normand (1822-1909), sa chapelle de style néo-byzantin, a été inscrite en 1997. La chapelle du couvent des Dames de Saint-Thomas, fin XVIIIe siècle, due à l'architecte Antoine-François Peyre.
Datant de 1893, la chapelle des Franciscaines, située avenue Foch, perdit ses affectataires éponymes en 1994. Bénéficiant d'une restauration en 2015, elle accueillit à nouveau le culte en 2016, d'abord grâce à la présence de l'Institut du Christ-Roi Souverain Prêtre puis grâce à l'installation de la communauté catholique ukrainienne en 2019. Un office de chants s'y tint lors du matin du noël 2021 qui fut retransmis dans le cadre de l'émission Chrétiens Orientaux (de la série Les Chemins de la foi).
L'église Sainte-Croix de Fourqueux est classée au titre des monuments historiques par arrêté du 14 juin 1946.

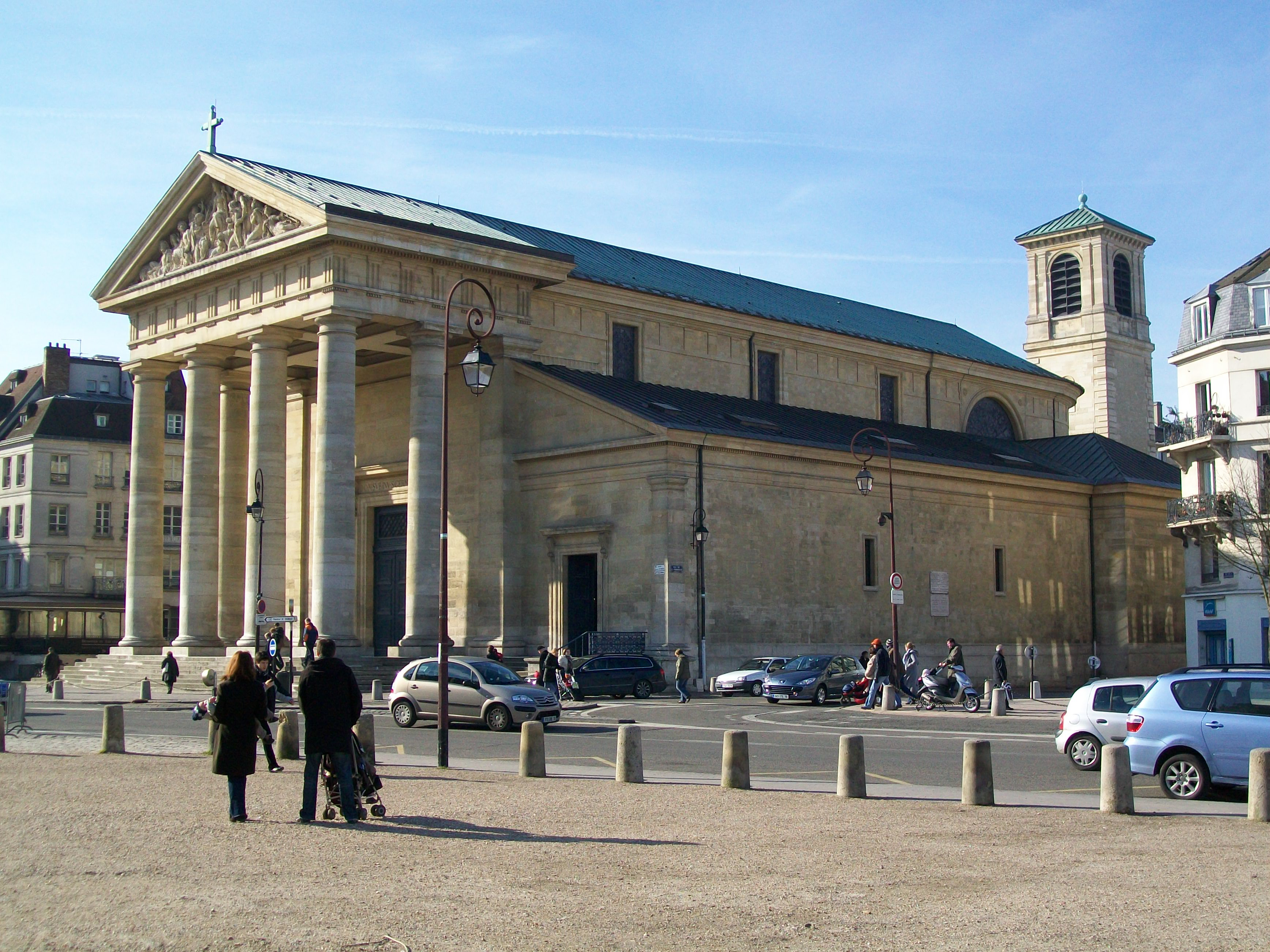
Église Saint-Germain.
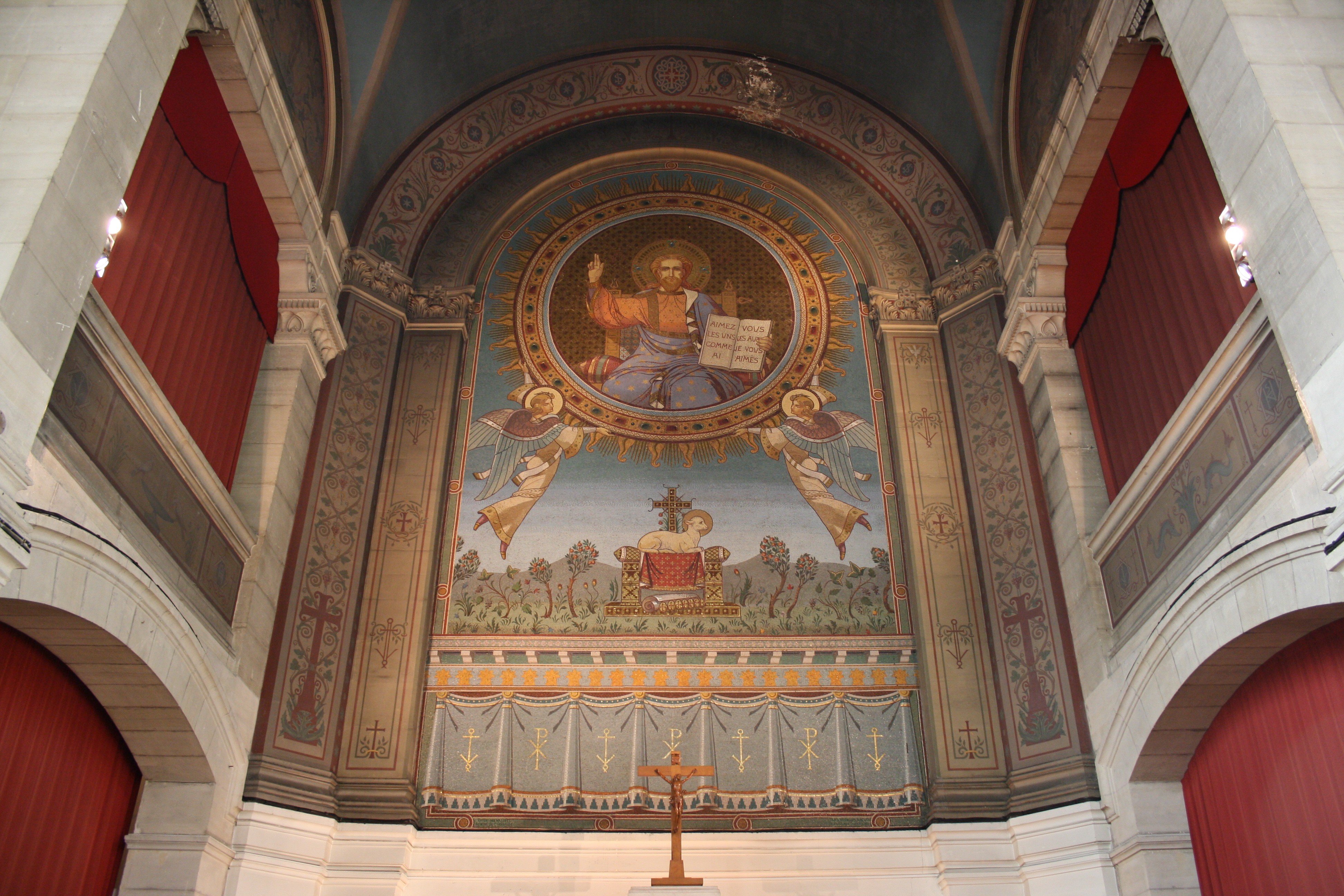
Chapelle Saint Louis de l'hôpital avec ses tribunes pour les invalides.

Édifices militaires
Les anciennes casernes, en particulier le Pavillon de Gramont, ont été transformées en logements sociaux pour les familles de militaires affectés au Camp des Loges. L'ancien Manège Royal, reconstruit sous Louis-Philippe, a été restauré par la commune qui l'utilise comme salle d'expositions.

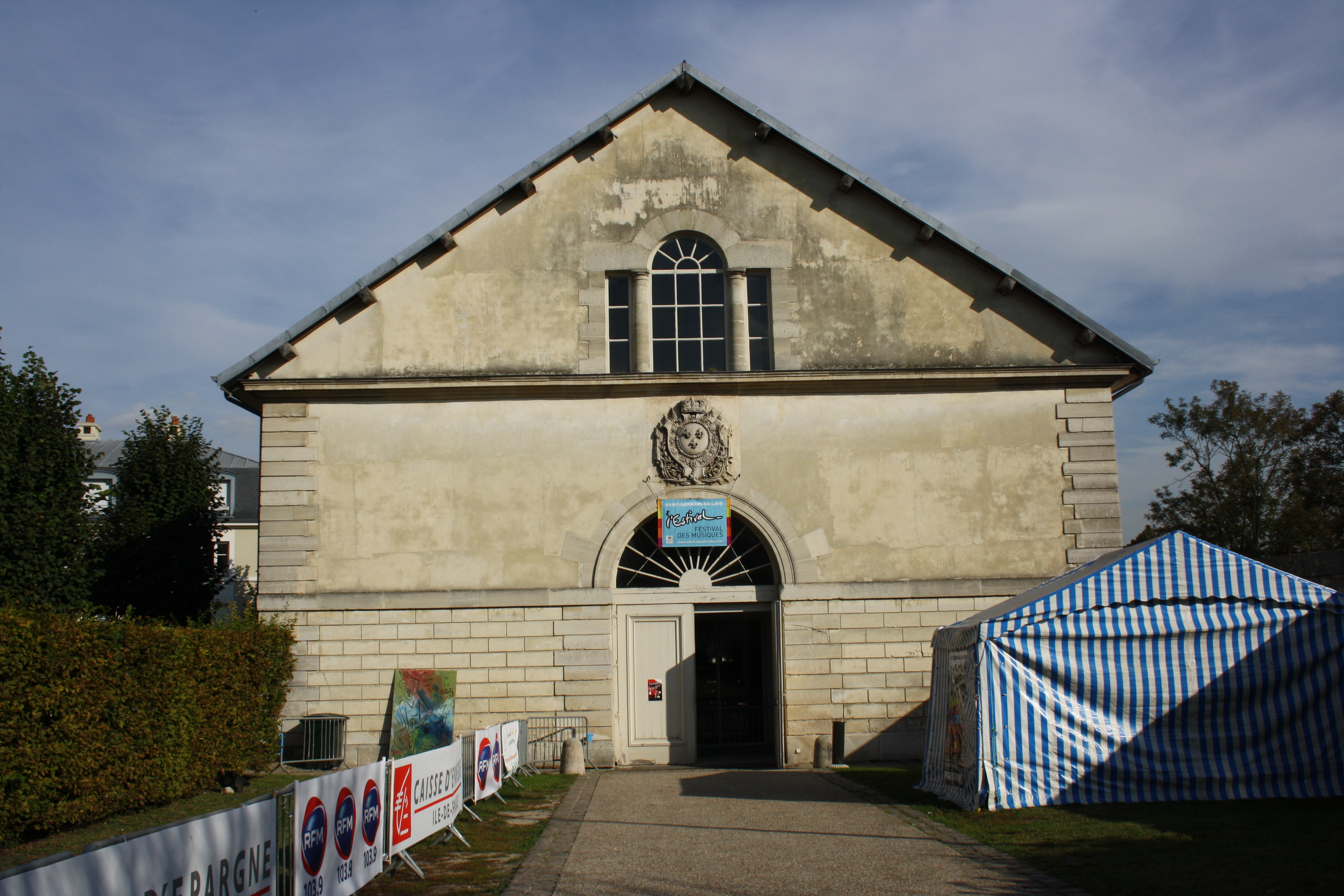
Le Manège royal.

Édifices civils
Saint-Germain-en-Laye conserve son ancien bailliage avec sa geôle et sa salle d'audience (devenu la Maison des Associations), son ancien hôpital général construit à la fin du XVIIe siècle par Madame de Montespan (devenu le Musée du Prieuré), quelques hôtels particuliers construits par des familles de la cour aux XVIIe et XVIIIe siècles, et l'essentiel des rues et des maisons du centre ville.
Les anciens bâtiments des tanneries royales, situés au bord du Rû de Buzot, ont été restaurés et transformés en locaux de bureaux.
Une ancienne dépendance de la Maison Verte, château détruit, est devenue le tribunal d'instance de Saint-Germain-en-Laye.

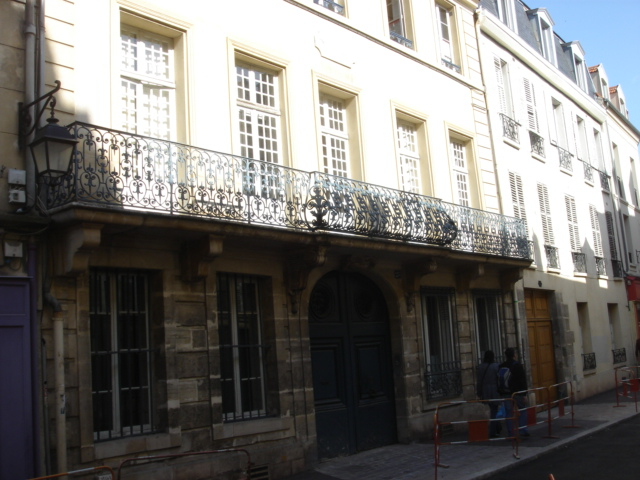
Hôtel dit de Madame de Maintenon.
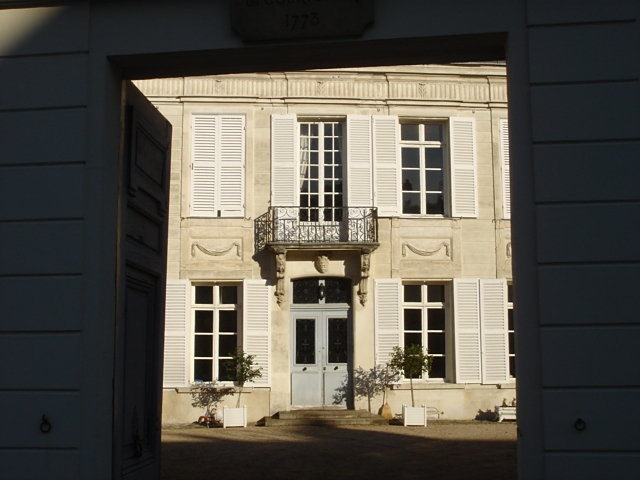
Hôtel donnant sur cour.

Le cimetière ancien, créé au début du XVIIe siècle, abrite de nombreuses tombes de personnalités dont celles du peintre Maurice Denis et du réalisateur Jacques Tati.
Le « Prieuré », ancienne demeure du peintre Maurice Denis, qui abrite depuis 1980 le musée consacré à son œuvre, a été construit pour y installer l'hôpital général royal de Saint-Germain-en-Laye. La chapelle a été décorée par Maurice Denis.
À l'écart du centre-ville, le château d'Hennemont est un édifice en briques et pierres de style néogothique. Il a été construit en 1907 sur le site de l'ancien prieuré d’Hennemont pour le pharmacien Henri Cannone, inventeur de la pastille Valda. Il accueille aujourd'hui le lycée international de Saint-Germain-en-Laye.

#### Dans la forêt

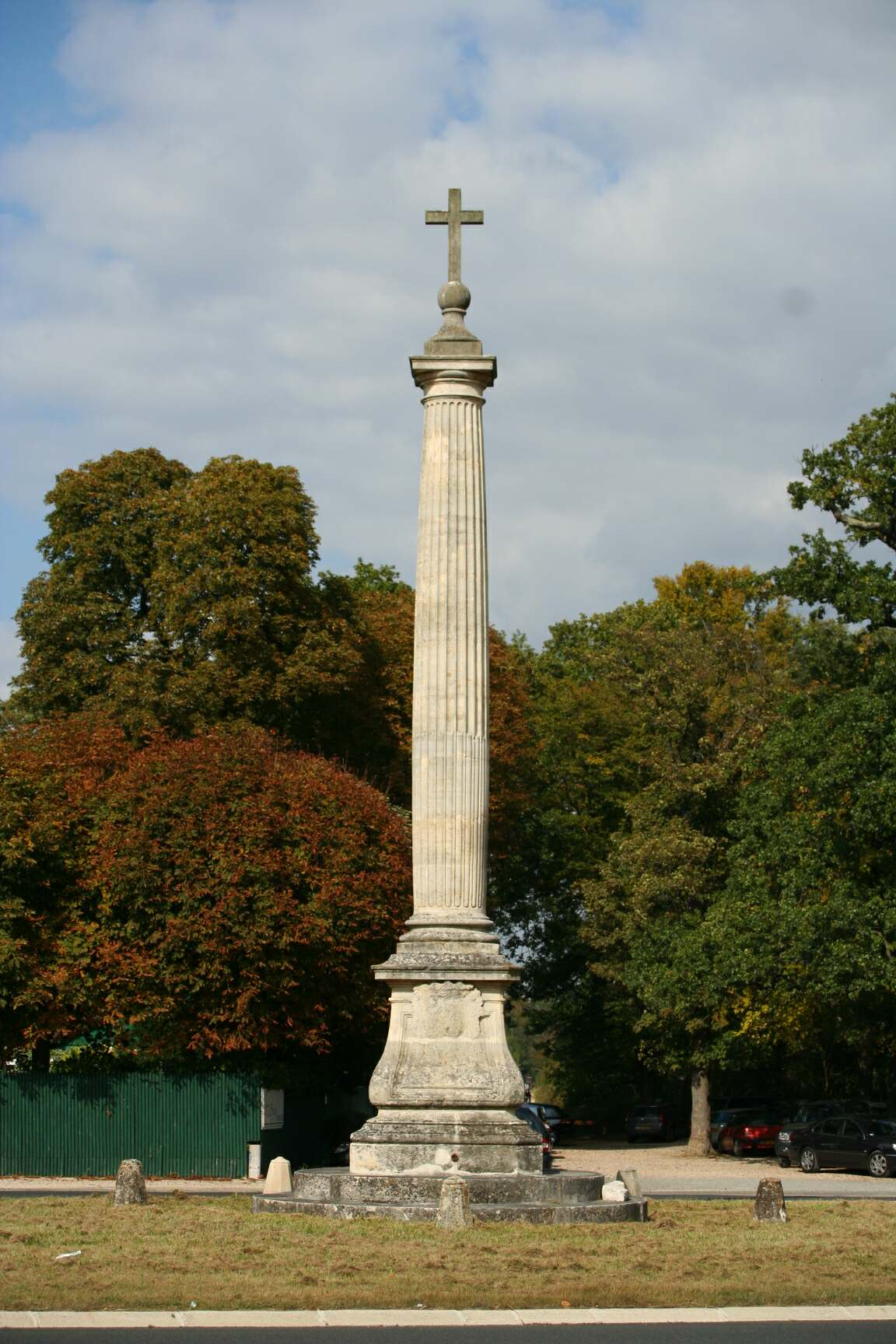
La croix de Noailles.

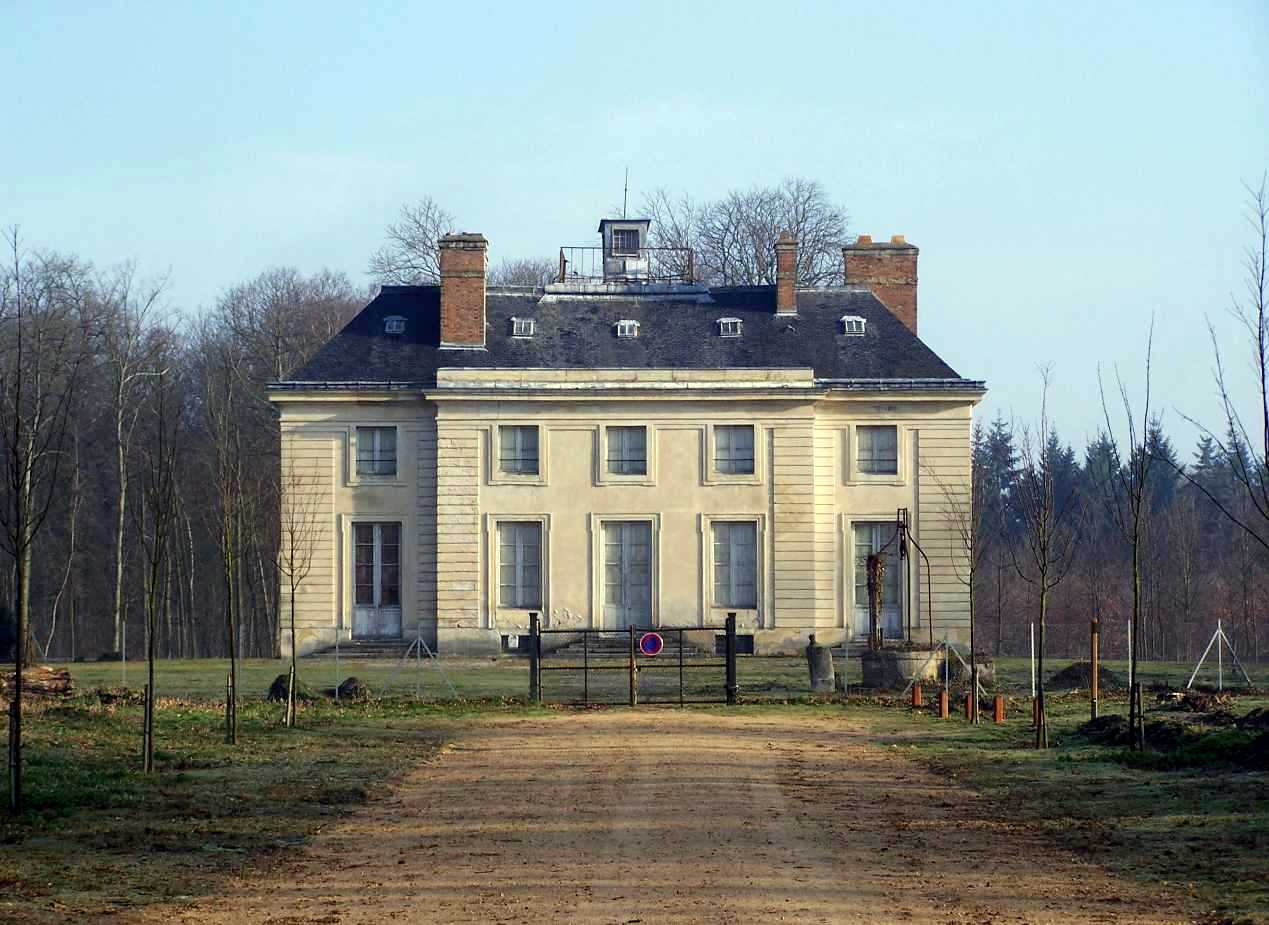
Le pavillon de la Muette.

Outre le château du Val et les croix citées plus bas, plusieurs monuments historiques se trouvent dans la forêt.
Le pavillon de la Muette, ancien rendez-vous de chasse, est situé dans le nord de la forêt. Il a été construit par l'architecte Ange-Jacques Gabriel pour le roi Louis XV en 1775 sur les ruines d'un ancien château de François Ier.
Le pavillon de la Croix de Noailles, ancien rendez-vous de chasse, est également classé monument historique. Il abrite un restaurant italien.
Le couvent des Loges, fondé en 1644 par Anne d'Autriche sur l'emplacement de l'ancien ermitage de saint Fiacre, se trouve au milieu de la forêt. Le site abrite depuis 1811 la maison d'éducation de la Légion d'honneur. Les bâtiments ont été totalement reconstruits au XIXe siècle.
La forêt a été progressivement close à partir du XVIIIe siècle par un mur continu en pierres destiné à limiter le braconnage, interrompu par une dizaine de portes monumentales qui étaient fermées la nuit. On peut encore voir dans la commune la porte de Chambourcy et celle des Pétrons.
L'aqueduc de Retz (inscrit monument historique en 1988) est un aqueduc souterrain construit sous Louis XIV pour alimenter le château en eau de sources de la vallée du ru de Buzot. Un regard se trouve dans le domaine du château Saint-Léger (siège de Ford-France).
Le fort Saint-Saturnin fut un ouvrage défensif élevé dans la partie nord-est de la forêt pour l'entrainement des troupes à l'attaque des places fortes. Il fut édifié en 1669 et rasé en 1670-1671. Connu par les sources écrites, il a fait l'objet de fouilles.

### Patrimoine naturel

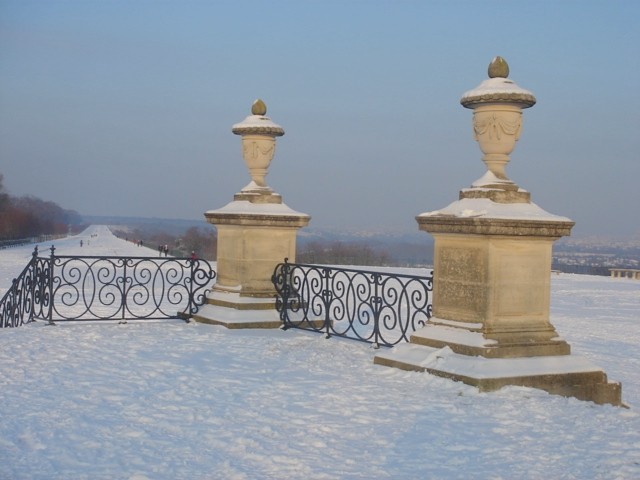
La terrasse en hiver.

Ancienne résidence royale, la commune de Saint-Germain-en-Laye a hérité de la totalité de la vaste forêt du même nom qui s'étend sur 3 400 hectares au nord et à l'ouest de la ville. C'est une forêt domaniale, propriété de l'État, gérée depuis 1964 par l'ONF peuplée majoritairement de chênes. Elle est classée en zone naturelle d'intérêt écologique, faunistique et floristique (ZNIEFF) de type 1 sur 3 735 hectares,. C'est un espace inconstructible, dont le conseil municipal a demandé le classement en forêt de protection pour renforcer sa protection.
Le parc agricole d'Achères situé au nord de la forêt est également classé en ZNIEFF de type 1 sur 965 hectares.
Le « sentier des Oratoires », long d'environ dix-huit kilomètres, permet de parcourir une grande partie de la forêt et de visiter quatre croix historiques : la Croix Pucelle (1456), la Croix Dauphine (1540), la Croix Saint-Simon (1635) et la Croix de Noailles (1751), ainsi que sept oratoires, dont celui consacré à saint Fiacre dans la clairière des Loges, qui est à l'origine d'une procession qui donna naissance à la fête des Loges.

La Terrasse à Saint-Germain, Printemps (1875) par Alfred Sisley, Walters Art Museum, Baltimore.

Les jardins du domaine national de Saint-Germain-en-Laye, d'une étendue de 60 hectares, s'étendent entre le château et la forêt. Composés d'une partie de jardin à la française, œuvre de Le Notre et d'un jardin à l'anglaise créé en 1848 lors de l'arrivée du chemin de fer, ils comprennent également la Terrasse. L'ensemble est classé monument historique. Ces jardins bénéficient du label « Jardin remarquable de France ».

### Vigne

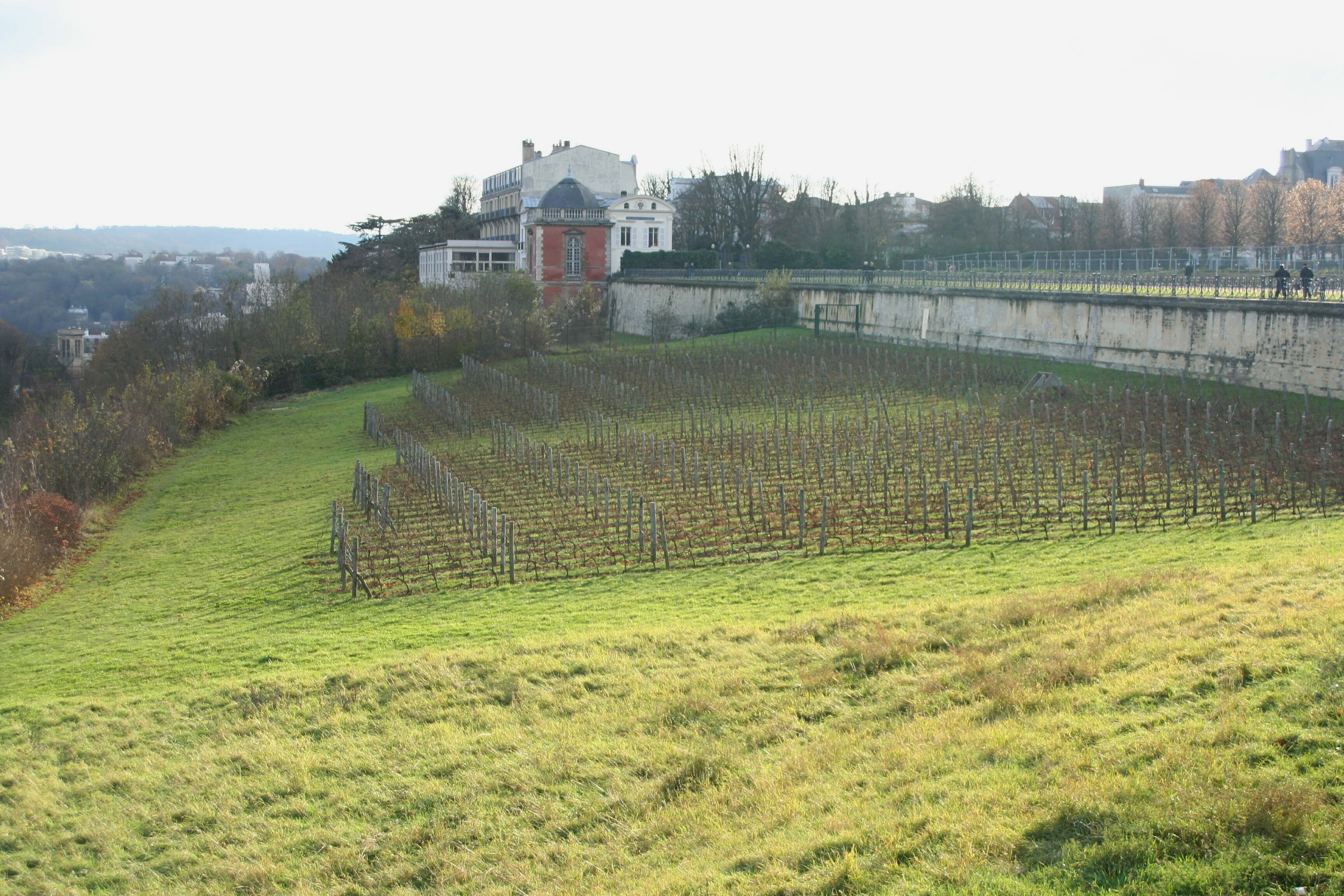
La vigne en automne. Au fond le Pavillon Henri IV.

La vigne du Pecq et de Saint-Germain, plantée en 2000 en contrebas de la Terrasse, comprend 1 900 pieds de pinot noir. C'est une évocation de l'antique tradition viticole de la région. On en tire un vin rouge, le « vin des grottes », qui n'est pas commercialisé.
La commune a été distinguée au concours des villes et villages fleuris avec trois fleurs.

### Musées

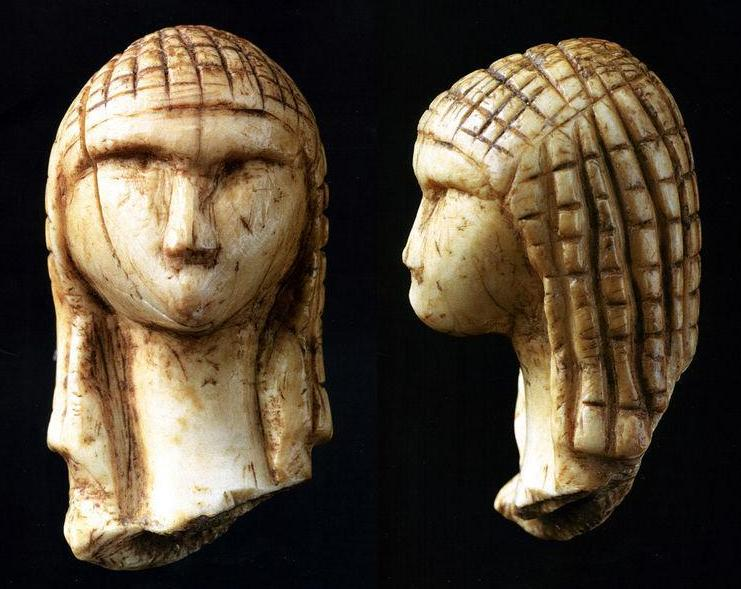
La Vénus de Brassempouy conservée au Musée d'archéologie nationale.

- Musée d'Archéologie nationale : ce musée national installé dans le château présente environ 30 000 objets archéologiques, ce qui en fait une des plus riches collections d'Europe. Ces objets sont répartis en sept collections allant des origines de la Préhistoire (Paléolithique) à l'époque mérovingienne (VIIIe siècle). Y figure notamment la célèbre Vénus de Brassempouy, l’une des plus anciennes représentations réalistes de visage humain, sculptée au Paléolithique supérieur dans de l'ivoire de mammouth. Ce musée connaît une désaffection certaine. Le nombre annuel de visiteurs est de 66 000 dont 45 000 entrées gratuites, notamment groupes scolaires (chiffres 2005[179]). Ce musée fait partie de ceux dont l'accès sera gratuit à titre expérimental au cours du premier semestre 2008[180].
- Musée Claude Debussy : consacré à l'œuvre du compositeur Claude Debussy, ce musée est installé dans sa maison natale au-dessus de l'office de tourisme.
- Musée départemental Maurice-Denis « Le Prieuré » : musée consacré à l'œuvre de Maurice Denis et des Nabis, installé dans l'ancienne demeure du peintre, qui fut construite au XVIIe siècle par madame de Montespan pour y fonder l'hôpital général royal de Saint-Germain-en-Laye.

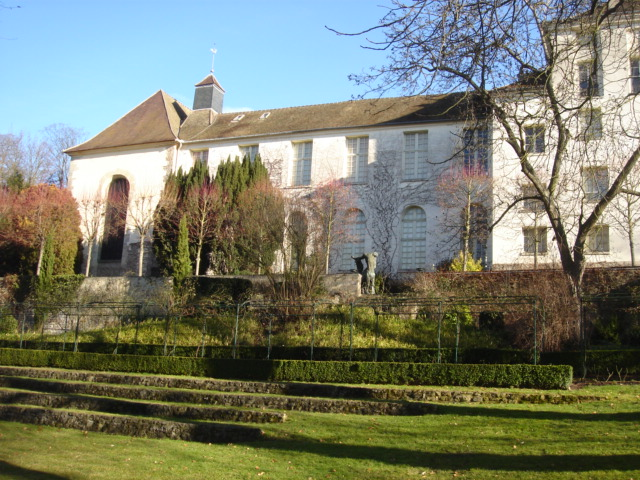
Le « Prieuré » siège du musée consacré à l'œuvre de Maurice Denis et l'école des Nabis.

- Le musée municipal d'art et d'histoire, fermé depuis 1979, est en attente d'un lieu. Dans ses collections figure notamment un tableau (huile sur bois), daté entre 1496 et 1502, attribué à Jérôme Bosch, l'escamoteur, qui fut dérobé le 1er décembre 1978 avant d'être retrouvé deux mois plus tard et mis en lieu sûr[181].
- Espace Paul-et-André-Vera : aménagé en 2006 dans une ancienne caserne, cet espace abrite divers services culturels et une collection d'œuvres de Paul et André Vera données à la ville[182].
- Apothicairerie hospitalière dite Apothicairerie royale[168]: transférée dans l'hôpital mixte contemporain, rue Baronne-Gérard, elle rassemble une collection d'objets des XVIIe et XVIIIe siècles, notamment des pots à pharmacie inventoriés[183], certains de céramique ornée, provenant de l'hôpital général du Roi fondé par la marquise de Montespan en 1698. La pharmacie est citée dans un inventaire de 1792[184].
- Musée du général Leclerc et de la 2e division blindée, quartier de Gramont.

### Autres équipements culturels
Plusieurs équipements offrent aux habitants de nombreuses activités dans le domaine culturel :
- cinq salles de cinéma ;
- le théâtre Alexandre-Dumas, créé en 1989, situé dans le Jardin des Arts ;
- le conservatoire Claude-Debussy ;
- les médiathèques municipales, répartie en deux sites : la médiathèque du jardin des Arts située dans le Jardin des Arts et la médiathèque George-Sand, dans le quartier du Bel-Air ;
- les ateliers d'art de la ville, proposent des ateliers d'arts plastiques pour enfants et adulte ;
- l'université libre de Saint-Germain-en-Laye, liée par convention à l’université Paris-Nanterre, propose des activités universitaires pour tous (cycles de conférences, séminaires, etc.) ;
- la Clef, salle de concert et d'exposition ;
- le lycée international, un lycée public réputé ;
- la micro-folie du quartier du Bel Air, ouverte en septembre 2019.

### Saint-Germain et la cuisine

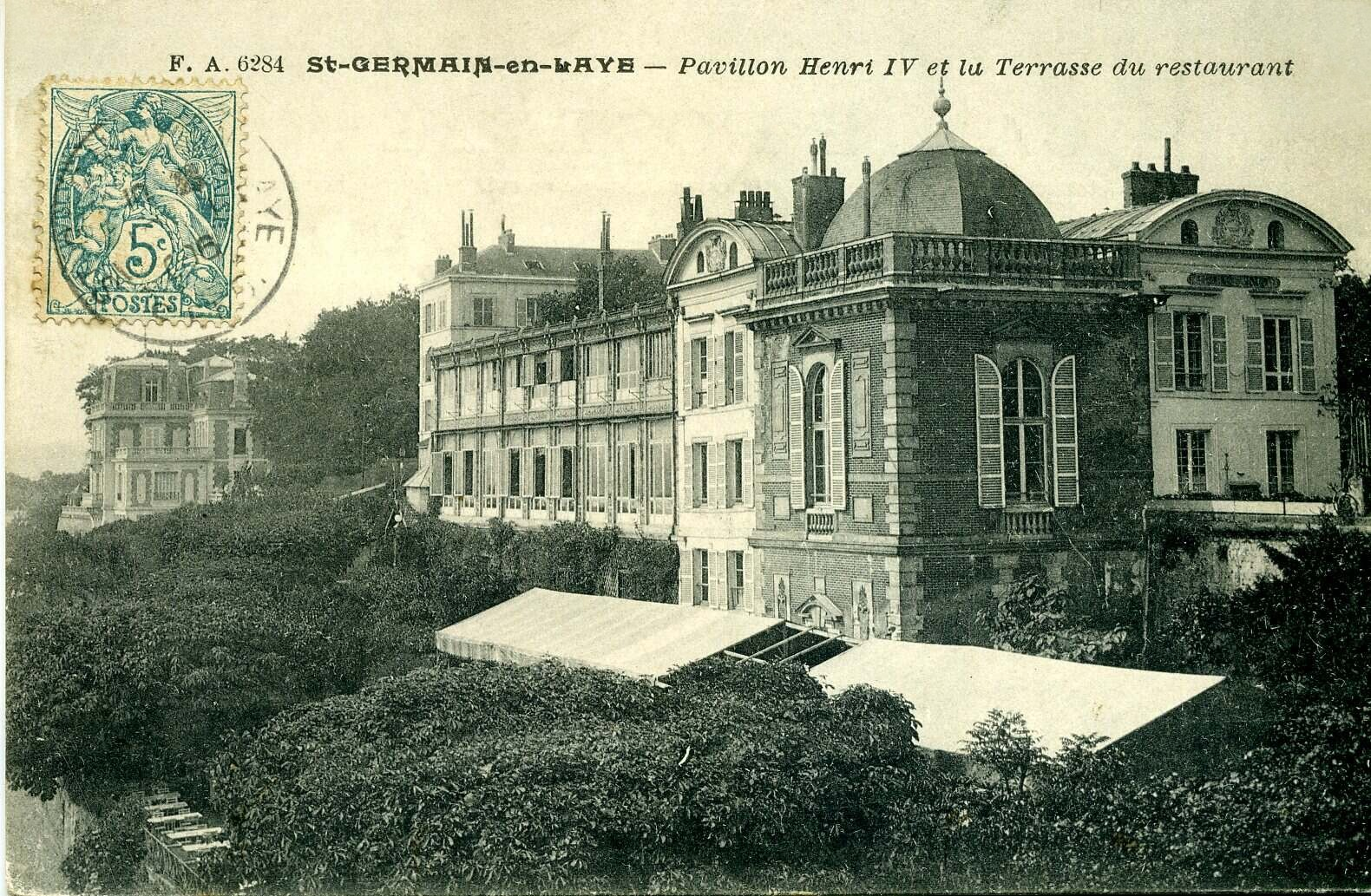
Le Pavillon Henri IV abrite le restaurant où furent inventées les « pommes soufflées ».

Deux recettes classiques sont connues pour être nées à Saint-Germain-en-Laye, au restaurant du Pavillon Henri IV :
- les pommes soufflées, inventées involontairement en 1837, à l'occasion de la réception de la reine Marie-Amélie qui voyageait sur le premier train entre Paris et Le Pecq, à cause du retard du train ;
- la sauce béarnaise, qui aurait été créée par le chef Collinet en 1844.

« À la Saint-Germain » est une expression qui s'applique à une recette de purée de pois ainsi qu'à diverses garnitures contenant des petits pois.

### Cinéma
Parmi les nombreux films tournés en différents lieux de la commune figurent L'assassin est ici de Robert Péguy (1933), Dieu a besoin des hommes de Jean Delannoy (1950), Une fille à croquer de Raoul André (1951), Faites sauter la banque ! de Jean Girault (1964) et Escalier C de Jean-Charles Tacchella (1985). En septembre 2011, la série Clem est tournée pour sa deuxième saison dans certaines rues de la ville[réf. nécessaire].
En 2015, le film franco-allemand Elle de Paul Verhoeven y est tourné dans une villa.

## Personnalités liées à ville

### Rois et famille royale
- Louis VI le Gros (1081-1137), roi de France de 1108 à 1137, fit construire avant 1124 la première résidence, qui n'était pas fortifiée, et où il fait avec sa cour des séjours aussi fréquents qu'à Senlis et Orléans, selon le nombre d'actes qu'il y a signés.
- Philippe Auguste (1180-1223), qui y signe autant d'actes qu'à Compiègne et Fontainebleau; « À son retour de croisade en 1191 il vint s'y reposer de ses fatigues, et, le 18 mars 1192, il en partit précipitament, à l'insu de ses courtisans, pour aller à Bray faire bonne justice de quelques Juifs qui avaient mis à mort un chrétien[187]. »
- Saint Louis (Poissy 1214-1270), roi de France de 1226 à 1270, une rue porte son nom ; Il fit construire de 1234 à 1238 par l'architecte Pierre de Montreuil, la sainte chapelle du château où il fit déposer des reliques de la Couronne d'épines données en 1239 par Baudoin de Constantinople qui y vint en visite en juin 1247. Les clefs de voûtent représentent le visage du roi, les visages de sa mère Blanche de Castille, de son épouse Marguerite de Provence, et de leurs enfants Marguerite de Brabant, Robert d'Artois, Alphonse de Poitiers et Charles d'Anjou.
- Philippe le Bel (1285-1314) fait construire la tour au nord-ouest, appelée à tort le donjon de Louis VI.
- En 1341, le Prince Noir incendie et pille la ville et le château.
- En 1351, Jean le Bon réside dans la tour et se sert de la chapelle.
- Charles V le Sage (Vincennes 1338-1380) fait d'importants travaux de construction et de fortification entre 1367 et 1380, il installe une estude dans la tour, comme à Vincennes.
- Marie de France (Saint-Germain 1344-1404), sœur du roi Charles V le Sage, protectrice des trouvères, mariée en 1364 avec Robert Ier de Bar- (1342-1411), duc de Bar.
- François Ier (1494-1547), roi de France de 1515 à 1547, a gouverné souvent depuis Saint-Germain-en-Laye. Il fit reconstruire le château dans le style Renaissance avec un toit terrasse, ce qui est unique.
- Henri II (Saint-Germain 1519-1559), roi de France de 1547 à 1559, fit entamer construction du Château-Neuf.
- Madelaine de France (Saint-Germain 1520-1537) reine d'Écosse par son mariage avec Jacques V.
- Jeanne d'Albret (Saint-Germain 1528-1572), fille d'Henri II de Navarre et mère d'Henri IV. Le lycée général et technique de Saint-Germain porte son nom.
- Charles IX (Saint-Germain 1550-1574), roi de France de 1560 à 1574.

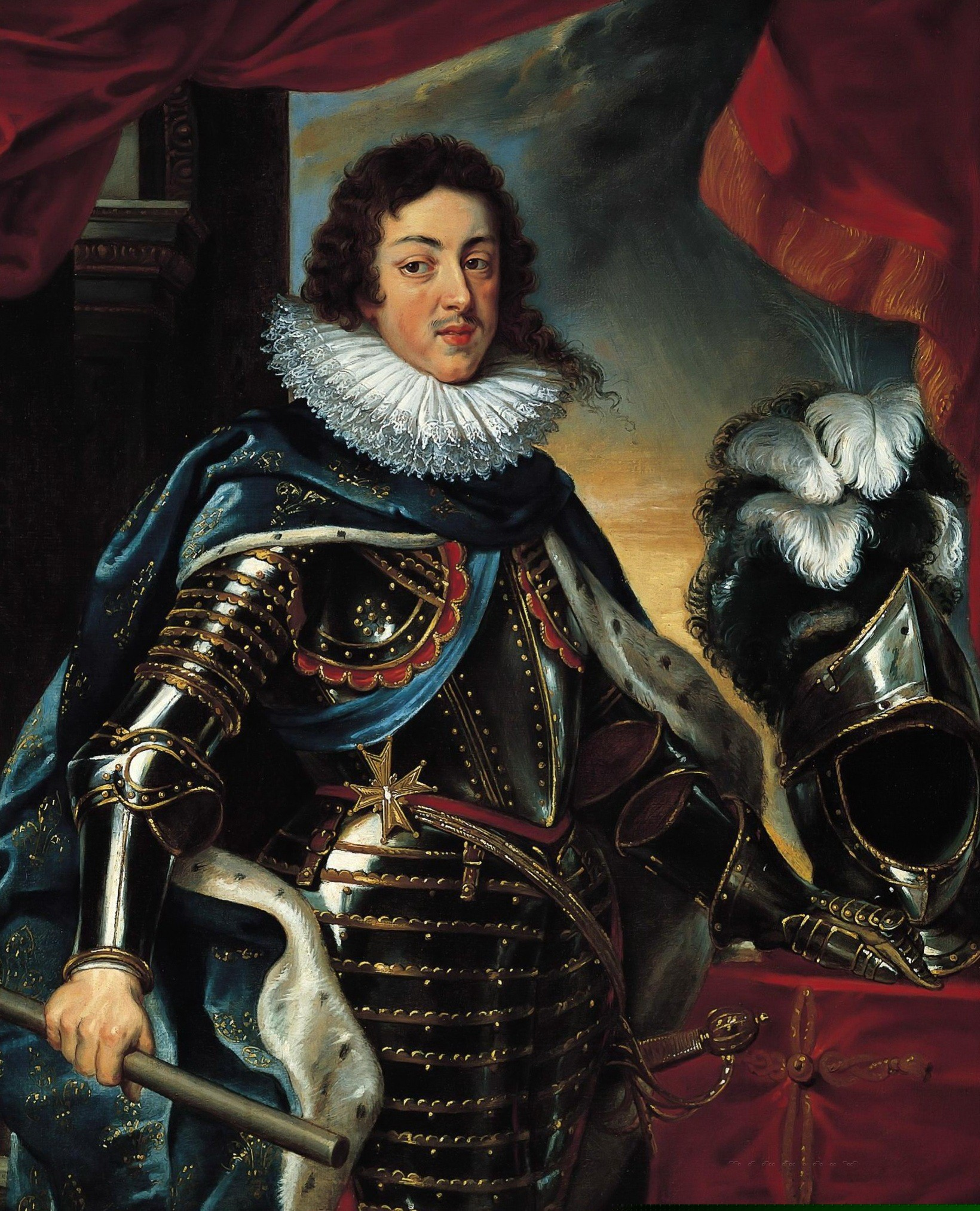
.

- Henri IV (1553-1610), roi de France de 1589 à 1610, fit achever la construction du Château-Neuf et l'aménagement de ses jardins.
- Marguerite de France (1553-1615), dite « la reine Margot », reine de Navarre puis de France, épouse du roi Henri IV, femme de lettres.
- Louis XIII (1601-1643), roi de France de 1610 à 1643, a passé son enfance à Saint-Germain-en-Laye et y a résidé très souvent. C'est le roi de France qui a le plus marqué l'histoire de la ville. Il y est mort le 14 mai 1643. Son médecin Jean Héroard a laissé un journal de son enfance.
- Jacques II d'Angleterre ou Stuart (1633-1701), fils d'Henriette-Marie de France, roi d'Angleterre et d'Écosse, exilé et mort à Saint-Germain-en-Laye le 16 septembre 1701
- Louis XIV (Saint-Germain 1638-1715), roi de France de 1643 à 1715, son berceau est le thème du blason de la ville.
- Philippe, duc d'Orléans (Saint-Germain 1640-1701), frère de Louis XIV, ancêtre de Philippe-Égalité (1747-1793), conventionnel, et du Comte de Paris (1908-1999), prétendant au trône.
- Françoise-Madeleine d'Orléans (Saint-Germain 1648-1664), duchesse de Savoie par son mariage.
- le Grand Dauphin, baptisé le 24 mars 1668 à Saint-Germain, père de Philippe V de Bourbon, roi d'Espagne, souche de la branche aînée des Bourbon (Louis XX).
- Louis de Bourbon (1667-1683) (Saint-Germain 1667-1683), bâtard légitimé de Louis XIV et de Mademoiselle de Lavalière, amiral de France.
- Louis-Auguste de Bourbon (1670-1736) (Saint-Germain 1670-1736), duc du Maine, bâtard légitimé de Louis XIV et de la Marquise de Montespan, confié avec ses frères et sœur à Madame Scarron, future Madame de Maintenon.
- Hugues de Bourbon (Naundorff) (Saint-Germain 1974) issu de la Famille Naundorff qui prétend descendre du Dauphin Louis XVII, libraire.

### Gouverneurs et officiers des châteaux et domaine de Saint-Germain

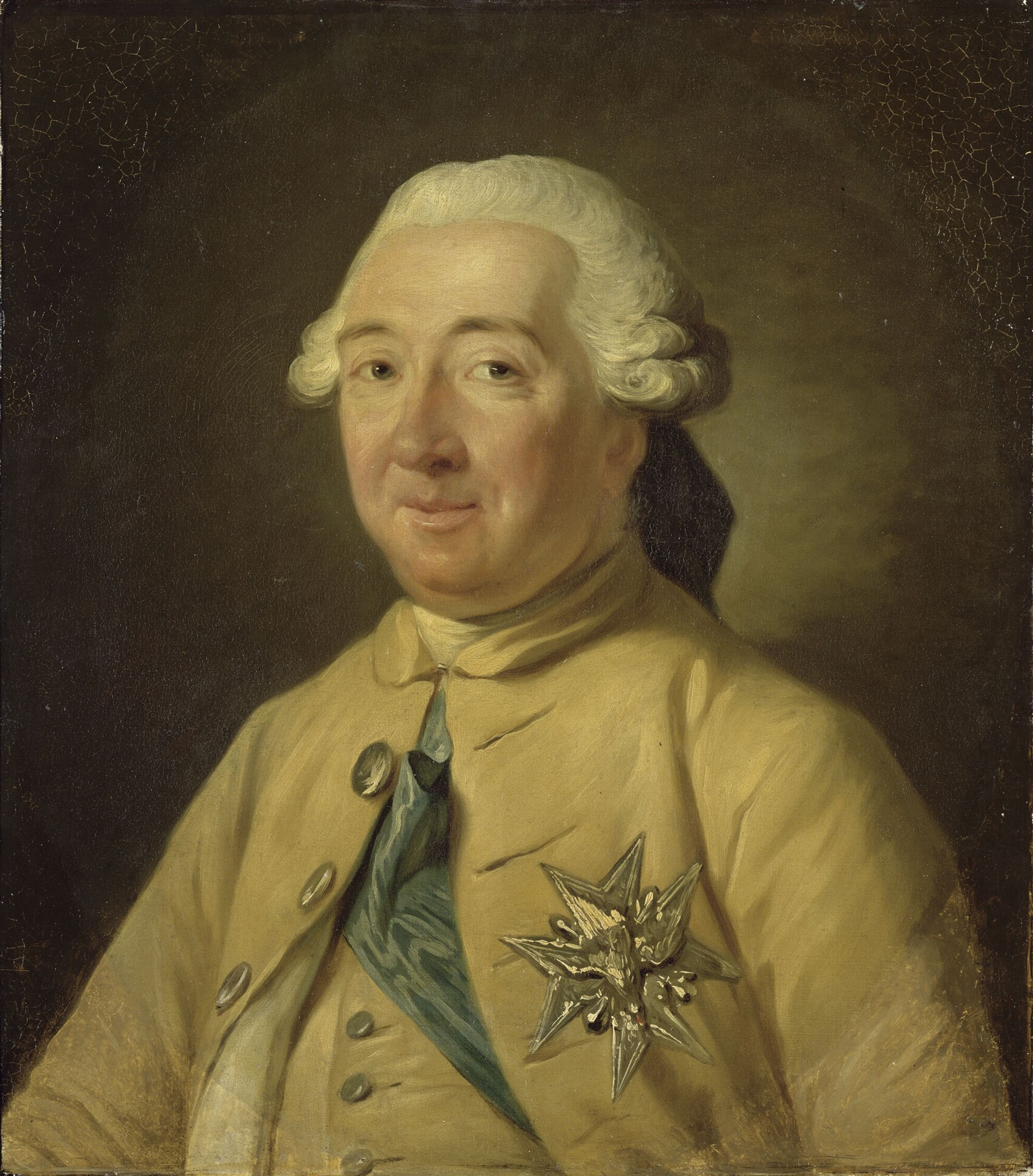
Louis de Noailles.

- Robert de Meudon, chevalier, concierge du château, mort en 1320.
- Jean II de Givry, dit le Gallois, capitaine de Saint-Germain-en-Laye, gruyer de la forêt de Laye, de Cruye et de Fresne (lettres de Charles VI du 12 octobre 1412)[188].
- Jean de Calleville[189], capitaine de Rouen, puis de Saint-Germain-en-Laye (1413).
- Jean de Dunois (1402-1468), compagnon d'armes de Jeanne d'Arc, capitaine de Saint-Germain-en-Laye.
- Collard de Calleville, chevalier, ami du roi Charles VI, capitaine gouverneur de Saint-Germain-en-Laye, et gruyer de la forêt de Laye.
- Louis de Guyenne (1396-1415) dauphin, est gouverneur de Saint-Germain.
- Jacques Coitier, premier médecin de Louis XI qui le nomme gouverneur de Saint-Germain.
- Raoul de Lanoy, concierge de Saint-Germain-en-Laye (1498), bailli d'Amiens.
- Jean de Louan, seigneur d'Arfeuilles, capitaine et gouverneur, grand-maître des Eaux-et-forêts et chasses de Saint-Germain-en-Laye, gouverneur d'Orléans (1498)[190].
- Guillaume de Montmorency († 1531) gouverneur de saint-Germain.
- Antoine de Buade, comte de Frontenac (1570-1625), premier maître d'hôtel du roi Henri IV, capitaine gouverneur des châteaux de Saint-Germain-en-Laye et de La Muette en 1607.
- Henri de Buade de Frontenac, comte de Palluau (1585-), premier maître d'hôtel, capitaine du château de Saint-Germain-en-Laye l'année de la naissance de Louis de Buade de Frontenac (1622-1698) gouverneur de la Nouvelle-France.
- Claude de Saint-Simon (1607-1693), seigneur de Vaux, capitaine et gouverneur du château de Saint-Germain-en-Laye et maître particulier des eaux et forêts dudit lieu (brevet 5 mars 1627), grand louvetier de France (brevet du 28 février 1618). Se démet volontairement de ces charges le 2 mars 1645[191].
- René de Longueil († 1677), marquis de Maisons, gouverneur de Saint-Germain-en-Laye, de Poissy, de Versailles, et des chasses du roi (1645-1653), surintendant des Finances (1650).
- Henri de Daillon, duc de Lude, comte de Pontgibault, chevalier des Ordres du roi, grand-maître de l'artillerie de France et surintendant des poudres, colonel du Régiment des fusiliers du roi, lieutenant général († 1685), gouverneur des château et ville de Saint-Germain-en-Laye[192].
- Henri de Mornay (1622-1706), marquis de Montchevreuil, gouverneur et capitaine du château de Saint-Germain-en-Laye (provisios 30 août 1685), ancien gouverneur de Louis de Bourbon, comte de Vermandois, et de Louis-Auguste de Bourbon, duc du Maine, chevalier des Ordres du roi.
- Léonor de Mornay, dit le Comte de Mornay († 1717), lieutenant-général des armées du roi, capitaine et gouverneur de Saint-Germain-en-Laye, marié en 1696.
- Anne-Jules de Noailles (1650-1708), maréchal de France, nommé gouverneur du château de Saint-Germain-en-Laye en 1701.
- Adrien Maurice de Noailles (1678-1766), maréchal de France, secrétaire d'État aux Affaires étrangères en 1744, capitaine des chasses et gouverneur de Saint-Germain-en-Laye en 1717.
- Louis de Noailles (1713-1793), maréchal de France, nommé gouverneur du château de Saint-Germain-en-Laye en 1789, il meurt de vieillesse à Saint-Germain-en-Laye le 22 août 1793.
- Prince de Poix, pair de France, gouverneur de Saint-Germain-en-Laye 1815[193].
- M. le Comte de Bozon de Périgord († 1830), frère du Prince de Talleyrand, est en 1830 gouverneur du château de Saint-Germain-en-Laye[194].

### Autres personnalités ayant vécu à Saint-Germain
- Guillaume Tirel, dit Taillevent (1326-1395), cuisinier, auteur du célèbre Viandier, mort à Saint-Germain-en-Laye. Sa pierre tombale, provenant de l'ancienne église Saint-Léger, détruite à la Révolution, est conservée dans la Maison verte[195].
- Dunois (1399-1468), homme de guerre, mort à Saint-Germain-en-Laye.
- Christine de Pizan (1364-1431), femme de lettres, morte au monastère de Poissy.
- Jean Héroard (1551-1628), médecin du dauphin et vétérinaire du roi, son journal décrit la vie au château de Saint-Germain pendant les sept premières années de Louis XIII.
- Le cardinal de Richelieu (1585-1642), séjourne en 1624, 1630 et 1642 rue de la Verrerie (actuelle rue Saint-Louis)[57].
- Théophraste Renaudot (1586-1653), médecin, fondateur du Bureau d'adresse, puis de la Gazette.
- Pierre Séguier (1588-1672), chancelier de France, mort à Saint-Germain à l'hôtel de la Chancellerie, aujourd'hui hôtel de ville.
- Jean-Baptiste Lully (1632-1687), musicien.
- Balthazar Martinot (1636-1714), horloger du roi, mourut en son manoir de Saint-Germain-en-Laye.
- Madame de Montespan (1640-1707), favorite du roi Louis XIV, installa un couvent d'ursulines à Saint-Germain en 1681.
- le Chevalier de Folard (1669-1752), stratège, son hôtel subsiste à Saint-Germain.
- le Chevalier de Ramsay, auteur du discours de Ramsay, texte faisant partie des textes fondateurs de la franc-maçonnerie française
- Voltaire (1694-1778) y a vécu au retour de son séjour en Angleterre du 15 mars au 15 avril 1729[196].
- Benjamin Franklin (1706-1790), homme politique américain, séjourne en 1778 au château du Val chez le maréchal de Beauvau.
- Jean-Jacques Rousseau (1712-1778) y séjourna en novembre 1753 pour s'y promener dans la forêt.
- Gluck (1714-1787), compositeur d'opéras, séjourne à Saint-Germain à l'hôtel de Noailles[197].
- le maréchal de Beauvau (1720-1793) possédait le château du Val.
- Jean-Georges Noverre (1727-1810), danseur, chorégraphe, y a vécu jusqu'à sa mort à son domicile rue de la Surintendance, sa femme est emprisonnée au château sous la Terreur[197].
- Jean-Chrétien Bach (1735-1782) séjourne à Saint-Germain à l'hôtel de Noailles[197].
- Charles François Dumouriez (1739-1823), général, après sa trahison le 17 avril 1793, sa femme et ses enfants habitants à Saint-Germain sont tenus en ôtages[198].
- Richard O'Shée (1740-1802), général des armées de la République, mort à Saint-Germain.
- Carié-Bézard (v.1763-1809), banquier français mort à Saint-Germain-en-Laye.
- Mozart (1756-1791) séjourne deux fois à Saint-Germain en 1763 et 1778 à l'hôtel de Noailles[197].
- François Noël (1756-1841), auteur, compilateur et traducteur de manuels scolaires, y est né.
- le Baron Usquin (1757-1843), maire de Saint-Germain-en-Laye.
- Jean-Baptiste-Joseph Boulliot (1750-1833), curé du Mesnil-le-Roi et historien des Ardennes & du protestantisme ardennais, y mourut.
- Madame Campan (1752-1822), éducatrice, fondatrice d'une maison à Saint-Germain.
- Louis-Alexandre Briant (1759-1812), colonel et baron de l'Empire.
- Jan Ladislav Dussek (1760-20 mars 1812), pianiste et compositeur mort à Saint-Germain-en-Laye.
- Étienne de Jouy (1764-1846), écrivain à la vie romanesque, membre de l'Académie française, s'éteint au château de Saint-Germain où il résidait le 4 septembre 1846.
- François-Jean-Baptiste de Quesnel (1765-1819), général des armées de la République et de l'Empire.
- François Gérard, (1770-1835) peintre.
- Louis-Michel Letort de Lorville (1773-1815), général des armées de la République et de l'Empire, aide de camp de Napoléon Ier, mort au combat de Gilly le 16 juin 1815.
- Marc Antoine Marie Obert (1774-1830), général des armées de la République et de l'Empire, né à Étaples, décédé dans la commune.
- Charles-Hippolyte de Paravey (1787-1871), ingénieur et ethnologue, décédé dans la commune.

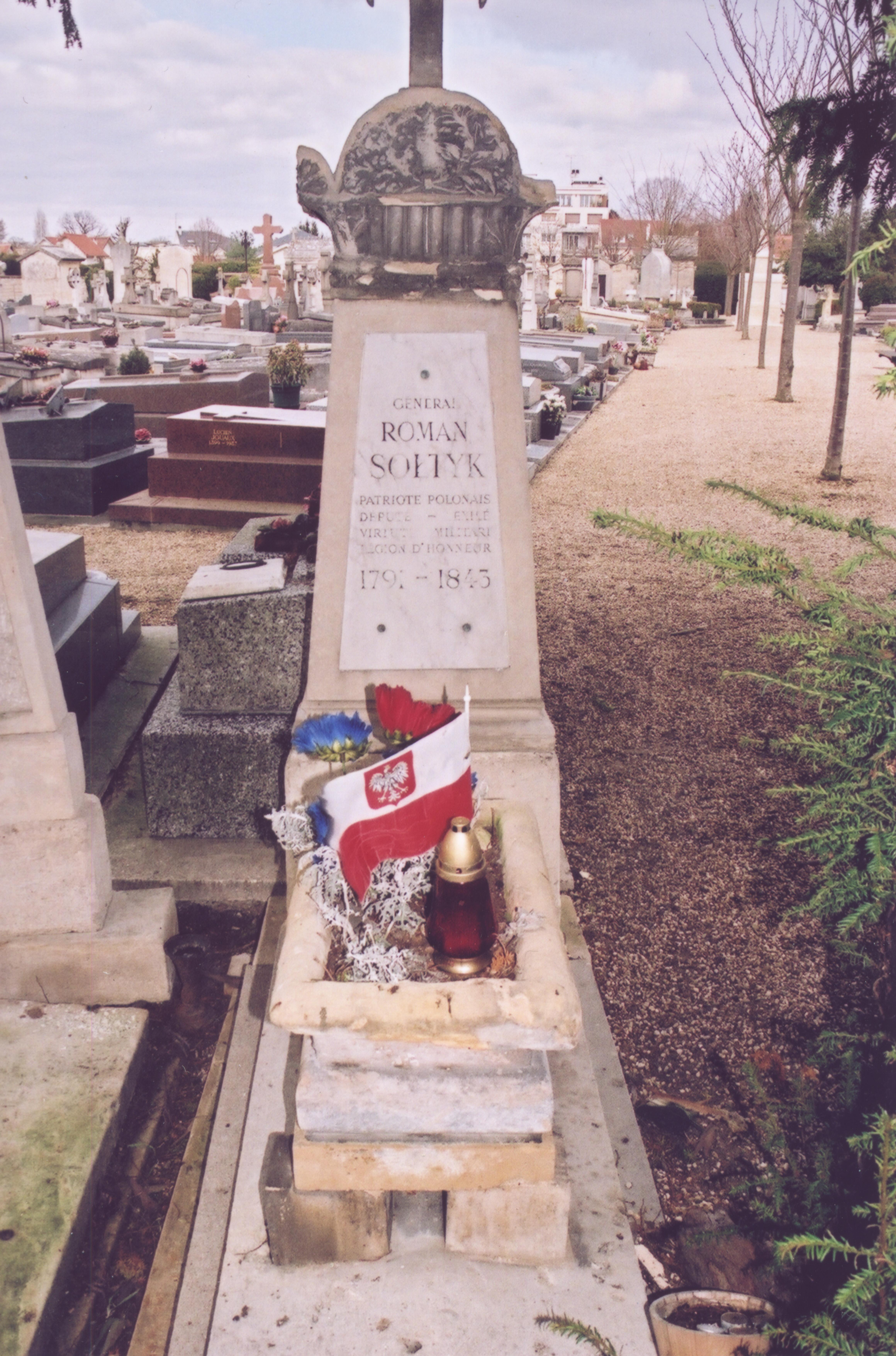
Tombe du général Roman Sołtyk (1791-1845), patriote polonais.

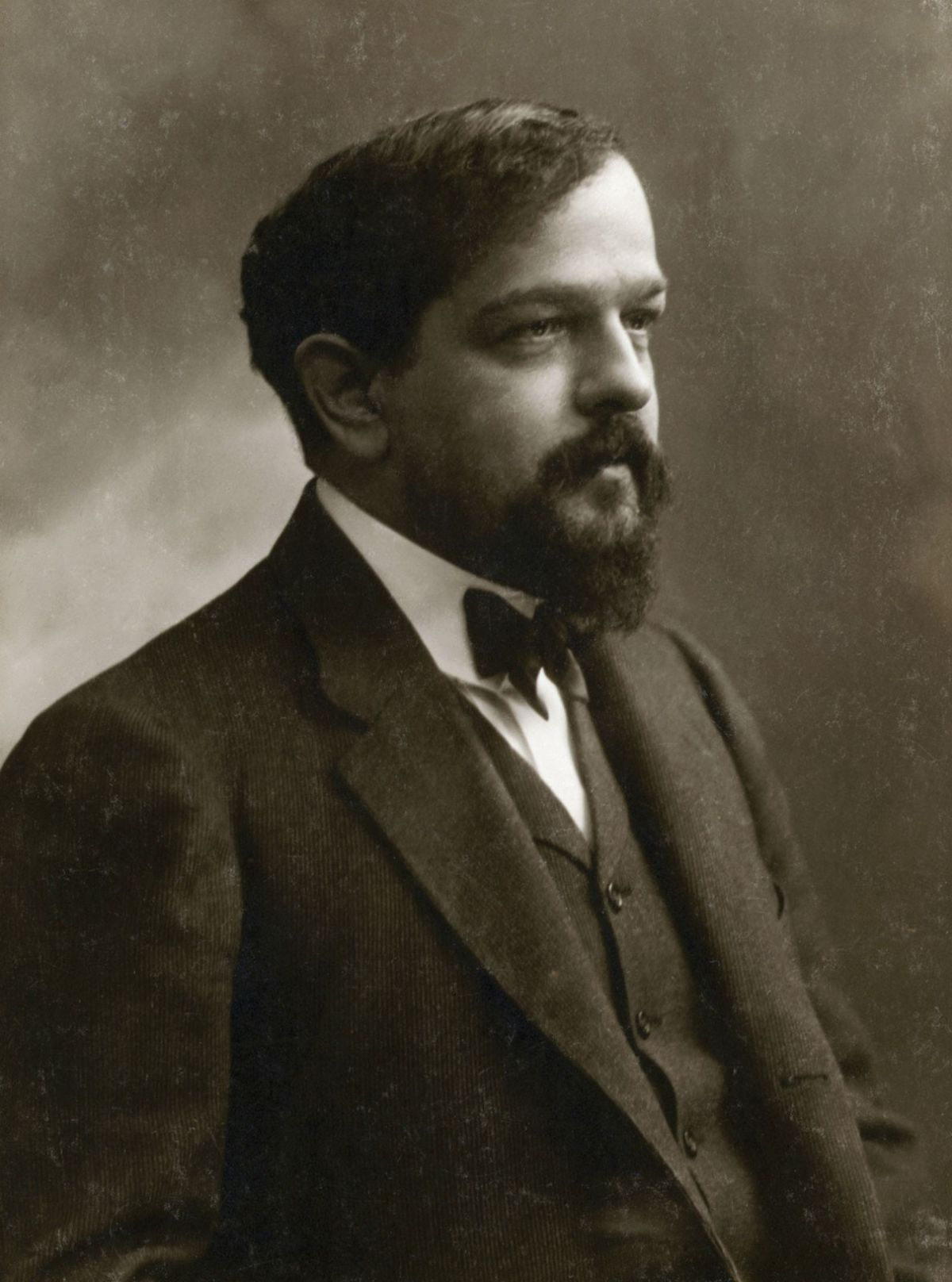
Claude Debussy, photographié par Nadar.

- Roman Sołtyk (1791-1845), général et patriote polonais, mort en exil à Saint-Germain-en-Laye.
- Jacques Ignace Hittorff (1792-1867), architecte, habitait 5 rue de la Croix-Boissière (actuelle rue Giraud-Teulon).
- Adolphe Thiers (1797-1877) premier président de la IIIe République, passa la fin de sa vie à Saint-Germain-en-Laye où il était venu se reposer en août 1877 au Pavillon Henri IV. Il y est mort le 3 septembre. En 1881, une statue fut érigée sur la place du château pour rendre hommage au « libérateur du territoire ». Elle fut détruite sous l'Occupation en 1941.
- Alexandre Dumas (1802-1870), écrivain, résida trois ans à Saint-Germain, au début au Pavillon Henri IV. C'est à Saint-Germain qu'il écrit certaines de ses œuvres les plus connues comme les Trois Mousquetaires et le Comte de Monte-Cristo, lorsqu'il habitait la villa de Monte-Christo, il s'occupe de transformer l'ancien jeu de paume en théâtre.
- Jules Xavier de Breuvery (1805-1876), devient en 1835 maire de Saint-Germain-en-Laye. Il a légué une partie de ses découvertes au Musée des Antiquités nationales[199]) et grand voyageur.
- Johannes de Mare (1806-1889), peintre et graveur néerlandais, y est mort.
- Gérard de Nerval (1808-1855), poète, passe son enfance entre 1808 et 1814 chez son grand-oncle à Saint-Germain.
- Félicien David (1810-1876), compositeur de musique.
- François Bonvin (1817-1887), artiste-peintre.
- Gabriel de Mortillet (1821-1898), archéologue, préhistorien, maire de Saint-Germain-en-Laye.
- Jules Cerclier (1823-1897), trompettiste, compositeur, professeur au Conservatoire de Paris, mort en son domicile à Saint-Germain-en-Laye.
- Ludovic Halévy (1834-1908), a vécu dans une maison, juste sous la terrasse du côté de Saint-Wandrille.
- Salomon Reinach (1858-1932), a vécu avec ses deux frères Joseph et Théodore dans une maison actuellement englobée dans l'École Saint-Érembert, lui-même était archéologue et historien, directeur du musée des Antiquités nationales.
- Maurice Denis (1870-1943), artiste peintre, chef de file des Nabis, a passé la plus grande partie de sa vie à Saint-Germain. Sa résidence, le « Prieuré » a été transformée en musée.
- Auguste Germain (1878-1942), poète symboliste.
- Aimé Edmond Dallemagne (1882-1971), peintre et graveur.
- Marcel Roby (1884-1944), résistant, professeur de mathématiques au lycée de garçons, arrêté par la Gestapo en 1942, torturé puis déporté au camp de Buchenwald où il est mort le 13 mars 1944[200]. Un lycée de la ville porte son nom, puis un collège.
- Louis Bouquet (1885-1952), artiste peintre, vint s'installer en 1914 avec sa jeune épouse à Saint-Germain auprès de son ami Maurice Denis.
- René Guénon (1886-1951) y fut professeur de philosophie en 1916 et 1917[201].
- Lily Grosser (1894-1968), philanthrope franco-allemande.
- Louis-Ferdinand Céline (1894-1962), écrivain, a vécu à Saint-Germain-en-Laye[202].
- Antonin Artaud (1896-1948), écrivain, a vécu à Saint-Germain-en-Laye[203].
- Georges Bataille (1897-1962), écrivain, a vécu à Saint-Germain-en-Laye[202].
- Roger Chastel (1897-1981), peintre de l'École de Paris a vécu et travaillé à Saint-Germain-en-Laye de 1928 jusqu'à sa mort en 1981 (sauf pendant la période de l'Occupation qu'il passa à Cannes).
- Abbé Pierre de Porcaro (1904-1945), vicaire de Saint-Germain, déporté, mort à Dachau.
- Jacques Tati (1907-1982) auteur réalisateur de cinéma, comédien, habitait Saint-Germain, son nom a été donné à la salle de cinéma municipale.
- Jules Monnerot (1909-1995), sociologue, cofondateur en 1939 du Collège de sociologie avec Georges Bataille, militant communiste puis anticommuniste, mort à Saint-Germain-en-Laye.
- Robert Vignon (1910-1989), né à Constantine (Algérie), premier préfet de Guyane en 1947, mort à Saint-Germain-en-Laye.
- Anne-Marie Staub (1914-2012), chimiste, retirée et morte à Saint-Germain-en-Laye.
- Pierre Boutang (1916-1998), philosophe, habitait à Saint-Germain-en-Laye où il prend sa retraite en 1984 et continue son séminaire jusqu'à sa mort.
- Muriel Byck (1918-1944), résistante anglaise, scolarisée au lycée de jeunes filles de 1926 à 1930.
- Guy Lefranc (1919-1994), cinéaste français, mort à Saint-Germain-en-Laye.
- Ladislas Kijno (1921-2012), peintre, mort à Saint-Germain.
- Jean-Marie Le Pen (1928-2025) y a fait ses études de philosophie[204].
- Hassan II (1929-1999), y a vécu en exil au Pavillon Henri IV avant d'être proclamé roi du Maroc en 1961.
- Jean Ferré (1929-2006), journaliste, fondateur de Radio Courtoisie, mort à Saint-Germain.
- Gilles Cagnard (1946-2005), musicien et compositeur, directeur du conservatoire de Saint-Germain-en-Laye de 1986 à 2005.
- Louis Blanchet (né en 1927), architecte, Premier Grand Prix de Rome, a vécu et œuvré à Saint-Germain-en-Laye.
- Luc Blanchet (né en 1955), astrophysicien, a vécu à Saint-Germain-en-Laye.
- Bruno Pradal (1949-1992), acteur français, a vécu à Saint-Germain-en-Laye.
- Didier Bourdon (né en 1959), comédien, a vécu à Saint-Germain.

### Autres personnalités nées à Saint-Germain
- Louis de Buade, comte de Frontenac (1622-1698), fils du gouverneur de Saint-Germain, gouverneur de la Nouvelle-France, un des fondateurs du Québec.
- Louis-Auguste d'Albert d'Ailly (1676-1744), duc de Chaulne, maréchal de France.
- Jean-Baptiste de La Rue (1697-1743), architecte.
- François-Jean-Baptiste de Quesnel (1765-1819), général de la Révolution et de l'Empire.
- Charles Gautier de Vinfrais (1704-1797), officier de vénerie royale, encyclopédiste.
- Claude Richard (1705-1784), botaniste, jardinier.
- Jacques Roëttiers de la Tour (1707-1784), sculpteur, médailleur, orfèvre.
- Charles de Fitz-James (1712-1787), maréchal de France.
- Cardinal François de Fitz-James (1709-1764), premier aumônier du roi, théologien.
- Boucher-René (1730-1811), député à la Convention, juge suppléant au Tribunal révolutionnaire en 1792, maire interrimaire de Paris.
- Louis-Alexandre, baron Briant (1759-1812), soldat engagé, devient colonel d'infanterie.
- Philippe Comairas (1803-1875), artiste peintre, prix de Rome.
- Hippolyte Rigault (1821-1858), professeur suppléant au Collège de France, précepteur des enfants du duc d'Orléans.
- Éléonore Bonnaire (1852-1910), chanteuse, artiste de music-hall et de café-concert.
- Claude Debussy (1862-1918), compositeur de musique. Sa maison natale, située no 38 rue au Pain, a été transformée en musée.
- Louise-Marguerite Claret de la Touche (1868-1915), religieuse visitandine et fondatrice des sœurs de Béthanie du Sacré-Cœur.
- Claude Léon Mascaux (1882-1965), médailleur.
- Édouard Bourdet (1887-1945), comédien, journaliste.
- Charles, général-baron Marion (1887-1944), officier général de cavalerie, écuyer du Cadre noir, préfet.
- Charles O'Brien de Thomond, vicomte de Clare (1899-1761), maréchal de France.
- Jehan Alain (1911-1940), compositeur et organiste, mort au combat à Saumur le 20 juin 1940.
- Christian Fouchet (1911-1974), homme politique, ministre gaulliste.
- Marie-Claire Alain (1926-2013), organiste. Sœur de Jehan Alain.
- Éliane Thiollier (1926-1989), artiste peintre.
- José Artur (1927-2015), comédien, animateur de radio.
- Maurice Couve de Murville (évêque) (1929-2007), archevêque de Birmingham.
- Michel Péricard (1929-1999), journaliste de télévision, homme politique, ancien maire de Saint-Germain.
- Jacques Fesch (1930-1957), guillotiné à Paris pour le meurtre du gardien de la paix M. Jean-Baptite Vergne. Il se convertit en prison. En 1993 s'est ouvert son procès de béatification.
- Jean-Edern Hallier (1936-1997), homme de lettres.
- Bernard Meynadier (1938), champion du monde d'aviron.
- Pierre Douglas (1941), journaliste et chansonnier.
- Claude Martin (diplomate) (1944-2007), ambassadeur de France en Chine et en Allemagne.
- Sylvie Vauclair (1946), astrophysicienne.
- Paul-Albert Iweins (1950), avocat, bâtonnier de Paris.
- Emmanuel Todd (1951), historien, politologue et sociologue.
- François Vaillant (1951), philosophe, écrivain et militant non-violent.
- Arielle Boulin-Prat (1953), animatrice de télévision et actrice.
- Karen Cheryl (1955), chanteuse et journaliste.
- Thierry Le Pennec (1955), poète.
- Sophie Deicha (1955), première femme professeur de théologie orthodoxe
- Thierry Gilardi (1958-2008), journaliste de sport, présentateur et commentateur de télévision, ancien président du club de rugby Saint-Germanois.
- Marie-Ange Guilleminot (1961), sculptrice, vidéaste.
- Alain-Daniel Jollois (1964), escroc multirécidiviste français
- Albert Dupontel (1964), humoriste, acteur, réalisateur.
- Gilles Verdez (1964), journaliste, chroniqueur à la télévision et à la radio.
- Philippe Jaenada (1964), homme de lettres.
- Pascal Nègre (1961), producteur de musique.
- Ludovic Navarre (1969-), dit St-Germain, musicien compositeur de jazz.
- Brigitte Henriques (1971), footballeuse, directrice de club.
- Thomas Scotto (1974), romancier pour la jeunesse.
- Marie Eloy (1975), journaliste.
- Lannick Gautry (1976), comédien.
- Nicolas Bay (1977), député européen, homme politique du Front national (FN).
- Stéphanie Polack (1977), femme de lettres.
- Benoit Blanc (1978), acteur et metteur en scène.
- Amélie Mauresmo (1979), championne olympique de tennis.
- Charlotte Savary (1979), chanteuse.
- Adrien Ménielle (1980), acteur, réalisateur, scénariste et dessinateur.
- Olga Givernet (1981), ingénieuse en électronique, député de l'Ain (EM).
- Mélanie Thierry (1981), mannequin, comédienne.
- Julien Mauve (1984), photographe.
- Ismaël Gace (1986), footballeur au PSG, puis à l'OGC Nice.
- Jordy (1988), chanteur au Top 50 à l'âge de 4 ans.
- Julien Mertine (1988), champion de France d'escrime.
- Marion Maréchal (1989), députée du Rassemblement national (RN).
- Maéva Mellier (1991), championne olympique de taekwondo.
- Jérémie Duvall (1993), comédien.
- Océane Coudert (1993), championne de France de trampoline.
- Caroline Garcia (1993), joueuse de tennis, championne du monde en double féminin.
- David Aubry (1996), champion olympique, champion de France et champion d'Europe de natation.
- Bernard Guignedoux (1947-2021), footballeur français et premier buteur de l'histoire du Paris SG.
- Paul El Kharrat (1999), écrivain et champion des Douze Coups de Midi.
- Alex Portal (2002), médaillé d'argent et de bronze paralympique.

## Héraldique
| Armes de Saint-Germain-en-Laye | Les armes de Saint-Germain-en-Laye se blasonnent ainsi : d'azur au berceau semé de fleurs de lys, accompagné en chef d'une fleur de lys et en pointe de cette date : 5 7bre 1638, le tout d'or. Le 5 septembre 1638 est la date de naissance de Louis XIV. Ce blason a été accordé à la ville par lettres patentes du 17 août 1820 par le roi Louis XVIII. À la Restauration, la municipalité avait souhaité réutiliser les armoiries royales des Bourbons qui se blasonne ainsi : parti de France moderne et de Navarre, enté en pointe d'argent à la lettre capitale L d'or. - France moderne : d'azur à trois fleurs de lis d'or ; - Navarre : de gueules aux chaînes d'or posées en pal, en fasce, en sautoir et en orle chargée au cœur d'une émeraude au naturel. |  |

## Jumelage
| Ville | Ville               | Pays | Pays        | Période                   |
| ----- | ------------------- | ---- | ----------- | ------------------------- |
|       | Aschaffenbourg      |      | Allemagne   | depuis le 17 avril 1975   |
|       | Ayr                 |      | Royaume-Uni | depuis le 6 octobre 1984  |
|       | Konstancin-Jeziorna |      | Pologne     | depuis le 15 février 1992 |
|       | Schwelm             |      | Allemagne   | depuis 2007               |
|       | Témara,             |      | Maroc       | depuis le 24 juillet 1982 |
|       | Winchester          |      | États-Unis  | depuis le 8 décembre 1990 |

Saint-Germain-en-Laye poursuit une politique de jumelage active, engagée dès 1975 avec une ville de Franconie, Aschaffenbourg. Une association de soutien a été créée à l'occasion de chaque jumelage.